# Guerre du Mali
- Contrôlé par les juntes de l'Alliance des États du Sahel
- Zone d'action du Groupe de soutien à l'islam et aux musulmans
- Zone d'action de l'État islamique dans le Grand Sahara
- Zone d'action du FLA
- Zone d'action de la Plateforme

Batailles
- 1re Ménaka
- Tessalit
- 1re Aguel'hoc
- In Emsal
- 1re Andéramboukane
- Niafunké
- 1re Tinzawatène
- Tinsalane
- 1re Goumakoura
- 1re Tessit
- Soudere
- 1re Tin-Hama
- 1re Kidal

Coups d'État
- Coup d'État de 2012 au Mali
- Tentative de coup d'État de 2012 au Mali
- Djicoroni
- Coup d'État de 2020 au Mali
- Coup d'État de 2021 au Mali

Conflit entre les djihadistes et le MNLA (2012)
- 1re Tombouctou
- 1re Gao
- Tagarangabotte
- 1re Indelimane
- 2e Ménaka

- Konna
- Gao (bombardement)
- Diabaly
- 2e Gao
- 3e Gao
- 4e Gao
- In Khalil
- Tigharghâr
- Timétrine
- Imenas
- Tin Keraten
- In Zekouan et Teurteli
- 2e Tombouctou
- 5e Gao
- Teghboubinene et In Arab
- 3e Tombouctou
- 1re Ber
- 1re Anéfis
- 2e Anéfis
- Bordj Badji Mokhtar et In Farah
- Fooïta
- Douaya
- Amazragane
- 2e Tin-Hama
- Araouane
- Kondaoui
- Tamkoutat
- Ametettaï (bombardement)
- Dayet en Maharat
- Inabohane-Ebahlal
- 2e Kidal
- 3e Kidal
- 3e Anéfis
- 1re Tabankort
- 2e Indelimane
- N'Tillit
- Ametettaï
- 2e Tabankort
- 1er Nampala
- 1er Ténenkou
- 3e Tabankort
- Tabrichat
- Abeïbara
- 1re Léré
- 2e Ténenkou
- Tin Telout
- Koba
- Nara
- Takoumbaout
- Sama
- 1er Gourma-Rharous
- Sévaré
- 4e Anéfis
- Inafarak
- Tiébanda
- 1re Talahandak
- Wanna
- 2e Aguel'hoc
- Sévaré
- 2e Nampala
- 4e Kidal
- 2e Goumakoura
- Kazay-Kazay
- 1re Boulikessi
- 2e Gourma-Rharous
- Foulsaré
- 1re Dogofry
- 1re Serma
- Tikerefinadji
- Bintagoungou
- Inkadogotane
- Djebok
- Takellote
- Touzik
- Adjlal
- 4e Tombouctou
- Tin Biden
- 3e Indelimane
- Youwarou
- Soumpi
- Inaghalawass
- Akabar
- 5e Tombouctou
- Tina
- Aklaz et Awkassa
- 1re Talataye
- 1re Boni
- Inabelbel
- Inghalamane
- Tintihidjrene
- Soumouni
- 2e Dogofry
- Ndaki
- 2e Ber
- Farimaké
- Abanguilou
- 2e Serma
- 3e Aguel'hoc
- Elakla
- Dialloubé
- 1re Dioura
- Tiésaba-Bourgou
- Guiré
- Aconit
- Fafa
- 2e Boulikessi
- 4e Indelimane
- Bourgou IV
- Tabankort
- Eranga
- 1re Wagadou
- Sokolo
- Tarkint
- 1re Bamba
- 2e Talahandak
- Bouka Weré
- Sokoura
- 3e Boulikessi
- Niaki
- Éclipse
- 4e Boulikessi
- 2e Boni
- 2e Tessit
- 4e Aguel'hoc
- Nokara
- Dangarous
- Bodio

- Mondoro
- Région de Ménaka
- 2e Andéramboukane
- 3e Tessit
- 2e Talataye
- Tadjalalt et de Haroum
- Diafarabé et Koumara
- 3e Ber
- Le Tombouctou et Bamba
- Bourem
- 2e Léré
- 2e Dioura
- 2e Bamba
- Taoussa
- Région de Kidal
- 5e Kidal
- Niafunké
- Labbezanga
- Farabougou
- Dinangourou
- Kwala
- 2e Wagadou
- Mourdiah
- 2e Tinzawatène
- Bamako
- Kobé
- 3e Dioura
- 5e Boulikessi
- 6e Tombouctou
- 4e Tessit
- Anoumalane

La guerre du Mali est un conflit armé qui a lieu au Mali depuis 2012, à la suite d'une insurrection de groupes salafistes djihadistes et indépendantistes pro-Azawad.
Ce conflit s'inscrit dans le contexte de la guerre du Sahel et des rébellions touarègues contre l'État malien. Depuis le début des années 1990, le nord du Mali est le théâtre de plusieurs insurrections menées par des rebelles touaregs. Au début des années 2000, des djihadistes algériens viennent également se réfugier clandestinement au Mali après leur défaite lors de la guerre civile algérienne. En 2011, la guerre civile libyenne rallume indirectement le conflit au Mali. Des arsenaux militaires libyens sont pillés par des groupes armés, tandis que des mercenaires touaregs au service de la Jamahiriya arabe libyenne de Kadhafi s'enfuient vers le Sahara et rejoignent des mouvements rebelles avec armes et bagages.
Le 17 janvier 2012, les rebelles touaregs du Mouvement national de libération de l'Azawad (MNLA, indépendantiste) et d'Ansar Dine (salafiste) déclenchent la cinquième rébellion touarègue contre le Mali. Bientôt rejoints par les djihadistes d'Al-Qaïda au Maghreb islamique (AQMI) et du Mouvement pour l'unicité et le jihad en Afrique de l'Ouest (MUJAO), ils prennent Aguel'hoc, Ménaka et Tessalit. À la suite de ces défaites, une partie de l'armée malienne tente un coup d'État en mars qui provoque des affrontements entre « bérets verts » et « bérets rouges » et désorganise les opérations au Nord. Les rebelles en profitent et s'emparent de Kidal, Tombouctou et Gao. Le 6 avril, le MNLA annonce la fin de son offensive et proclame l'indépendance de l'Azawad. Les combats ont alors fait des centaines de morts et des centaines de milliers de réfugiés.
Cependant, les divergences idéologiques entre indépendantistes et djihadistes brisent rapidement leur alliance. Entre juin et novembre 2012, les combats tournent au désavantage du MNLA, qui est chassé de Gao, de Tombouctou, de Kidal et de Ménaka. Les djihadistes prennent alors le contrôle de presque tout le nord malien.
Fin 2012, les négociations échouent et en janvier 2013, les djihadistes lancent une offensive sur Ségou et Mopti, dans le centre du Mali. Cette attaque provoque l'entrée en guerre de la France, qui déclenche l'opération Serval, et de plusieurs pays africains de la CEDEAO dans le cadre de la MISMA. En quelques jours, les islamistes sont repoussés à Konna et Diabaly, puis Gao et Tombouctou sont reprises. Les forces djihadistes en déroute abandonnent les villes, dont certaines comme Kidal sont reprises par le MNLA, et se retranchent dans l'Adrar Tigharghar, situé dans l'Adrar des Ifoghas. En mars, Tigharghar, la principale base djihadiste au Mali, est conquise au terme d'une offensive franco-tchadienne.
De nombreux combattants islamistes désertent, changent de camp ou fuient à l'étranger, d'autres, en revanche, poursuivent la guérilla, posent des mines et mènent des attentats. Des affrontements ponctuels opposent également le gouvernement malien aux indépendantistes, qui refusent la venue de l'armée malienne dans la région de Kidal. Le 18 juin 2013, après deux semaines de négociations, le gouvernement de transition malien et les rebelles du MNLA, du HCUA et du MAA signent un accord de cessez-le-feu qui permet le retour des autorités maliennes à Kidal et la tenue de l'élection présidentielle le 28 juillet 2013 dans le nord du pays.
De son côté, l'ONU prend le relais de la MISMA et met en place la MINUSMA, tandis que l'Union européenne engage la mission de formation de l'Union européenne au Mali.
Les affrontements entre l'armée malienne et les rebelles touaregs et arabes reprennent en mai 2014. Les Maliens sont vaincus à Kidal et chassés de la ville par les rebelles, qui reprennent le contrôle de la quasi-totalité de la région de Kidal et de la plus grande partie de la région de Gao. Rassemblées au sein d'une alliance appelée la Plateforme des mouvements du 14 juin 2014 d'Alger, des milices loyalistes passent alors à l'offensive contre les rebelles, désormais regroupés au sein de la Coordination des mouvements de l'Azawad (CMA). Après plusieurs mois de combats, un accord de paix, l'Accord d'Alger, est conclu et signé le 15 mai et le 20 juin 2015. Cependant, les djihadistes poursuivent leurs attaques, les accords de paix sont violés à de nombreuses reprises et des violences ethniques prennent de plus en plus d'ampleur.
En 2015, certains djihadistes locaux prêtent allégeance à l'État islamique et forment l'État islamique dans le Grand Sahara (EIGS). Les groupes liés à al-Qaïda se rassemblent quant à eux en 2017 au sein du Groupe de soutien à l'islam et aux musulmans (GSIM). En 2020, les deux organisations djihadistes ennemies entrent en conflit.
En 2020, le président malien Ibrahim Boubacar Keïta est renversé par un coup d'État qui amène au pouvoir une junte militaire dirigée par le colonel Assimi Goïta. Cette dernière opère alors un changement d'alliance et se rapproche de la Russie. En 2022, des mercenaires russes du Groupe Wagner interviennent au Mali et l'armée française se retire du pays.

## Contexte

### Les rébellions touarègues
Les Touaregs appartiennent à l'ensemble ethno-linguistique amazigh (Berbères). Leur population générale est difficile à évaluer et serait aux alentours de 1,5 million, dont 550 000 au Mali, (soit à peine 8,6 % de la population totale) 800 000 au Niger, 50 000 en Algérie le reste au Burkina Faso et en Libye.
Ce conflit s'inscrit dans une suite d'insurrections généralement baptisées « rébellions touarègues », qui a non seulement opposé certains membres du peuple touareg aux gouvernements du Mali et du Niger, mais aussi les Touaregs entre eux et les Touaregs avec les autres populations (Songhaï, Peul, Sahraoui, Arabe…).
Depuis 1916, on compte plusieurs conflits principaux :
- La rébellion touarègue de 1916-1917 au Niger. À partir de 1958, le Mouvement populaire de l'Azawad (MPA), revendique la constitution d'un État touareg[32].
- La rébellion touarègue de 1962-1964 au Mali, généralement appelé "première rébellion touareg", qui fut très durement réprimée par l'armée malienne[32]. 
Frappés également par la sécheresse des années 1970, les Touaregs se réfugient en Algérie et en Libye où dans les camps les jeunes sont entraînés et enrôlés par l'armée[32].
En 1988, le Mouvement populaire de libération de l'Azawad (MPLA) est créé[32].
- La rébellion touarègue de 1990-1996 au Mali et au Niger. Elle débuta en 1990, deux ans après la création du Mouvement populaire de libération de l'Azawad. Au Mali, une première période de conflit (octobre-décembre 1990) aboutit à la signature des Accords de Tamanrasset en 1991 et du Pacte national en 1992[33], mais qui ne marqua pas la fin définitive des hostilités. Des conflits réapparurent en 1994-1995 et la paix fut finalement scellée le 27 mars 1996 à Tombouctou lors de la cérémonie de la Flamme de la Paix, durant laquelle les rebelles touaregs brûlèrent 3 000 armes utilisées durant la rébellion.
- La rébellion touarègue de 2006 au Mali, aboutissant aux accords d'Alger (signés le 4 juillet 2006)[32].
- La rébellion touarègue de 2007-2009, au Niger et au Mali.

### L'implantation djihadiste au Mali
Dès le milieu des années 1990, au moment de la guerre civile algérienne, des rebelles islamistes algériens nouent des contacts avec des trafiquants du nord du Mali et du Niger afin de bénéficier d'un soutien logistique en carburant, en vivres et en pièces de rechange,. En 2003, les djihadistes commencent à s'implanter véritablement dans le Sahel, lorsque Mokhtar Belmokhtar, chef du Groupe salafiste pour la prédication et le combat (GSPC) dans le sud de l'Algérie, alors en difficulté contre les troupes de l'armée algérienne, choisit de trouver refuge au Mali. Il noue par un mariage une alliance avec la tribu arabe des Bérabiches, ce qui lui permet de disposer ainsi d'une assise locale, d'une protection de la tribu et de trouver les moyens de blanchir son argent. Par la suite, d'autres chefs djihadistes suivent son exemple, notamment Nabil Abou Alqama. Progressivement, ces derniers commencent à recruter parmi les communautés locales et reçoivent des volontaires depuis les pays voisins. Le gouvernement malien, qui ne tient pas à s'attirer l'hostilité des djihadistes, ne réagit pas,.
En février 2003, les premières prises d'otages d'occidentaux commencent : 32 touristes, majoritairement Allemands et Autrichiens, sont enlevés par Abderazak el Para, qui pour échapper à l'armée algérienne choisit de se réfugier au Mali. Certains otages sont délivrés par les militaires algériens, d'autres sont confiés à Mokhtar Belmokhtar, qui après des négociations avec le gouvernement malien — représenté par Iyad Ag Ghali et Baba Ould Cheikh — les relâche le 18 août en échange d'une rançon de cinq millions d'euros qui enrichit considérablement les djihadistes et va les pousser à poursuivre ce type d'action.
En janvier 2007, le Groupe salafiste pour la prédication et le combat (GSPC) prête allégeance à al-Qaïda et devient Al-Qaïda au Maghreb islamique (AQMI). Quelques mois plus tard, le chef d'AQMI, Abdelmalek Droukdel, jugeant Belmokhtar trop indépendant, lui retire la charge d'« émir du Sahara », qu'il remet à Yahia Djouadi, dit Abou Amar,. Droukdel divise la zone du Sahara en deux ; la première, comprenant le sud-ouest de l'Algérie et le nord du Mali et de la Mauritanie, va à Belmokhtar ; tandis que la seconde, comprenant le nord-est du Mali, le nord du Niger et l'ouest du Tchad, va à Abou Zeïd. Au cours des années 2000, les djihadistes enlèvent au Sahel plusieurs otages occidentaux pour en retirer des rançons et mènent des attaques ponctuelles contre les forces armées locales. En février 2007, de violents combats ont lieu entre AQMI et les rebelles touaregs d'Ibrahim Ag Bahanga à Tin Zaouatine, mais par la suite les deux forces cohabitent et évitent de s'affronter.
Jusqu'au début des années 2010, le Mali fait preuve de passivité envers les djihadistes, ce qui lui est fortement reproché par la Mauritanie, la France et l'Algérie,,. En 2010, l'armée mauritanienne effectue même des incursions en territoire malien pour attaquer les djihadistes. Pourtant, le 8 juin 2009, le président malien Amadou Toumani Touré promet des représailles après l'exécution d'un otage britannique, Edwin Dyer,. En réponse, dans la nuit du 10 au 11 juin 2009, AQMI assassine à Tombouctou le lieutenant-colonel Lamana Ould Bou, un agent des services de renseignements maliens,,. C'est alors la première fois que les djihadistes tuent un militaire malien,. L'armée malienne décide de répliquer et attaque le 16 juin un repaire d'AQMI à Garn-Akassa, dans le Timétrine : une vingtaine de djihadistes sont tués,,,. AQMI réplique le 4 juillet en mettant en déroute une patrouille de l'armée malienne près d'Araouane, où elle revendique la mort de 28 soldats maliens. Le 24 juin 2011, les forces maliennes et mauritaniennes attaquent ensemble un repaire d'AQMI dans la forêt de Wagadou, près de Nara,,.

### La guerre civile libyenne
Dans les mois suivant la guerre civile libyenne, le Niger et le Mali voient revenir 2 000 à 4 000 soldats touaregs ayant servi dans l'armée de Kadhafi. Certains rejoignent l'armée malienne mais d'autres contribuent à la formation du MNLA. Natie Pléa, alors ministre malien de la Défense, précise que le risque qu'une organisation comme Al-Qaïda au Maghreb islamique (AQMI) se saisisse d'un arsenal pouvant servir à des fins terroristes était une « vraie source d'inquiétude » pour les pays de la région, inquiétude partagée par l'envoyé des Nations unies pour l'Afrique de l'Ouest,.

### Trafics
Le nord du Mali est également un important lieu de transit du trafic de stupéfiants, dans lequel sont impliqués de nombreux membres des divers groupes armés. Des affrontements ont parfois lieu entre ces groupes pour le contrôle de certains axes de circulation,,.

## Forces en présence lors du conflit

### Les rebelles indépendantistes de l'Azawad

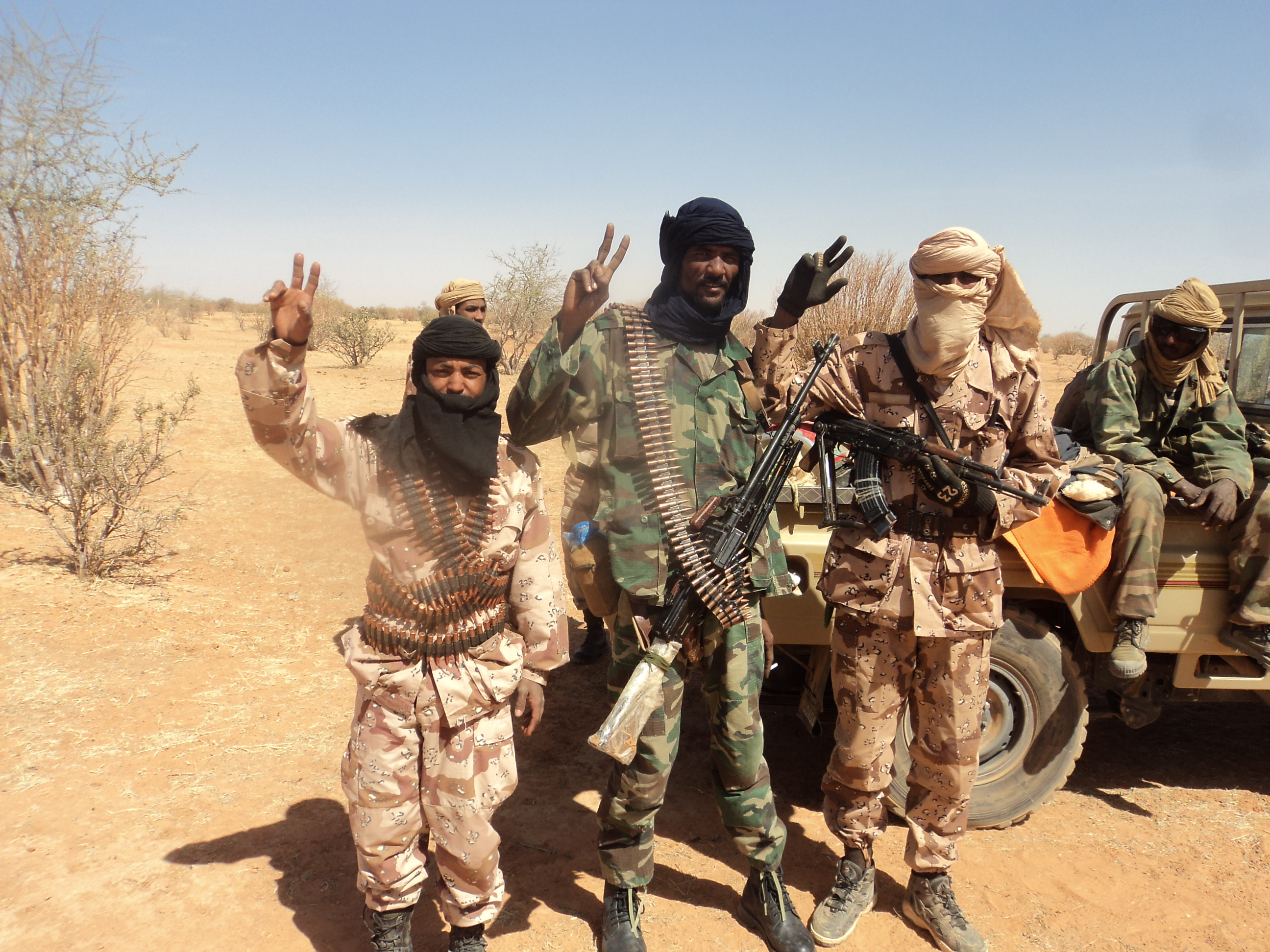
Combattants du MNLA, vers fin 2011, peu avant la rébellion.

Le Mouvement national de libération de l'Azawad (MNLA) est le premier groupe armé indépendantiste créé peu avant le début du conflit. Il se forme le 16 octobre 2011 par la fusion du Mouvement national de l'Azawad (MNA) et de l'Alliance Touareg Niger-Mali (ATNM). Des soldats touaregs, déserteurs de l'armée libyenne, rejoignent le mouvement après la chute de Kadhafi. L'objectif du MNLA est la création d'un état indépendant au nord du Mali, appelé l'Azawad, qui correspond à trois régions administratives maliennes, celles de Tombouctou, de Gao et de Kidal,,.
Le MNLA a installé son quartier général dans les collines autour de Zakake, au nord de Kidal. En janvier 2012, il revendique un millier d'hommes dont 400 anciens soldats de Kadhafi, six mois plus tard, il revendique 10 000 combattants. Le secrétaire-général du mouvement est Bilal Ag Cherif et Mohamed Ag Najem est le chef de la branche militaire,,,. La majorité des combattants du groupe sont des Touaregs issus de la tribu des Idnanes, des Chamanamasses et d'une partie des Ifoghas,.
En janvier 2013, à la suite de l'opération Serval, un groupe de transfuges d'Ansar Dine fonde le Mouvement islamique de l'Azawad (MIA). Il se démarque des djihadistes, notamment par le fait qu'il désapprouve les actions violentes, et se rapproche du MNLA. Le 19 mai, le mouvement est dissous et rallie le Haut Conseil pour l'unité de l'Azawad (HCUA), fondé par Mohamed Ag Intalla. Alghabasse Ag Intalla devient par la suite secrétaire-général du mouvement et Cheikh Ag Aoussa, le chef de la branche militaire. La majorité des combattants du HCUA sont issus de la tribu touarègue des Ifoghas.
Le 1er avril 2012, des combattants arabes forment le Front de libération nationale de l'Azawad (FNLA), qui change de nom quelques mois plus tard et devient le Mouvement arabe de l'Azawad (MAA). Initialement lié au MNLA, des affrontements opposent cependant les deux groupes au début de l'année 2013. Ils se réconcilient en mai au moment de l'accord de Ouagadougou, mais à l'été 2014, le MAA se sépare en deux tendances, l'une proche des rebelles et l'autre loyaliste, qui se rapproche du gouvernement malien.
À l'été 2014, le MNLA, le HCUA et le MAA rebelle forment une alliance baptisée la « Coordination des mouvements de l'Azawad » (CMA).

### Les djihadistes

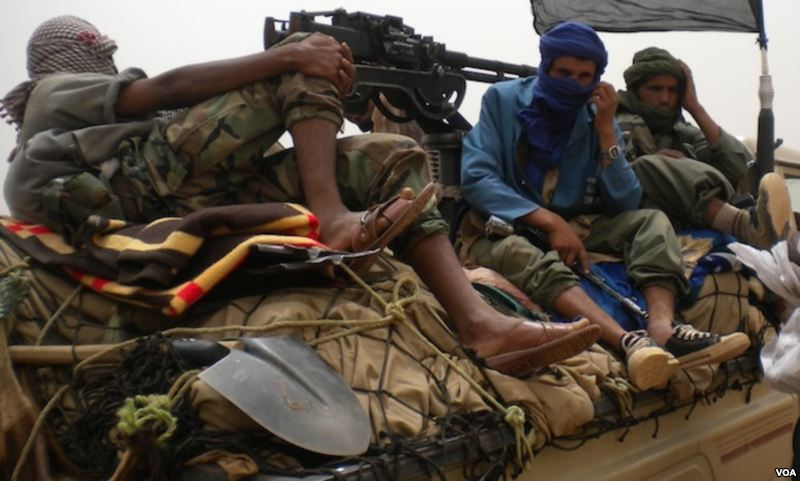
Combattants d'Ansar Dine, début 2012.

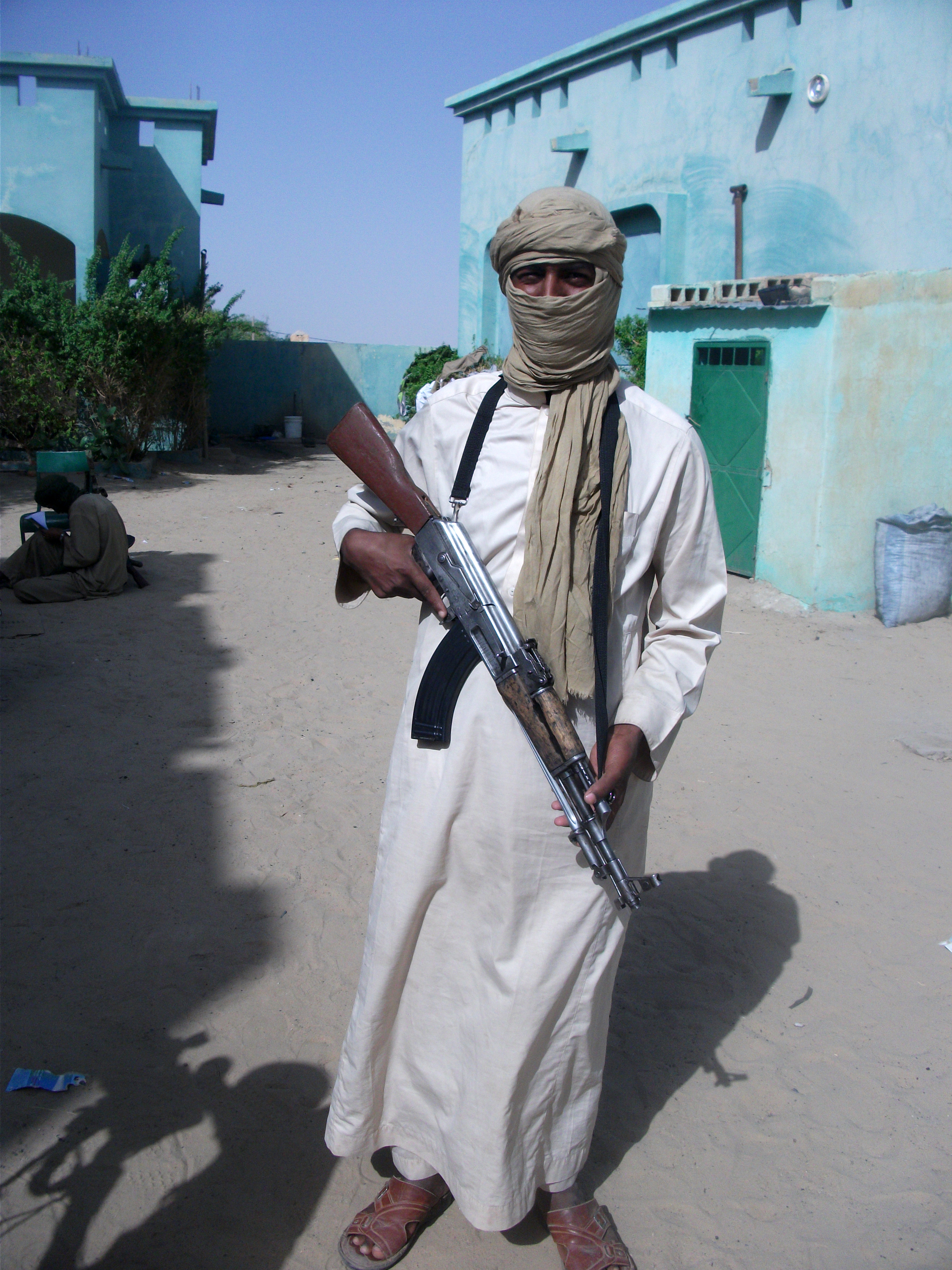
Un djihadiste d'AQMI dans le nord du Mali, en 2012, armé d'un Fusil Type 56.

Plusieurs groupes armés djihadistes sont actifs pendant la guerre du Mali : Ansar Dine, AQMI, le MUJAO. Le nombre total des djihadistes est estimé à 6 500 hommes par l'Union africaine et environ 3 000 par l'état-major de l'armée française. Leur objectif est d'établir un État islamique au Mali régi par la charia.
Ansar Dine est créé par Iyad ag Ghali, une ancienne figure des rébellions touarègues maliennes des années 1990. Abou Mohame, dit « Cheikh Aoussa » et Haroune Ag Saïd dit « Abou Jamal », sont considérés comme faisant partie de ses plus proches lieutenants,. Alghabasse Ag Intalla, fils de l'amenokal des Ifoghas, est le principal responsable diplomatique d'Ansar Dine. Celui-ci rompt cependant avec Ansar Dine, en janvier 2013 pour fonder le MIA. Le principal porte-parole du mouvement est Senda Ould Boumama
Les forces d'AQMI au Sahara sont initialement dirigées par Nabil Abou Alqama, émir d'AQMI pour le Sahara et le Sahel, cependant ce dernier trouve la mort le 9 septembre 2012 dans un accident de voiture dans la région de Gao au Mali. Djamel Okacha, dit Yahia Abou el Houmâm lui succède. Celui-ci dispose sous ses ordres d'environ 1 000 hommes répartis dans quatre à cinq brigades : la katiba Al Ansar, commandée par Hamada Ag Hama ; la katiba Tarik Ibn Ziyad, commandée par Abou Zeid ; la katiba Al Fourghan, commandée initialement par Djamel Okacha, puis par Mohamed Lemine Ould El-Hassen ; la katiba Al-Mouthalimin, commandée par Mokhtar Belmokhtar, qui rompt cependant avec AQMI en décembre 2012 pour former le mouvement indépendant des Signataires par le sang ; et la katiba Youssef Ibn Tachfin, créée plus tardivement en novembre 2012, commandée par Sedane Ag Hita, dit « Abou Abdel Hakim al-Kidali »,.
Le haut commandement du MUJAO n'est pas connu avec précision, le fondateur et chef du mouvement est Hamada Ould Mohamed Kheirou, son porte-parole est Adnane Abou Walid Al-Sahraoui et Abdel Hakim est présenté comme le chef du MUJAO à Gao. Le mouvement compte de son côté environ 500 à 1 000 combattants, répartis dans quatre brigades,, : la katiba Oussama ben Laden, commandée par Ahmed al-Tilemsi ; la katiba Ousman dan Fodio, commandée par Bilal Hicham, puis remplacé par un Béninois nommé Abdoullah, ; la katiba Salah Dine, commandée par Sultan Ould Bady ; et la katiba Ansar Suna, créée vers fin décembre 2012.
Le mouvement nigérian Boko Haram est également présent à Gao avec 100 à 200 combattants,. Par ailleurs des soldats du Front Polisario sont venus servir parmi les jihadistes en tant que mercenaires. Leurs forces sont estimées être de 300 à 700 hommes.
Le 22 août 2013, le MUJAO et Les Signataires par le sang annoncent leur fusion en un seul mouvement qui prend le nom d'Al-Mourabitoune.

### Forces armées maliennes

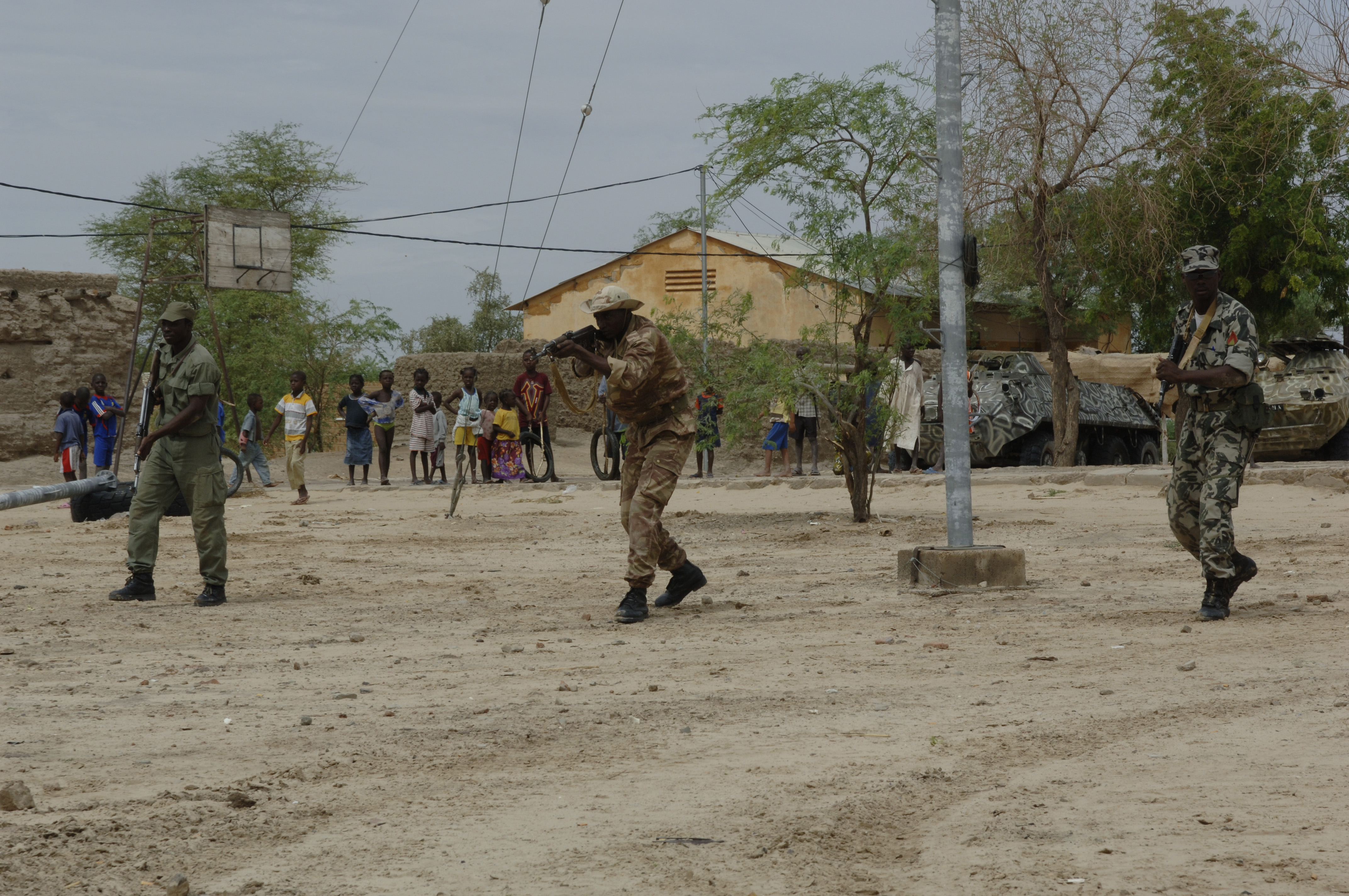
Soldats maliens à l'entrainement à Tombouctou en 2007 lors de l'opération Enduring Freedom - Trans Sahara.

L'armée malienne a installé son quartier général à Gao. Le général Poudiougou, chef d'État-major général des armées, installé à Bamako coordonne la lutte contre la rébellion. Fidèle du président Amadou Toumani Touré, il connaît bien la région de Kidal pour y avoir été en poste. Les généraux Kalifa Keïta, chef d'état-major de l'armée de terre, et Wali Sissoko, adjoint au chef d'état-major de l'armée de l'air sont sur place à Gao, ainsi que les colonels-majors Didier Dacko, El Hadj Ag Gamou, Touareg de la tribu Imghad qui a été commandant de la région militaire de Gao et Mohamed Ould Meidou, Maure, ancien commandant de la région militaire de Mopti.
Un millier d'hommes déployés fin décembre sont sous leurs ordres. Ils ont le soutien de milices arabes et touarègues ralliées aux autorités maliennes. L'armée est équipée de 4×4, de blindés de reconnaissance de type BRDM, de véhicules de transport de troupes de fabrication sud-africaine (RG-31 Nyala) et de blindés légers ainsi que de deux hélicoptères de combat Mil Mi-24, entretenus et pilotés, pour certains, par des Ukrainiens, et d'avions de reconnaissance. Les États-Unis fournissent un léger soutien logistique aux forces armées et à la population civile. Certains militaires maliens touaregs ont déserté et ont rejoint le MNLA, comme le lieutenant-colonel Mbarek Ag Akly, le colonel Ba Ag Moussa ou le colonel Hassan Ag Mehdi, haut fonctionnaire au ministère malien de la Défense.
Au début de l'année 2012, les effectifs de l'armée malienne, en incluant les paramilitaires et les milices d'auto-défense, sont d'environ 22 000 à 26 000 hommes,,. Début février 2013, les effectifs de l'armée malienne sont estimés par le ministre des affaires étrangères malien Soumeylou Boubèye Maïga à moins de 3 000 militaires opérationnels sur un effectif théorique de 14 000 hommes.
Au début du conflit l'armée de terre compte 7 000 à 7 800 hommes,. Concernant les chars et les blindés, l'armée stocke bon nombre de vieux véhicules inutilisables et hors de service comme des T-34/85, des Type 62, des BTR-40 et des BTR-152. Elle possède 14 chars moyens T-54/T-55, handicapés cependant par de nombreux problèmes techniques, 18 chars légers PT-76, 55 automitrailleuses BRDM-2, 44 véhicules de transport de troupes BTR-60PB, 18 camions Lance-roquettes multiples BM-21, trois ou quatre ZSU-23-4, 800 à 1 000 pick-up, dont 192 avec mitrailleuses, 140 camions militaires pour le transport des troupes et peut-être un BTR-152 en état de marche,. Pour les pièces d'artillerie, elle compte 8 canons tractés de 122 mm, 60 canons-mitrailleurs bitubes 23 mm sur camionnettes et 92 mortiers.
Plusieurs des blindés BRDM-2 et BTR-60 et 11 chars PT-76 sont capturés par la rébellion en 2012,.
L'armée de l'air est forte de 1 000 hommes, en comptant les pilotes, les techniciens, le personnel administratif, une ou deux compagnies de fusiliers commandos de l'air et le groupe de défense aérienne. Sa force principale est ses quatre hélicoptères Mi-24, cependant l'un d'eux sert de stock pour pièces de rechange. Un autre hélicoptère est capturé par les rebelles à Gao en avril 2012. Fin 2012, seuls deux des quatre hélicoptères Mi-24 sont utilisables mais sans pilote depuis le départ des Ukrainiens qui les pilotaient, dans le contexte du coup d'État du 22 mars 2012. Par la suite des Maliens sont formés, bien qu'inexpérimentés, et les Mi-24 sont à nouveau engagés en janvier 2013.
Pour l'aviation, le Mali possède trois chasseurs MiG-21, deux avions SIAI Marchetti SF.260 offerts par la Libye en 2010, mais aucun n'est opérationnel,. L'armée de l'air a également 11 avions légers Tetras, un avion léger Cessna 185 (en) et un avion de transport Basler BT-67.
Le Mali dispose également d'environ 13 500 à 14 600 paramilitaires, dont 3 500 à 4 600 gendarmes, 3 000 gardes nationaux et 7 000 policiers. Des groupes d'auto-défense, comme Ganda Izo, avaient également été constitués avant le conflit, ses membres sont estimés au nombre d'environ 3 000.
Lors de l'offensive djihadiste de janvier 2013, l'armée malienne ne possède que 3 000 hommes aptes au combat. Deux ans plus tard, au 1er janvier 2015, l'armée de terre malienne compte entre 8 000 et 8 200 soldats dont 3 400 ont suivi le programme de la Mission de formation de l'Union européenne au Mali.
En 2022, les forces maliennes comptent 40 000 hommes, dont 34 000 hommes pour les Forces armées maliennes (FAMa) et 6 000 pour la Gendarmerie nationale malienne.
Les autorités maliennes cherchent alors à moderniser l'armée et débloquent 1 230 milliards de francs CFA — soit 1,9 milliard d'euros — pour la période 2015-2019. Début 2016, l'armée malienne compte désormais 13 000 soldats et a passé commande de semi-blindés Renault Trucks Defense, de six hélicoptères Super Puma et de six avions A-29 Super Tucano, pour remplacer ses MiG-21 depuis longtemps inutilisables.
Mais cette armée souffre d'importants dysfonctionnements, qui ont eu une importance majeure dans le déclenchement de la guerre, et actuellement son incapacité à l'emporter. Il s'agit de la corruption, des incompréhensions entre officiers et sous-officiers, de la discipline et de la cohésion. La corruption brouille la situation sur le terrain, et suscite une sorte d'armée fantôme. Ainsi, à la bataille d'Aguel'hoc en 2012 ou à celle de Nampala en 2016, des effectifs et des armes qui devaient être sur le terrain n'y étaient pas en réalité. Les incompréhensions entre officiers et les sous-officiers nuisent gravement à la chaîne de commandement. La discipline est pratiquement absente ; une désertion ne reçoit aucune sanction, il n'y a pas de système de punition strict. Enfin, la cohésion entre les forces armées et elle aussi absente ; les soldats ne connaissent pas ceux qui combattent à leur côté, les mutations se font sans logique apparente, les unités sont défaites et refaites, et l'institution n'arrive pas à s'affirmer, empêchant l'émergence d'esprit de corps. Par rapport à ces problèmes, ses alliés aident cette armée en travaillant sur deux axes : la gestion des ressources humaines, et l'élaboration d'une doctrine.

### Forces internationales

#### France
La France intervient militairement à partir de janvier 2013 : ses principaux objectifs sont d'empêcher que l'État malien ne tombe entièrement aux mains des djihadistes liés à al-Qaïda, de sécuriser ses 6 000 ressortissants et de protéger ses intérêts économiques dans la région ; en particulier les mines d'uranium d'Arlit et d'Akokan, au Niger,,. La France a en revanche peu d'intérêts économiques au Mali : en 2010, Bamako n'est que le 87e client de Paris, qui lui-même n'est que son 165e fournisseur.
Du 11 janvier 2013 au 1er août 2014, la France intervient, dans le cadre de l'opération Serval, sous mandat de l'ONU (résolution 2085 de l'ONU),,,

#### Tchad
Le 16 janvier, le Tchad annonce l'envoi d'un régiment d'infanterie de 1 200 hommes et deux bataillons d'appui, soit environ de 2 000 hommes. Ce contingent est nommé « forces armées tchadiennes d'intervention au Mali » (FATIM).
Une force tchadienne prépositionnée au Niger, qui compte 550 hommes le 24 janvier, intervient au Mali en ouvrant une route par l'Est vers Gao. Elle a pour commandant en chef le général Oumar Bikimo, basé à Bamako, où il assure la coordination avec la MISMA. Elle se compose de l'unité antiterroriste commandée par le général Abdérahmane Youssouf Meïry, de la force de la Direction générale de service de sécurité des institutions de l'État (DGSSIE) dirigée par le général Mahamat Idriss Déby Itno, fils du président Idriss Déby, et de la garde présidentielle. Cette force, commandée par le général Oumar Bikimo, est nommée « forces armées tchadiennes d'intervention au Mali » (FATIM).
Les forces militaires occupant Kidal le 30 janvier 2013 sont composées, outre des forces françaises, de 1 800 soldats tchadiens, soit la quasi-intégralité du contingent fourni par N'Djaména. Partis de Kidal le 7 février 2013, ces derniers renforcent le dispositif français à la suite de la prise de Tessalit et participent aux opérations françaises dans le nord-est du Mali, à proximité de l'Adrar des Ifoghas.
Le 9 mars 2013, ce contingent intègre la MISMA et obtient une de ses deux vice-présidences.

#### Communauté économique des États de l'Afrique de l'Ouest
La Force internationale africaine,, de l'Union africaine et de la CEDEAO, dans le cadre de la Mission internationale de soutien au Mali (MISMA), comprend des contingents du Sénégal,, du Nigeria,, du Niger, du Burkina Faso,, de Togo, et du Bénin,.
Outre son soutien logistique avec l'envoi d'un appareil C-130 au Mali,,,, le Royaume-Uni a annoncé l'envoi de 240 soldats pour former l'armée malienne et aider les troupes françaises (Operation Newcombe (en)).
Fin janvier 2013, la Communauté économique des États de l'Afrique de l'Ouest décide d'engager plus de 4 000 hommes dans le cadre de la Résolution 2085 du Conseil de sécurité des Nations unies du 20 décembre 2012 pour la création de la Mission internationale de soutien au Mali sous conduite africaine (MISMA) : avec notamment 1 200 hommes pour le Nigeria, 650 pour le Bénin, 500 pour le Sénégal, le Niger, le Togo, le Burkina Faso, 144 pour la Guinée, 120 pour le Ghana, une section pour le Liberia et une compagnie de maintenance pour la Sierra Leone.
Au 29 janvier 2013, les contingents africains atteignent l'effectif de 2 900 hommes déployés au Mali avec notamment plus de 500 Nigériens, près de 400 Togolais, près de 200 Nigérians, plus de 150 Burkinabés, une centaine de Béninois et une cinquantaine de Sénégalais. La MISMA doit à terme mettre sur pied une force de 4 bataillons de 500 hommes chacun ainsi que les appuis et soutiens associés.
Le 10 mars 2013, avec l'intégration du contingent tchadien de 2 000 hommes, les effectifs sur place se montent à 6 300 hommes.
Depuis le 1er juillet 2013, la Mission internationale de soutien au Mali sous conduite africaine est devenue une force de maintien de la paix des Nations unies sous le nom de Mission multidimensionnelle intégrée des Nations unies pour la stabilisation au Mali.
En septembre 2013, la Mission engage 6 010 personnels (5 201 militaires et 809 policiers) provenant de trente pays. Son budget approuvé, sur la période du 1er juillet au 31 décembre 2013, est de 367 millions de dollars américains.

#### Union européenne
Une mission de formation de l'Union européenne au Mali a été lancée en décembre 2012 pour former les militaires maliens. Cette mission est commandée par un général français.

#### Soutien international
Plusieurs pays ont confirmé leur soutien logistique, d'informations, médical et/ou humanitaire. Parmi ceux-ci, les États-Unis,,, ont annoncé qu'ils partageraient leurs informations et participeront aux ravitaillements aériens des appareils français,,. L'Allemagne, a confirmé son soutien logistique et médical. La Belgique a annoncé la mise à disposition de deux avions de transport C-130 Hercules et deux hélicoptères Agusta A109 médicalisés (dont un de réserve). Le Canada a annoncé l'envoi d'un avion de transport C-17, et le Danemark et la Tunisie l'envoi d'un avion C-130. Le ministère des affaires étrangères français affirme que l'Algérie a ouvert son espace aérien aux appareils français, mais selon le journal Jeune Afrique les avions français sont en réalité passé par le Maroc et ces déclarations n'ont eu pour but que de forcer la main aux autorités algériennes.
D'autres pays fournissent une aide logistique, comme le Royaume-Uni, le Canada, la Côte d'Ivoire, le Maroc, la Turquie, l'Espagne,, et la Russie,. La Chine déploie 395 Casques bleus le 12 juillet 2013.
Le Conseil de sécurité des Nations unies et Ban Ki-moon, secrétaire général de l'ONU, ont également soutenu l'action française selon Gérard Araud, ambassadeur de la France auprès des Nations unies.

## Déroulement du conflit

### 2012

#### Attaque de Ménaka, massacre d'Aguel'hoc et siège de Tessalit

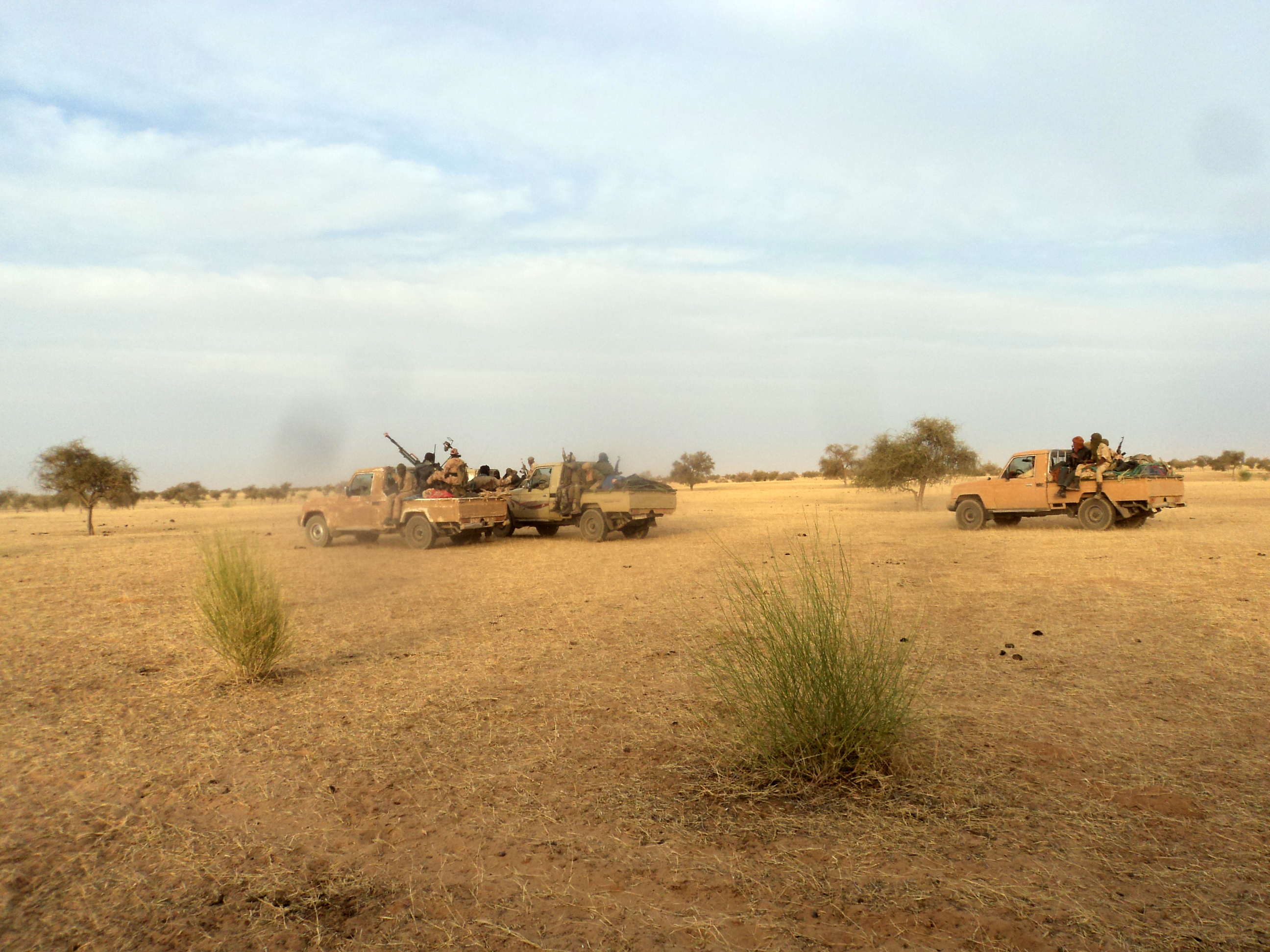
Une colonne de rebelles touaregs en 2012.

L'attaque de Ménaka le 17 janvier 2012 marque le début du conflit au Mali. Des combattants du MNLA s'emparent de la ville et de la caserne de l'armée malienne, puis attaquent le camp de la garde nationale. Ils sont sur le point de s'en emparer lorsqu'un hélicoptère malien intervient et les force à se replier,,,. Mais fin janvier, Ménaka est sous le contrôle du MNLA.
Le 18 janvier, les forces du MNLA, d'Ansar Dine et d'AQMI attaquent simultanément les villes de Tessalit et Aguel'hoc. Tessalit est rapidement conquise et sa population évacuée, en revanche les djihadistes et les rebelles se heurtent aux 800 soldats retranchés dans le camp militaire d'Amachach, situé près de l'aéroport à une quinzaine de kilomètres de la ville. Un long siège de deux mois commence alors,,,.
De son côté Aguel'hoc, défendue par une garnison de 200 soldats, tient six jours. Le 19 janvier, le colonel Mohamed Ould Meydou sort de Gao avec une colonne de militaires maliens et de miliciens arabes pour tenter de secourir les assiégés. Mais le 20 janvier, les Maliens tombent dans une embuscade au sud d'Aguel'hoc, près de l'oued d'In Emsal, et battent en retraite après avoir perdu environ 10 hommes d'après le gouvernement malien, 50 à 100 selon les rebelles. Le 24 janvier, à court de munitions, les défenseurs d'Aguel'hoc se rendent mais ils sont presque tous exécutés, égorgés ou tués d'une balle à la tête. Selon l'Association malienne des droits de l'Homme (AMDH) et Human Rights Watch, 153 militaires maliens ont été massacrés. Le 25 janvier, le colonel Ag Gamou arrive depuis Kidal avec plusieurs centaines d'hommes soutenus par des hélicoptères, les djihadistes et les rebelles préfèrent se retirer et les Maliens reprennent provisoirement le contrôle de la ville,,,,,.
Le 26 janvier, le MNLA s'empare de la commune d'Andéramboukane, située sur la frontière nigérienne et défendue par une quarantaine de soldats maliens qui sont pour la plupart faits prisonniers,,. Le même jour, près de la frontière mauritanienne, Léré est également prise sans combat par le MNLA, qui le 31 janvier, attaque Niafunké, mais cette fois les Maliens repoussent les assaillants,.
Le 4 février, le gouvernement malien et l'Alliance démocratique du 23 mai pour le changement, lancent depuis Alger un appel urgent au cessez-le-feu. L'offre est rejetée par Bilal Ag Acherif, le secrétaire général du MNLA.

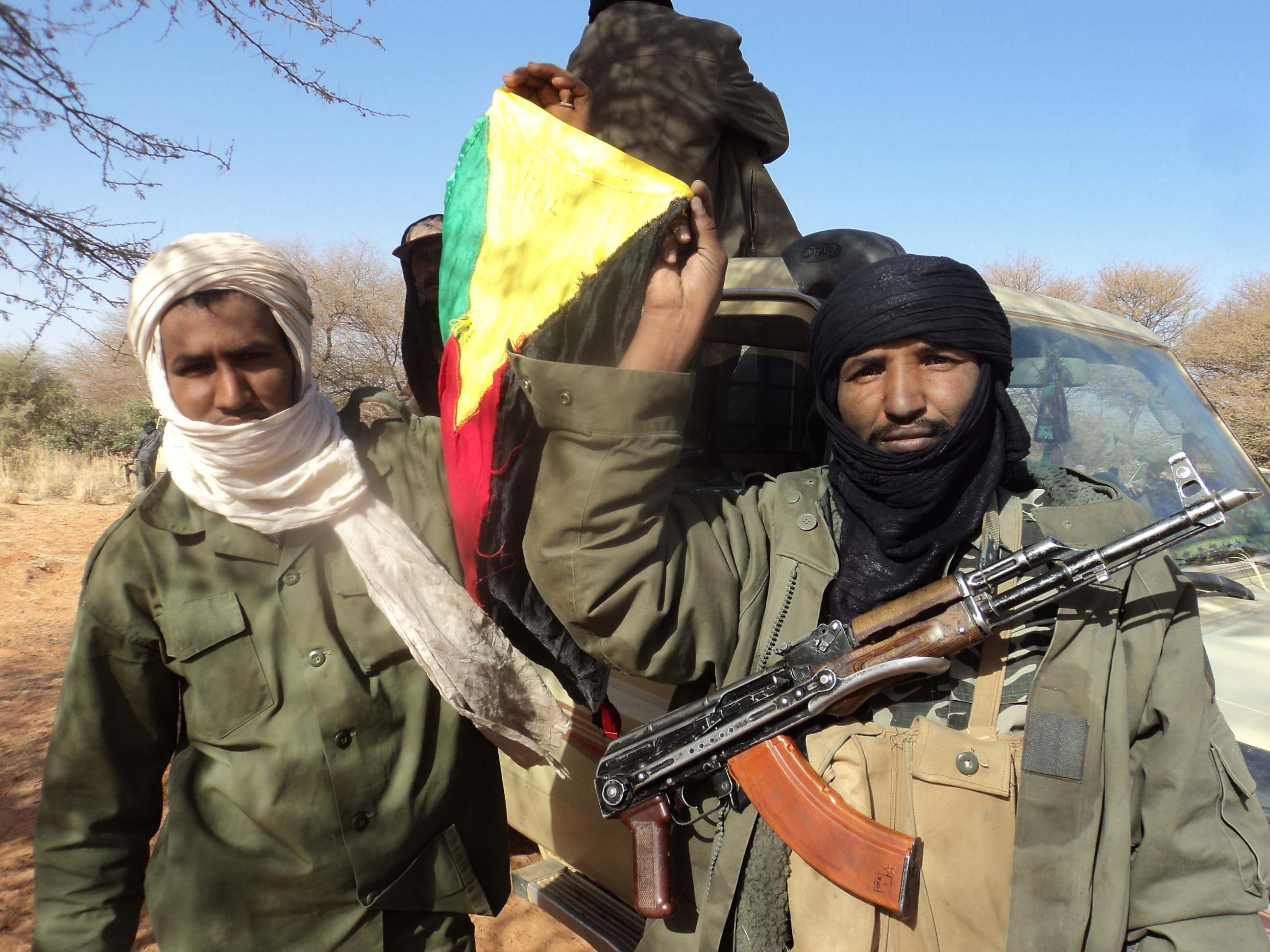
Combattants du MNLA avec le drapeau de l'Azawad.

Le 7 février, les rebelles attaquent la localité frontalière Tin Zaouatine et s'emparent le lendemain de la ville, abandonnée par les soldats maliens qui s'enfuient en Algérie. La prise de la localité est revendiquée tant par Ansar Dine que par le MNLA,,,,.
Le 12 février, l'armée malienne reprend sans combattre le contrôle de Léré, mais quatre jours plus tard, les rebelles du MNLA reprennent à leur tour la ville et l'armée malienne se replie en direction de Nampala. En février, les forces du MNLA mènent également quelques raids au sud du Mali. Le 18, des combattants du mouvement indépendantiste pillent la gendarmerie de Hombori et sabotant le réseau téléphonique à Youwarou. Le 24 février, le MNLA attaque le camp militaire de Goumakoura, près de Ségou. La victoire est revendiquée par les deux camps mais les Maliens conservent leurs positions,.
Cependant les principaux combats de février et mars ont lieu dans les environs de Tessalit. Le 10 février, un convoi militaire commandé par le colonel Ag Gamou sort de Kidal et se porte sur Tessalit pour tenter de briser le siège du camp militaire d'Amachach. En chemin, le 11 février, les Maliens se heurtent aux forces rebelles à Tinsalane. Une fois encore les bilans sont contradictoires et la victoire est revendiquée par les deux camps,,. Cependant l'armée malienne parvient à atteindre la périphérie de Tessalit et le 14 février, elle affirme être entrée dans la ville et avoir ravitaillé le camp d'Amachach, ce que les rebelles démentent,. Du 28 février au 4 mars, les combats se poursuivent près de Tessalit mais les Maliens ne parviennent pas à déloger les rebelles de la zone,,,. Finalement, le 11 mars, le camp d'Amachach est abandonné aux rebelles après près de deux mois de siège. Les 800 soldats de la garnison malienne se replient sur Gao. Les hommes d'Ansar Dine s'emparent d'armes, de munitions, de blindés et capturent une soixantaine de militaires maliens,,.
Par la suite, des escarmouches ont lieu près de la frontière burkinabè. Le 15 et le 25 mars, deux combats opposent le MNLA et la milice loyaliste de Ganda Izo à Soudere, près de Tessit, puis à Tin-Hama, les bilans communiqués par les deux camps sont contradictoires, mais le chef de Ganda Izo est tué au cours du deuxième affrontement,,,.
Le 22 mars, le MNLA prend possession du camp militaire d'Anéfis, abandonné par l'armée malienne qui s'est retirée à Gaoet le 25, le colonel de l'armée malienne Malick Ag Acherif et trente de ses hommes désertent pour rejoindre le MNLA.

#### Coup d'État militaire et tentative de contre-coup d'État

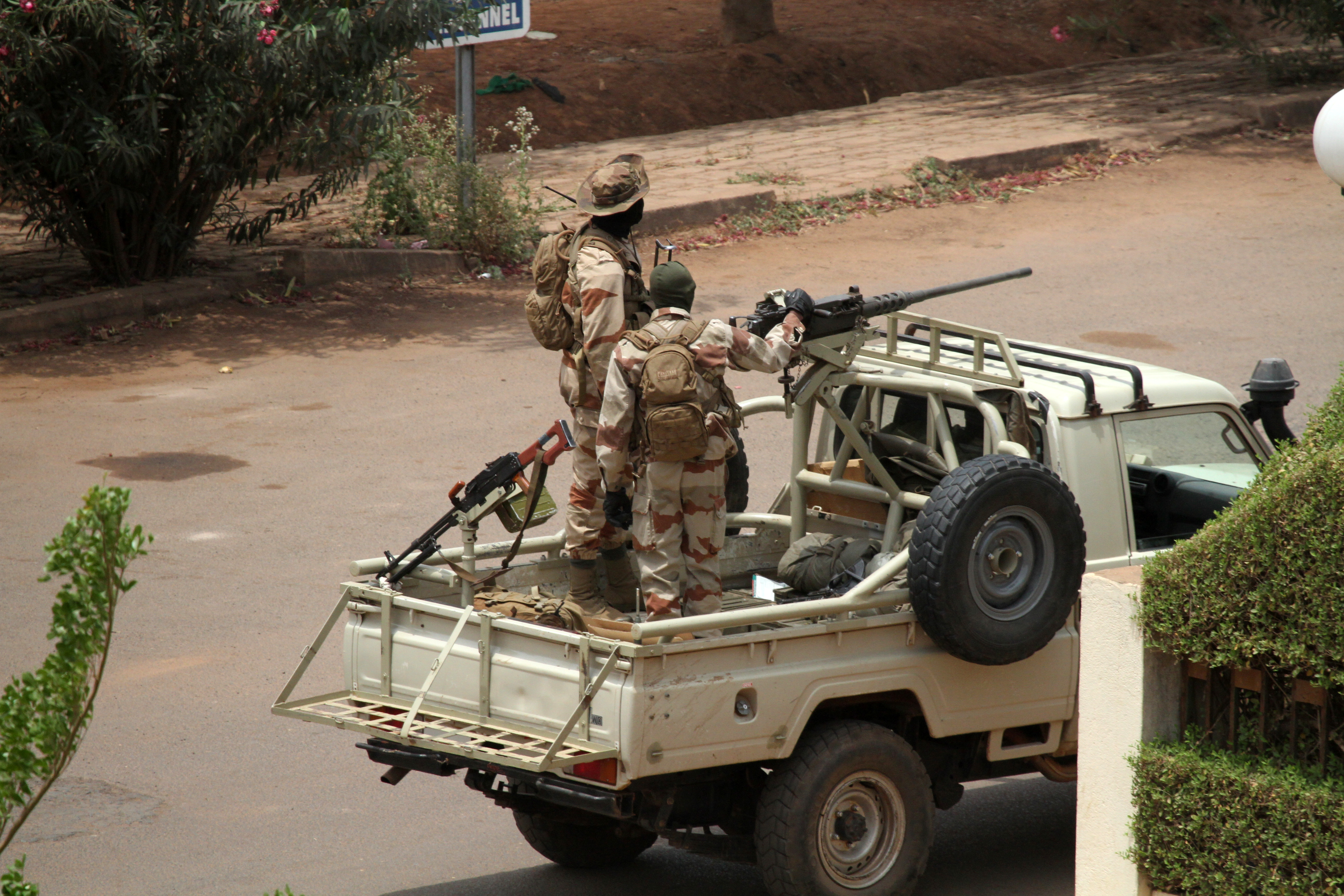
Militaires maliens à Bamako en 2012.

Dans la nuit du 21 au 22 mars, un coup d'État militaire renverse le président malien Amadou Toumani Touré. Le lieutenant Amadou Konaré, porte-parole du Comité national pour le redressement de la démocratie et la restauration de l’État (CNRDR), présidé par Amadou Sanogo, annonce la suspension de la constitution et la dissolution des institutions de la République. Il justifie le coup d'État par « l'incapacité du gouvernement à donner aux forces armées les moyens nécessaires de défendre l'intégrité de notre territoire national ».
Une médiation, menée sous l'égide de la Cédéao par le Burkina Faso, aboutit à un accord le 6 avril : le président Amadou Toumani Touré accepte de démissionner et Dioncounda Traoré, président de l'Assemblée nationale, devient président de la République par intérim.
Le 30 avril, les « bérets rouges », des membres du 33e régiment des commandos parachutistes, l'ancienne garde présidentielle d'Amadou Toumani Touré, tentent un contre-coup d'État à Bamako et Kati. La tentative se solde par un échec, les affrontements font 14 à 30 morts et 83 parachutistes et civils sont arrêtés par les « bérets verts » de Sanogo. Détenus à Kati, les prisonniers sont torturés, au moins 26 bérets rouges sont exécutés sommairement et enterrés dans des fosses communes,,,,.
Deux mois après le coup d'État, les autorités de transition peinent à restaurer l'intégrité territoriale du Mali. Le 21 mai, le président de transition Dioncounda Traoré est agressé et blessé à Bamako par des manifestants. Il est temporairement conduit à Paris pour des examens médicaux.

#### Prise de contrôle du Nord du pays par les rebelles et les djihadistes

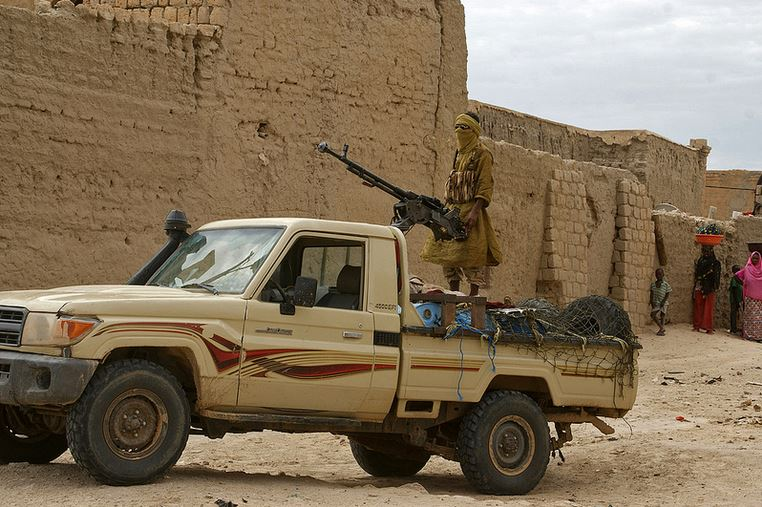
Pick-up d'Ansar Dine à Tombouctou, en août 2012.

Le 26 mars, les rebelles d'Ansar Dine et du MNLA menés par Iyad Ag Ghali attaquent Kidal tenue par les forces du colonel Gamou. Le 30 mars, ce dernier abandonne la ville qui est conquise par les rebelles. Encerclé au cours de sa retraite par les hommes du MNLA, Gamou ruse en faisant croire qu'il se rallie au mouvement indépendantiste, puis il se réfugie au Niger avec ses 500 hommes,,.
Le 31 mars, la junte militaire ordonne à l'armée malienne de cesser les combats et de laisser Gao « ville ouverte »,,. Sans rencontrer de résistance, les groupes rebelles et djihadistes s'emparent de Gao le 31 mars, puis de Tombouctou le 1er avril,,. Le MNLA fait de Gao sa « capitale » et occupe les bâtiments officiels et l'aéroport, mais le reste de la ville passe sous le contrôle du MUJAO et de la katiba de Belmokhtar. À Tombouctou, les rebelles touaregs et arabes du MNLA et du FLNA sont les premiers à occuper la ville, mais dès le lendemain les djihadistes d'Ansar Dine et d'AQMI menés directement par Iyad Ag Ghali.
Le 4 avril, le MNLA annonce mettre fin unilatéralement aux opérations militaires à compter du 5 avril à minuit (TU). Le 6, par un communiqué publié sur son site, il déclare proclamer « irrévocablement, l'État indépendant de l'Azawad à compter de ce jour »,,.
Mi-avril, Ansar Dine relâche 169 soldats maliens prisonniers faits prisonniers lors des combats au Nord.

#### Application de la charia par les djihadistes

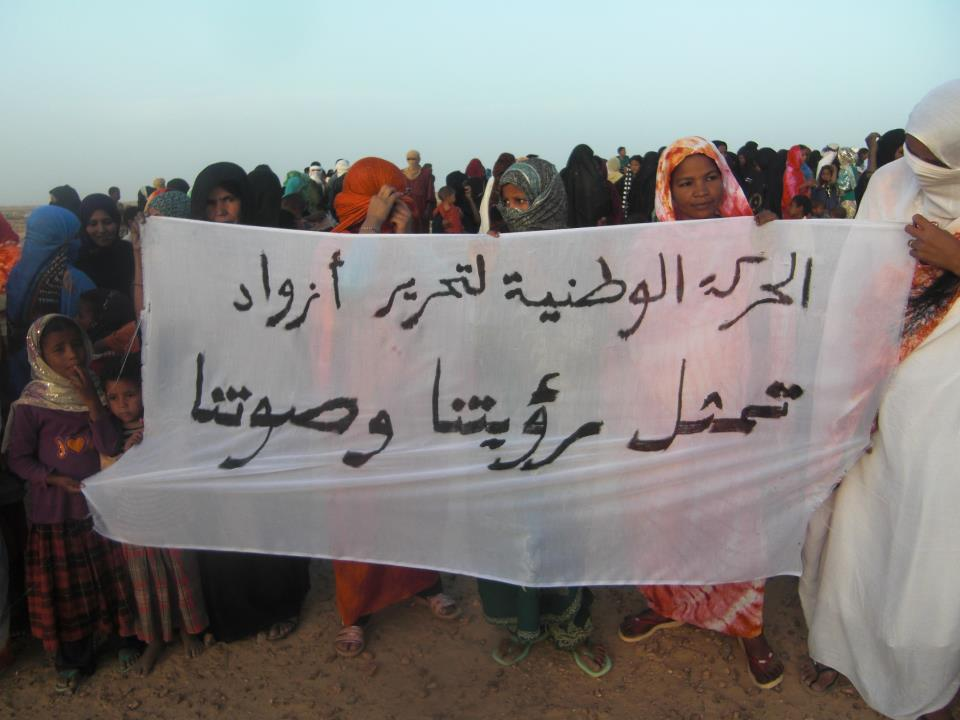
Manifestation à Tombouctou, alors tenue par les djihadistes, dénonçant l'inaction du gouvernement malien au nord du pays.

Véritables maîtres du nord du Mali, les djihadistes mettent en place l'application de la charia. La vente et la consommation d'alcool, de cigarettes ou de drogues est interdite, de même que la musique. Le port du voile islamique est rendu obligatoire pour les femmes et des tribunaux islamiques sont instaurés. Les peines prévues sont le fouet en cas de consommation d'alcool ou de relations sexuelles hors mariage, l'amputation d'une main ou d'une jambe en cas de vol et la lapidation en cas d'adultère.
De avril 2012 à janvier 2013, à Gao, neuf hommes accusés de vols sont condamnés à l'amputation d'une main ou d'une jambe par le MUJAO,. Selon Human Rights Watch, deux hommes sont également exécutés dans cette ville début avril et des djihadistes coupent l'oreille d'une femme pour avoir porté une jupe courte. Une autre personne est amputée de la main droite à Ansongo le 8 août.
À Tombouctou, une peine d'amputation est prononcée et en octobre Ansar Dine exécute par balle un de ses combattants, condamné à mort pour le meurtre d'un pêcheur,. À Kidal, un homme du MNLA a la main tranchée par des hommes d'Ansar Dine. Fin juillet 2012, à Aguel'hoc, un couple est mis à mort par lapidation pour avoir conçu plusieurs enfants hors mariage,.
Les chrétiens ne font pas l'objet de menaces directes, cependant trois églises, une station de radio chrétienne et une école biblique sont pillées à Tombouctou et Gao au moment de la prise de ces deux villes.
Le 28 juin 2012, l'UNESCO classe Tombouctou sur la liste du patrimoine mondial en péril à la demande du gouvernement malien. Visiblement en représailles contre cette décision, au moins une trentaine de membres armés d'Ansar Dine et d'AQMI commencent le 30 juin à détruire trois mausolées qu'ils jugent impies, devant une population non armée déconcertée. Le 1er juillet, sept des seize mausolées érigés pour certains des 333 saints que compte la ville sont déjà détruits. La procureure de la Cour pénale internationale, Fatou Bensouda qualifie les faits de « crime de guerre ». L'islamologue Roland Marchal commente : « dans un moment de crispation, mettre l'accent sur la préservation des mausolées n'était peut-être pas la méthode la plus habile pour protéger ces sites »,,. Au total, 14 des 16 tombeaux sont détruits.

#### Conflit entre les djihadistes et le MNLA à partir de juin

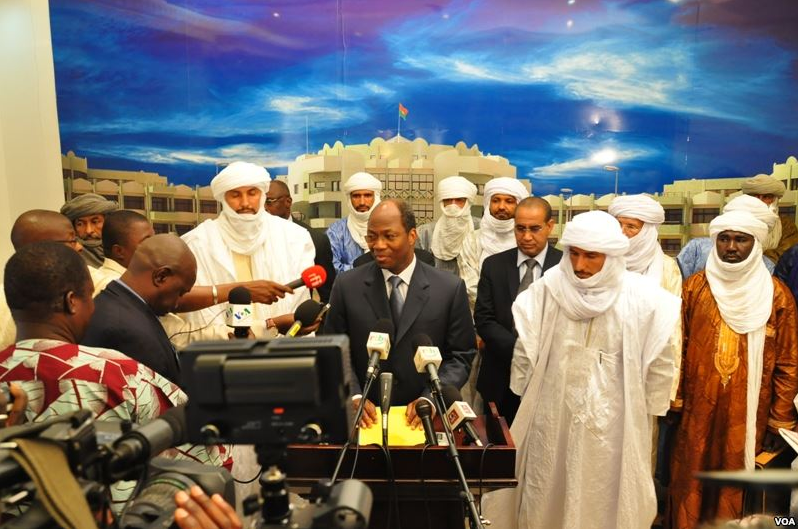
Les délégués d'Ansar Dine et du MNLA à Ouagadougou le 16 novembre 2012. (De gauche à droite au premier rang : Alghabass Ag Intalla, fils du chef des Ifoghas, représentant d'Ansar Dine et futur chef du MIA, Djibrill Bassolé, ministre des Affaires étrangères du Burkina Faso, Bilal Ag Acherif, secrétaire général du MNLA et Mahamadou Djéri Maïga, vice-président du MNLA.

Le 24 mai 2012, des rencontres sont organisées à Tombouctou entre les principaux responsables d'Ansar Dine et d'AQMI. Depuis les montagnes de Kabylie, Abdelmalek Droukdel, le chef d'AQMI conseille à ses combattants, dans un message rendu public, d'imposer « graduellement » la charia pour y « réussir la création d'un État islamique ».
Le 27 mai, Ansar Dine et le MNLA annoncent leur fusion dans un « protocole d'accord » signé la veille et transmis à l'AFP. Celui-ci indique que « le mouvement Ansar Dine et le MNLA proclament leur auto-dissolution dans l'Azawad. Les deux mouvements créent le Conseil transitoire de l'État islamique de l'Azawad ». Mais 24 heures après sa signature, l'accord est rompu par les cadres du MNLA.
Le premier incident entre Ansar Dine et le MNLA a lieu dans la nuit du 7 au 8 juin, à quelques kilomètres de Kidal, lorsque des combattants de deux véhicules se fusillent, faisant au moins trois blessés graves,. Puis le 13 juin, une querelle éclate entre des hommes du MNLA et d'Ansar Dine à un poste de contrôle de Tombouctou, elle dégénère en fusillade et fait au moins deux morts et plusieurs blessés.
La situation bascule le 25 juin 2012 à Gao lorsqu'un élu local et enseignant de la ville est abattu à bout portant par des inconnus à moto. Le lendemain, des centaines de personnes, excédées, manifestent en ville. La colère de la population de Gao, majoritairement hostile à l'indépendance du nord pays, accablée par les privations régulières d'eau et d'électricité et par l'insécurité, se tourne aussitôt contre le MNLA. Un combattant touareg ouvre le feu pour disperser les émeutiers, il tue une personne et fait plusieurs blessés,,. Le 27 juin, les forces du MUJAO et d'AQMI menées par Mokhtar Belmokhtar attaquent les positions du MNLA à Gao. Au cours d'une violente bataille qui fait des dizaines de morts, les islamistes prennent d'assaut le gouvernorat et chassent les rebelles touaregs de la ville, à la satisfaction des émeutiers pro-Mali qui prennent le parti des djihadistes. Bilal Ag Acherif, le secrétaire-général du MNLA, est blessé au cours de la retraite. Le 28 juin, alors que les combats se poursuivent près de l'aéroport, Iyad Ag Ghali arrive à la tête de soixante véhicules. Le 30 juin, il rencontre les chefs du MNLA et parvient à conclure un cessez-le-feu,,,. Le MNLA abandonne ses positions à Tombouctou le 29 juin et se retire également de Gao.
Dans le Centre du pays, Douentza est également abandonnée par le MNLA et brièvement occupée par les miliciens de Ganda Izo. Mais le 1er septembre les hommes du MUJAO menés par Omar Ould Hamaha viennent occuper la ville. Les miliciens n'opposent aucune résistance et sont désarmés,,.
Les affrontements reprennent le 16 novembre 2012, lorsque le MNLA, basé à Ménaka, lance une offensive sur Ansongo tenue par le MUJAO. Les rebelles touaregs remportent d'abord un succès lors d'une embuscade à Tagarangabotte, mais le MUJAO contre-attaque et reçoit le renfort de la katiba de Mokhtar Belmokhtar. Le MNLA cède du terrain et le 19 novembre, la ville de Ménaka est prise par les djihadistes au terme de combats ayant fait, selon les déclarations, plusieurs dizaines ou plusieurs centaines de morts,,,. Les djihadistes contrôlent alors l'essentiel du nord du Mali, le MNLA est marginalisé et ne tient plus que des localités mineures, principalement dans le Nord-Est et près des frontières,.

### 2013

#### Offensive des djihadistes au sud du Mali et début de l'opération Serval

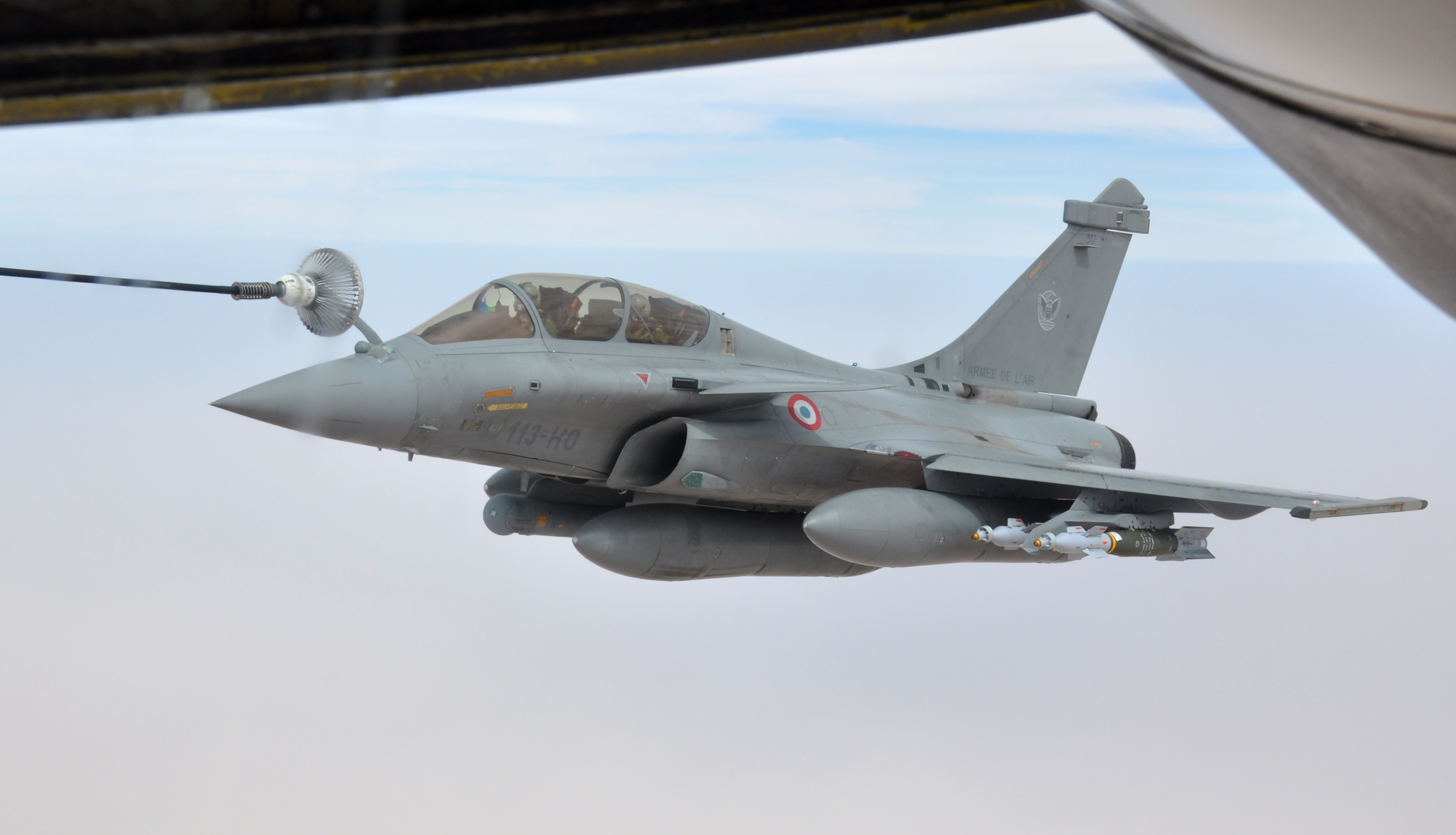
Rafale B 113-HO de l'Escadron 2/92 « Aquitaine » de l'armée de l'air française à la sortie d'un ravitaillement en vol lors d'une opération au Mali le 17 mars 2013.

Le 3 janvier 2013, un communiqué d'Ansar Dine signé par Iyad Ag Ghali annonce la rupture des négociations et déclare suspendre son offre de cessation des hostilités. Depuis le 2 janvier, venus des régions de Gao et de Tombouctou, les djihadistes d'Ansar Dine, du MUJAO, d'AQMI et de Boko Haram se rassemblent à Bambara Maoudé,. Le 7, ils dépassent Douentza, le 9 ils franchissent la ligne de démarcation à Dangol-Boré et engagent le combat avec l'armée malienne dans les environs de Konna. Le 10 janvier, Konna est prise par les djihadistes et les soldats maliens se replient sur Sévaré,,.
Les djihadistes, forts d'environ 1 200 hommes, menacent alors Mopti et Sévaré, dernier verrou avant la capitale, Bamako. Le président malien par intérim, Dioncounda Traoré, appelle alors le président français, François Hollande, et lui demande une aide immédiate. Le président français décide dès le 11 janvier dans l'après-midi d'engager l'armée française : c'est le début de l'opération Serval. De l'aide logistique venant de plusieurs nations arrive au fil des jours pour appuyer cette mission et le déploiement de la mission internationale de soutien au Mali sous conduite africaine.
Dès le premier jour de l'opération, des commandos des forces spéciales transportés par avions sont déposés à Sévaré,, tandis que quatre hélicoptères français Gazelle du 4e régiment d'hélicoptères des forces spéciales sont engagés au combat. Les djihadistes se replient sur Konna après avoir perdu quatre véhicules, un pilote français est cependant mortellement touché. Puis, dans la nuit du 11 au 12, les Mirages 2000D basés à N'Djaména bombardent les jihadistes entre Konna et Léré,.
Les moyens aériens français poursuivent leurs frappes dans les environs de Konna, Léré et Douentza. Des Rafale venus de France bombardent plusieurs camps islamistes à Gao, où plus d'une soixantaine de rebelles islamistes sont tués. Les djihadistes commencent à abandonner Konna le 13 janvier et leurs derniers combattants quittent la ville le 18. Le 19, les soldats maliens et des Français des forces spéciales reprennent possession de la ville sous les acclamations de la population,. Les combats à Konna ont fait une centaine de morts chez les djihadistes, une douzaine de victimes civiles et officiellement onze tués du côté des militaires maliens.
Cependant plus à l'ouest, le 14 janvier, une autre colonne islamiste contourne les lignes maliennes en passant par la Mauritanie et prend d'assaut la ville de Diabaly, à 400 km de Bamako. La riposte est rapide, quelques heures après la prise de la ville, les djihadistes subissent les frappes de l'aviation française. Pendant trois jours, leurs positions sont bombardées par des avions Rafale et Mirage 2000D et des hélicoptères Tigre et Gazelle.
Au sol, les forces maliennes se sont repliées à Markala, près de Ségou. Le 15 janvier, un premier sous-groupement tactique interarmes motorisé français de 180 hommes et 18 chars et blindés ERC-90 Sagaie et VAB quitte Bamako et se positionne à Markala,,,,,,.
Impuissants contre les frappes aériennes, les islamistes abandonnent Diabaly le 17 janvier et se replient sur Sokolo. Ils laissent derrière eux une cinquantaine de morts et plusieurs dizaines de leurs véhicules ont été détruits. Après quelques missions de reconnaissance, les forces franco-maliennes se mettent en mouvement. Dans la nuit du 19 au 20, une colonne de 30 blindés avec 200 soldats maliens et français quitte Markala et entre dans Niono. Le 21, les militaires reprennent Diabaly sans rencontrer de résistance. Douentza est également reconquise le même jour. Partout, les soldats maliens et français sont acclamés par la population,,,,.
Progressivement, les forces militaires se déploient au Mali. Du côté des Français, si les forces spéciales sont engagées très rapidement sur le front, les soldats de la brigade Serval se rassemblent à Bamako transportés par avions depuis la France ou bien venus par la route depuis la Côte d'Ivoire. Le 15 janvier, 800 soldats français sont déployés au Mali, ils sont 1 400 le 17, 2 000 le 19, 3 500 le 30, début février ils sont près de 4 000. Le déploiement de la MISMA et de l'armée tchadienne se met également en place. Les forces africaines décident d'engager 7 700 hommes, ses premiers contingents arrivent au Mali le 17 janvier. Le 24 janvier 1 900 soldats sont déployés, mi-février 1 800 Tchadiens et 2 300 hommes de la MISMA sont au Mali, début mars, les forces africaines ont près de 6 000 soldats, dont 2 400 Tchadiens.

#### Reprise des villes du nord du Mali en janvier et février
L'offensive jihadiste sur Mopti ayant été repoussée, l'état-major-français pense attendre l'arrivée des renforts et de toute la logistique avant de poursuivre vers le nord. Mais François Hollande, obsédé par le risque d'enlisement, ordonne que Tombouctou et Gao soient reprises avant fin janvier. Les forces franco-maliennes poursuivent donc l'offensive : une colonne part de Douentza en faisant mouvement sur Gao, tandis qu'une autre quitte Diabaly avec en vue Tombouctou.
À l'Est, le colonel Gamou franchit également la frontière nigérienne avec 500 soldats maliens, 77 pick-up et 8 blindés BRDM-2, il prend Ménaka sans combat le 15 janvier, avant de poursuivre en direction de Gao. Le 25 janvier, les Français et les Maliens reprennent Hombori. Les forces spéciales françaises arrivent aux abords de Gao le soir du 24 janvier. La nuit suivante, elles s'emparent sans combattre de l'aéroport, puis repoussent les djihadistes au pont de Wabaria le 26 janvier. Les quelques hommes du MUJAO encore présents prennent alors la fuite et les forces maliennes et françaises entrent dans la ville de Gao le matin du 27 janvier, sous les acclamations de la population. Les djihadistes laissent environ 25 morts.
À l'Ouest, l'autre colonne, forte de plusieurs centaines de soldats maliens et de 600 soldats français, quitte Diabaly avec pour objectif Tombouctou. Le 25 janvier, elle réoccupe Léré. Dans la nuit du 27 au 28, des parachutistes de la Légion étrangère sautent au nord de Tombouctou. Le 28, les forces franco-maliennes entrent dans la ville, abandonnée par les djihadistes.
Le 28 janvier, les forces tchadiennes et nigériennes prennent le contrôle des villes d'Andéramboukane et de Ménaka. Ansongo est reprise le 29 janvier par des troupes nigériennes et maliennes venues du Niger.
Les djihadistes d'AQMI et d'Ansar Dine reculent sans opposer de résistance et se réfugient dans l'Adrar des Ifoghas. Le 27 janvier, l'aviation française bombarde des positions stratégiques islamistes sur Kidal et sa région, dans l'extrême Nord-Est du Mali. De son côté, le MNLA se met également en mouvement et profite de la déroute des islamistes pour prendre le contrôle de plusieurs villes du Nord. Le 28 janvier, le mouvement indépendantiste déclare avoir pris sans combat les villes de Tessalit, Tessit, In Khalil, Tinzawatène, Léré, Anéfif, Talataye et Kidal. Il propose son alliance aux Français et aux Tchadiens, mais déclare qu'il s'opposera par les armes à la venue de l'armée malienne,,.
La progression se poursuit à l'extrême nord du Mali. Dans la nuit du 29 au 30 janvier, au cours d'une opération aéroportée, les forces spéciales françaises prennent position sur l'aérodrome de Kidal, situé au sud-est de la ville. Les militaires français prennent alors contact avec le MNLA,,. Le 1er février, une petite colonne du MNLA accompagnée de forces spéciales françaises sort de Kidal prend le contrôle de la ville d'Aguel'hoc le 3 février. Le même jour, l'armée tchadienne entre à Kidal,.
Le 1er février, un hélicoptère Tigre des forces spéciales détruit trois pick-up et tue une douzaine de djihadistes près d'Anéfif. Le 9, deux Tigre, un Puma et une patrouille de Mirages attaquent un groupe de quatre véhicules entre Gao et Gourma-Rharous et en détruisent deux.
Le 2 février, accompagné du président malien par intérim Dioncounda Traoré, le président français François Hollande se rend à Tombouctou où il est accueilli en héros.
Le 5 février, les troupes maliennes et françaises à Gao sont renforcées par les forces nigériennes de la MISMA venues de Ménaka. Cependant une quarantaine de combattants du MNLA prennent le contrôle de Ménaka après le départ des Nigériens,.
Enfin, dans la nuit du 7 au 8 février, les forces spéciales françaises s'emparent de l'aéroport de Tessalit. Elles sont renforcées le lendemain par une cinquantaine de chasseurs parachutistes, puis s'assurent du contrôle de la ville, là encore sans rencontrer de résistance. Dans les heures qui suivent, l'armée tchadienne et un sous-GTIA français formant une colonne de 90 véhicules arrivent ensuite sur les lieux,.

#### Bataille dans l'Adrar des Ifoghas, en février et mars

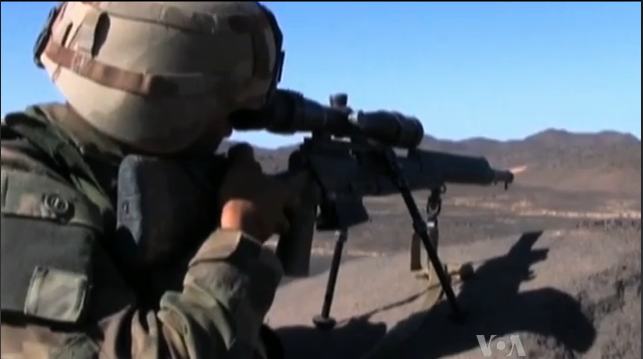
Tireur de précision français armé d'un FR-F2 pendant la bataille du Tigharghâr.

Après leur défaite à Konna et Diabaly, les djihadistes d'AQMI et d'Ansar Dine se replient à l'extrême nord du Mali, principalement dans l'Adrar Tigharghâr, un massif de l'Adrar des Ifoghas situé à l'est d'Aguel'hoc, entre Kidal et Tessalit. Cette zone fortifiée, déjà utilisée comme refuge par les rebelles touaregs lors de la rébellion de 1990-1995, est alors le principal sanctuaire des djihadistes au Mali. Cependant Ansar Dine est affaibli par des défections : dés fin janvier une partie de ses combattants, menés par Alghabasse Ag Intalla et Cheikh Ag Aoussa, font scission et créent le Mouvement islamique de l'Azawad (MIA). Ils se détournent des djihadistes et espèrent négocier une paix avec le gouvernement malien et les Français,. D'autres combattants fuient à l'étranger, certains gagnent même le Soudan,.
De la mi-février à la fin mars, près de 3 000 soldats français et tchadiens commandés par les généraux Barrera et Bikimo mènent une grande offensive dans l'Adrar Tigharghâr, où sont retranchés environ 500 djihadistes,. Le 18 février, 150 soldats français font une première incursion à l'ouest de l'Adrar pour reconnaître les positions adverses,. Des combats ont lieu pendant deux jours, un légionnaire et une trentaine de djihadistes sont tués, les Français se retirent sur Tessalit le 20 février,,.
Le 22 février, les Tchadiens attaquent à leur tour, cette fois-ci à l'est de l'Adrar Tigharghâr. En fin de matinée, ils se heurtent aux djihadistes retranchés dans les grottes et sur les hauteurs, à l'entrée est de la vallée de l'Amettetaï. Les combats, confus, durent jusqu'à la tombée la nuit. Le bilan est particulièrement lourd, les Tchadiens ont 26 tués et environ 70 blessés tandis que les djihadistes laissent au moins 93 morts. Mais l'entrée de la vallée est prise,,.
Le 24 février, les Français reprennent l'offensive avec cette fois-ci deux GTIA forts de 700 hommes chacun. Le GTIA 3 reprend l'attaque à l'entrée ouest de la vallée de l'Amettetaï, afin de resserrer l'étau et de faire sa jonction avec les Tchadiens qui avancent à l'est. Pendant ce temps, le GTIA 4 se déploie au nord et avance à pied à travers le terrain montagneux pour surprendre les djihadistes. Les combats sont acharnés et se livrent souvent à de courtes distances, parfois jusqu'au fond des grottes. Abou Zeïd, un des principaux chefs d'AQMI, est tué entre le 22 et le 27 février dans des circonstances obscures,,. Le 3 mars, la vallée de l'Amettetaï est prise, les djihadistes commencent à battre en retraite,.
Les combats baissent alors en intensité, tandis que les militaires français et tchadiens fouillent les autres vallées du Tigharghâr. Des missions de reconnaissance sont également menées jusqu'à Boghassa, Abeïbara et Tinzawatène,,. Les opérations s'achèvent le 31 mai. Le bilan est de trois morts et 120 blessés du côté des Français, tandis que les Tchadiens déplorent 30 tués. Les pertes des djihadistes sont estimées entre 200 et 300 morts,. 80 tonnes de matériel militaire ont été découverts par les Français.
Alors que les combats font rage dans le Tigharghâr, les forces spéciales françaises mènent également une opération le 24 février dans le Timétrine, à l'ouest de la région de Kidal. Une quinzaine de djihadistes sont repérés et se font tuer jusqu'au dernier. Mohamed Lemine Ould El-Hassen, chef de la katiba al-Fourghan d'AQMI, est reconnu parmi les morts
Le 21 février, un premier attentat-suicide frappe la ville de Kidal, deux personnes sont blessés. Le 26 février, un autre kamikaze se fait exploser avec son véhicule à un poste du MNLA, tuant sept rebelles touaregs et blessant onze autres. Enfin le 12 avril, quatre soldats tchadiens sont tués et trois blessés par un homme équipé d'une ceinture explosive. Ces trois attentats commis à Kidal sont revendiqués par le MUJAO,,.

#### Guérilla dans la région de Gao, entre février et avril

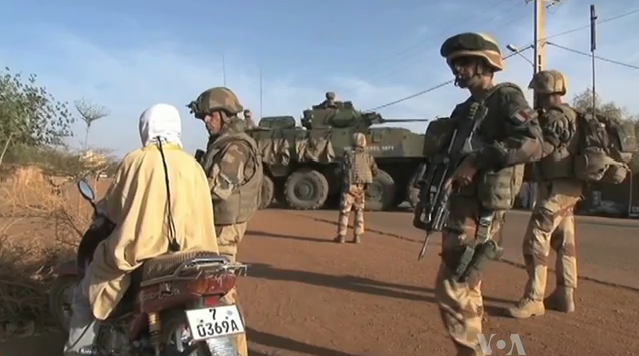
Soldats français en patrouille à Gao en mars 2013.

Après la reconquête des villes du Nord du Mali les combats se poursuivent parallèlement sur deux fronts ; l'Adrar des Ifoghas, où se sont repliés Ansar Dine et AQMI, et la région de Gao, où le MUJAO reste actif et bénéfice en certains endroits, d'un soutien d'une partie de la population. Début février, ce mouvement annonce son intention de créer une « nouvelle zone de conflit », il promet d'attaquer des convois, de poser des mines, d'envoyer des kamikazes et « d'augmenter les attaques contre la France et ses alliés ». Le 30 janvier, quatre soldats maliens sont tués et cinq autres blessés par l'explosion d'une mine entre Gossi et Hombori. Le 6 février, un véhicule saute sur une mine entre Douentza et Gao, tuant quatre civils,. Le 8 février, un soldat malien est légèrement blessé par un kamikaze touareg.
En février et mars, la ville de Gao est visée par trois attaques du MUJAO, la première a lieu le 10 février, la deuxième le 20 février, et la dernière le 24 mars. Parfois précédés par des kamikazes, des commandos de quelques dizaines de combattants tentent de s'infiltrer dans la ville pourtant tenue par plus d'un millier de soldats. Les islamistes sont à chaque fois détruits ou repoussés lors de ces attaques presque suicidaires. Une dizaine de civils, un soldat malien et environ 30 assaillants sont tués lors de ces combats,.
La progression des troupes alliées n'est cependant pas entravée. Le 12 février 2013, les Maliens et les Français prennent le contrôle de la ville de Ménaka sans livrer de combats avec le MNLA qui abandonne la ville. Le 17 février, des troupes françaises, nigériennes, et maliennes entrent sans combattre à Bourem, des patrouilles sont organisées pour réduire les poches de résistance des groupes islamistes dispersés dans la région.
Le 27 février, les Français et les Maliens lancent l'Opération Doro dans la région à l'est de Gao. Leur objectif est de détruire les forces djihadistes dans cette zone et de trouver leurs caches d'armes. Le 2 mars, 100 à 200 hommes du MUJAO sont attaqués par 400 soldats français et maliens dans le village d'Imenas. Le combat est acharné et les djihadistes laissent 52 morts contre un blessé chez les militaires maliens,,. Les forces franco-maliennes affrontent encore les djihadistes à Tin Keraten le 6 mars, puis à In Zekouan et Teurteli du 12 au 17 mars, plus d'une trentaine d'islamistes sont tués dans ces combats, ainsi qu'un soldat malien et un soldat français.

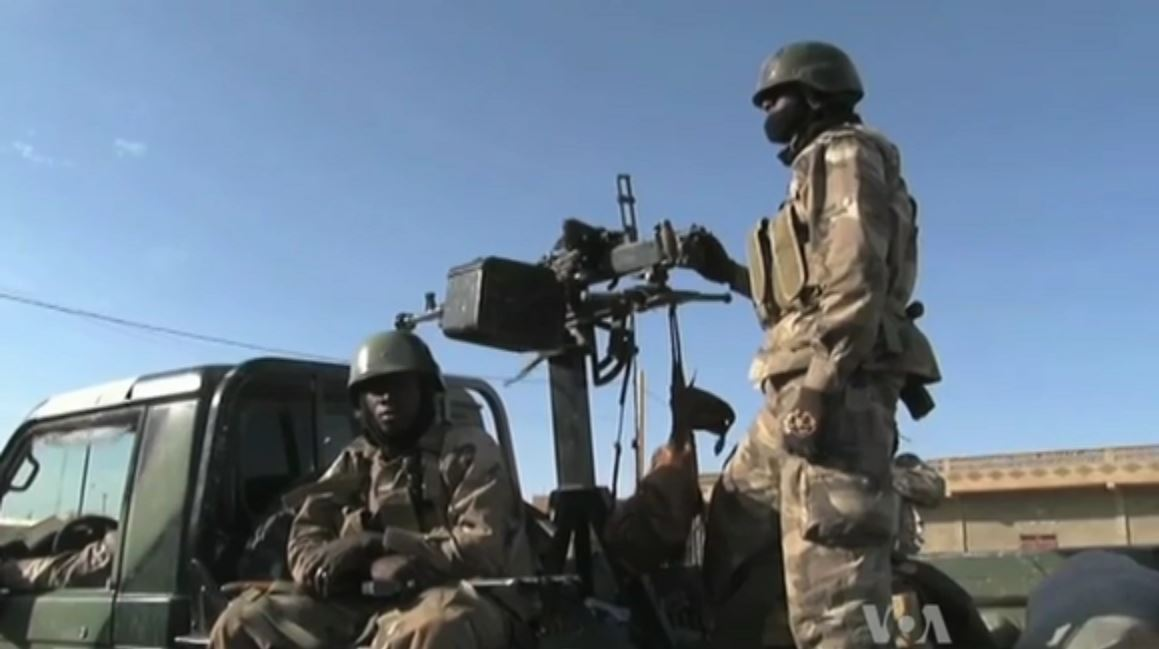
Soldats maliens à Gao, en avril 2013.

Après Gao, Tombouctou est visée à son tour par des incursions de commandos djihadistes, une première attaque a lieu le 20 mars, une seconde le 30. Elles sont menées cette fois par des hommes d'AQMI, mais comme à Gao, les djihadistes ne remportent aucun avantage. Ils laissent entre 20 et 30 morts, les Maliens ont trois tués et 18 blessés, les Français un blessé et cinq civils sont tués,,,.
Entre le 24 et le 30 mars, des affrontements ont également lieu entre Bourem et Anéfif, opposant le MNLA au MUJAO et aux Signataires par le sang. Le MNLA affirme avoir tué 17 djihadistes, contre cinq morts dans ses rangs,.
Le 7 avril, l'armée française lance une vaste opération au nord de Bourem baptisée Gustav. 779 soldats et 150 blindés appuyés par l'aviation encerclent la vallée d'Inaïs, repérée comme étant un sanctuaire du MUJAO. L'offensive est menée trop tard pour intercepter les djihadistes qui parviennent à s'enfuir, mais 18 tonnes de munitions sont saisies lors des fouilles, dont 700 obus, 51 roquettes, 16 bombes d'avion et 17 caisses,,.
Le 12 avril, cinq militaire maliens, dont un colonel, sont tués lors d'un accident d'hélicoptère. Les 4 et 10 mai, une dizaine de kamikazes du MUJAO mènent des attaques-suicides à Tilemsi, Gossi et Ménaka contre des militaires maliens et nigériens, deux soldats maliens sont tués et une dizaine blessés,,. Le 25 avril, AQMI appelle au djihad contre la France. Fin avril, une cellule djihadiste du MUJAO est démantelée à Bamako et sept personnes sont arrêtées. Le 29 avril, un VBL de l'armée française saute sur une mine ou un engin explosif entre Tinzawatène et Boghassa, un soldat des forces spéciales est tué et deux autres sont grièvement blessés.

#### Conflit entre le MNLA et le MAA, de février à mai
Parallèlement aux affrontements contre des islamistes, un conflit éclate en février 2013 entre les Touaregs du MNLA et les Arabes du MAA. Les incidents commencent à In Khalil, près de la frontière avec l'Algérie, où les Arabes accusent les Touaregs de la tribu des Idnanes d'exactions et de pillages. Le 22 février, un double attentat-suicide à In Khalil revendiqué par le MUJAO fait trois morts dans les rangs du MNLA. Le lendemain, In Khalil est attaquée par une trentaine de pick-up du MAA. Le MNLA accuse aussitôt le MAA d'être lié au MUJAO, ce que le groupe rebelle arabe dément bien que certains de ses combattants aient effectivement combattu dans les rangs djihadistes en 2012,,. L'aviation française intervient et bombarde les positions du MAA, en croyant peut-être avoir affaire à un groupe djihadiste,. Les hommes du MAA se replient, In Khalil reste aux mains des Touaregs.
Le 21 avril, les combats reprennent, le MAA attaque Ber, dans la région de Tombouctou, et chasse le MNLA de la ville. Le combattants arabes se retirent le 6 mai et des militaires du Burkina Faso et de l'armée malienne prennent le contrôle de la ville le lendemain,,. Plus au nord, la ville d'Anéfif est également le théâtre de violences communautaires les 24 et 25 avril qui font au moins six morts. Le 17 mai, le MAA attaque Anéfis, mais cette fois le MNLA repousse les assaillants,. Là aussi certains responsables font état de frappes aériennes françaises en soutien au MNLA, mais l'armée française dément,.

#### Accord de Ouagadougou et déploiement de la MINUSMA

Ravitaillement de deux avions Rafale au-dessus du Mali, le 23 avril 2013.

Malgré l'annonce de négociations les tensions restent très vives entre l'armée malienne et le MNLA basé à Kidal,. Des personnalités politiques et une partie de la population malienne reprochent à la France d'empêcher l'armée malienne d'attaquer les rebelles à Kidal. Le 30 mai, 3 000 Maliens manifestent à Gao pour dénoncer l'attitude jugée trop conciliante de la France vis-à-vis du MNLA. Afin de négocier avec les rebelles de Kidal, le président malien par intérim Dioncounda Traoré nomme Tiébilé Dramé conseiller spécial.
Afin de favoriser les pourparlers, des représentants touaregs menés par Mohamed Ag Intalla décident de rejeter la lutte armée et de former le Haut Conseil de l'Azawad (HCA), bientôt renommé Haut Conseil pour l'unité de l'Azawad (HCUA). Mohamed Ag Intalla bénéficie rapidement du soutien de son père, l'Amenokal Intalla Ag Attaher, chef coutumier des touaregs Ifoghas qui quitte le MNLA pour rejoindre le HCUA, et de son frère, Alghabass Ag Intalla, qui le 19 mai, annonce la dissolution du MIA et son ralliement au HCUA. Le MNLA n'ose critiquer la décision de l'Amenokal et apporte son soutien au HCUA,,.
Les négociations s'ouvrent en mai à Ouagadougou, sous la médiation de Blaise Compaoré, président du Burkina Faso. Fin mai, le MAA s'engage à son tour à prendre part aux pourparlers.
D'abord hostile à la tenue d'élections maliennes à Kidal, le MNLA accepte finalement de permettre la tenue de la présidentielle en juillet, cependant il refuse de laisser entrer l'armée malienne et propose que la sécurité des élections soit assurée par les troupes de l'ONU aussi bien à Kidal que dans l'ensemble de l'Azawad. Cette proposition est rejetée par le gouvernement malien qui exige la présence de l'armée à Kidal.
Cependant le 2 juin, la situation s'aggrave à Kidal où le MNLA arrête 180 personnes, une trentaine est relâchée le lendemain mais environ 10 ou 20 prisonniers, accusés d'être des espions et des militaires maliens infiltrés sont maintenus en prison . De son côté, le gouvernement malien accuse le MNLA d'avoir commis des pillages contre les populations noires ; Songhaï, Peuls et Bellas. Selon des témoins, plus habitants noirs sont contraints de prêter allégeance au MNLA sous peine d'être chassés de Kidal et évacué vers Gao. Le lendemain, le MNLA déclare que les personnes interpellées qui ne sont pas originaires de l'Azawad vont être expulsées et reconduites jusqu'à Douentza,,. Le 4 juin, l'armée malienne se met en mouvement et s'empare d'Anéfif après un combat contre le MNLA. La France intervient après le combat, elle envoie une centaine d'hommes à Anéfis et freine l'offensive malienne sur Kidal
Le 18 juin, après deux semaines de négociations, le gouvernement de transition malien et les rebelles du MNLA et du HCUA (Haut conseil pour l'unité de l'Azawad) signent un accord de cessez-le-feu qui doit permettre la tenue de l'élection présidentielle le 28 juillet.
Afin d'éviter tout débordement entre les soldats maliens et les rebelles, des forces de l'ONU et de la MISMA sont également déployées à Kidal, ainsi le 4 juillet, une trentaine de véhicules guinéens gagne la ville.
Le 5 juillet, conformément aux accords signés, les forces du MNLA et du HCUA commencent leur retrait sur trois cantonnements, dont deux situés à Kidal, le troisième en périphérie. Le lendemain, 150 soldats maliens font leur entrée dans Kidal. La réaction de la population n'est pas unanime, des échauffourées opposent manifestants pro-Mali et manifestants pro-Azawad, elles font plusieurs blessés,,. Le 18 juillet, de nouvelles émeutes éclatent entre des pro-Mali, en majorité des Songhaï et des pro-Azawad, majoritairement touaregs, elles font un mort et 7 blessés. Le 20 juillet, cinq agents électoraux et un élu sont enlevés par des hommes armés à Tessalit. Capturés par des hommes de Baye Ag Diknane, un officier du MNLA hostile à la tenue des élections, ils sont finalement relâchés le lendemain dans des circonstances mal éclaircies.
Le 31 juillet, un militaire français du 515e régiment du train est tué et un autre est blessé dans un accident de la route près de Douentza.
Les deux tours de l'élection présidentielle se déroulent sans incidents le 28 juillet et le 11 août. Ibrahim Boubacar Keïta est élu président avec 77,61 % des voix, contre 22,4 % pour Soumaïla Cissé, avec une participation de 48,98 % au premier tour, 45,78 % au deuxième.
Lors des négociations de Ouagadougou, les différents mouvements rebelles autonomistes parviennent à se réconcilier. Le 8 août, le MNLA, le HCUA et le MAA publient une déclaration commune où ils réclament l'autonomie des peuples de l'Azawad.
Le 22 août 2013, selon un communiqué signé par Ahmed al-Tilemsi et Mokhtar Belmokhtar, le MUJAO et Les Signataires par le sang annoncent leur fusion en un seul mouvement. Celui-ci prend le nom d'Al-Mourabitoune ("Les Almoravides").
Le 19 septembre, au Stade du 26-Mars à Bamako, une cérémonie est organisée pour marquer le début du mandat d'Ibrahim Boubacar Keïta et la victoire sur les forces jihadistes. Plusieurs chefs d'État sont invités, dont le président français François Hollande, le président tchadien Idriss Déby, le roi du Maroc Mohammed VI et le président ivoirien Alassane Ouattara, également président de la Cédéao.

#### Incidents entre l'armée malienne et le MNLA après l'accord de Ouagadougou

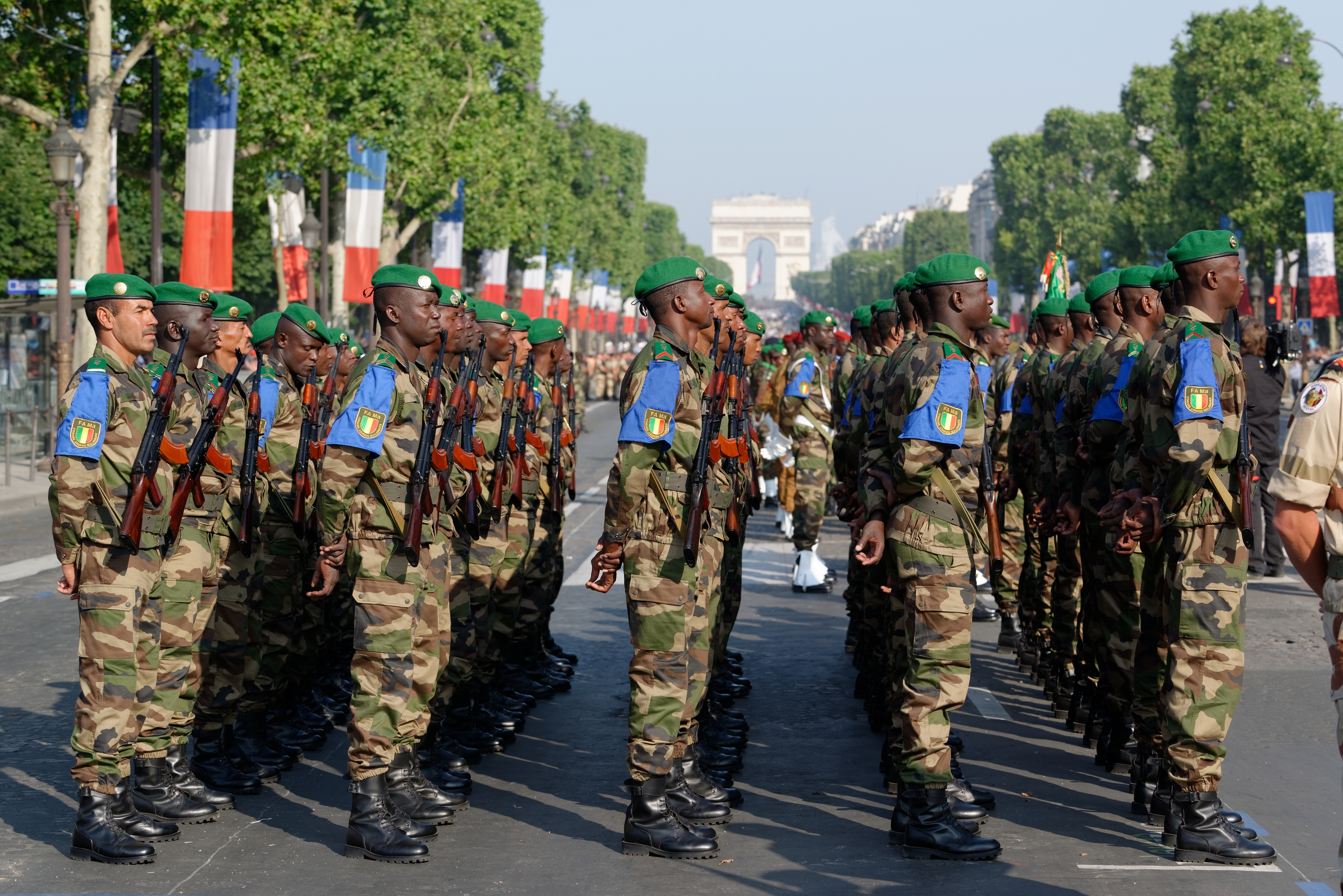
Soldats maliens à Paris en 2013, lors du défilé militaire du 14 Juillet.

À partir de l'été 2013, les affrontements baissent en intensité mais des combats ponctuels continuent d'avoir lieu. Malgré la signature des accords de Ouagadougou, quelques incidents sanglants opposent l'armée malienne aux combattants du MNLA. De plus des affrontements intercommunautaires entre Touaregs et Arabes à l'extrême nord et Touaregs et Peuls dans la région de Gao éclatent occasionnellement et des combattants des divers groupes armés y prennent parfois part. Ainsi du 14 au 20 août à Bordj Badji Mokhtar, en Algérie, des combats entre Arabes berabiches et Touaregs idnanes font plusieurs morts, et selon des témoins, des hommes du MAA et du MNLA prennent part aux affrontements bien que leurs commandements aient officiellement condamnés les violences,. De plus, des habitants affirment que les brigandages des « coupeurs de routes » sont réapparus depuis le départ des islamistes, plusieurs convois ont été dévalisés principalement sur les routes Anéfif-Kidal, Anéfif-Djebok et Kidal-Gao. Le 11 septembre, à Foïta, près de Léré, un accrochage oppose des soldats maliens et des hommes du MNLA, les deux camps se rejettent respectivement la responsabilité de l'attaque. Le MNLA dénonce une violation des accords de Ouagadougou et déclare que les engagements n'ont pas été respectés, selon lui le cantonnement des combattants n'a pas été pris en charge par l'ONU, la MINUSMA est jugée « incompétente », les prisonniers de guerre n'ont pas été libérés et la commission d'enquête de la communauté internationale n'a pas été mise en place. Plusieurs membres du MNLA feraient pression sur Bilal Ag Acherif pour reprendre les armes. De son côté, la presse malienne dénonce l'indiscipline des combattants du MNLA et affirme que plusieurs d'entre eux se livrent au banditisme.
Le 17 septembre, des représentants de différents groupes armés ; le MNLA, le HCUA et le MAA et la Coordination des mouvements et Front patriotique de résistance (CM-FPR, réunissant principalement Ganda Koy et Ganda Izo), signent un accord à Bamako, ils annoncent « mettre en commun leurs efforts » pour mettre fin à la crise au nord du Mali. Cet accord est cependant critiqué par des responsables du MNLA et du MAA qui déclarent que les délégués n'avaient pas été mandatés par leurs hiérarchies. Le 26 septembre, le MNLA, le HCUA, le MAA publient un communiqué commun dans lequel ils déclarent suspendre les négociations avec le gouvernement malien à la suite du refus du président d'Ibrahim Boubacar Keïta de négocier l'autonomie du nord du Mali,,. Les violences se poursuivent. Le 27, deux militaires maliens sont blessés à Kidal par des jets de grenades. Le 29, dans la soirée, une escarmouche oppose des soldats maliens à des combattants du MNLA les belligérants se replient sur leurs bases alors que Français et les Casques bleus de la MINUSMA organisent des patrouilles. Le lendemain, une nouvelle fusillade éclate à Kidal, plusieurs combattants sont blessés dans ces affrontements, les Français et les Casques bleus de la MINUSMA interviennent pour séparer les belligérants,. Le 2 octobre, un homme du MNLA est tué par des habitants à Aguel'hoc. Le 5 octobre, les groupes armés autonomistes reprennent les négociations avec le gouvernement malien. Pourtant le 8 novembre, un nouvel accrochage oppose des soldats maliens et des hommes du MNLA à Amazragane, près de Ménaka, faisant au moins trois morts. Le 16 novembre, à Kidal, le MNLA abandonne les bâtiments publics aux autorités maliennes, mais le 27 et le 28 alors que la visite du premier ministre Oumar Tatam Ly est attendue, l'aéroport de Kidal est envahi par des manifestants pro-Azawad malgré la présence de militaires maliens. Des coups de feu sont tirés, trois personnes sont blessées selon le gouvernement malien, d'après le MNLA un manifestant est tué et cinq autres sont blessés. Le 29 novembre, certains représentants du MNLA annoncent que le mouvement reprend la guerre contre le gouvernement malien, ces déclarations sont cependant contestées par d'autres responsables du mouvement,,. En janvier 2014, l'Algérie propose sa médiation pour négocier avec les groupes armés. Une plate-forme est signée à Alger, mais cet accord est dénoncé par des membres du HCUA et du MAA, alors que le MNLA avait boycotté la rencontre,,.
Pendant ce temps, la MINUSMA se déploie au Mali; Cependant le 16 septembre 2013, 167 Casques bleus tchadiens désertent à Tessalit et regagnent Gao. Ces derniers se plaignent de pas avoir reçu leurs primes et leurs salaires et de ne pas avoir été relevés après 9 mois de présence au Mali,. Au moins quatre de ces soldats sont accusés de viols à Gao.

#### Guérilla des djihadistes

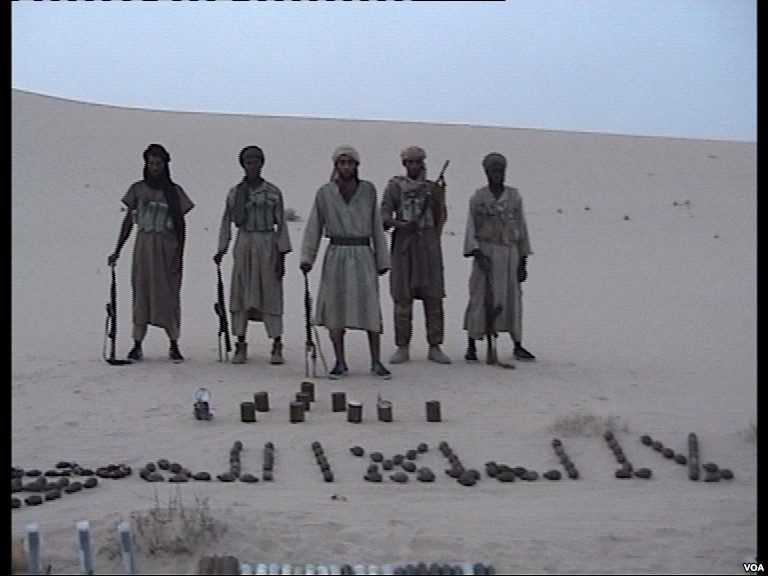
Des combattants d'AQMI

De leur côté, les forces françaises continuent de traquer les groupes djihadistes qui tentent d'organiser une guérilla. Le 12 septembre, elles découvrent et détruisent un camion contenant une tonne d'explosifs dans une forêt à 100 kilomètres à l'ouest d'Anéfif. Le 1er octobre, les Français tuent onze djihadistes près de Douaya, dans la région de Tombouctou,. Le 20 octobre, 700 soldats maliens et 500 à 600 soldats français du GTIA Désert lancent l'Opération Hydre dans le nord-est du Mali. Aucun combat n'a lieu, car les djihadistes évitent le forces militaires. L'opération s'achève le 3 novembre, son principal bilan est la destruction d'un important dépôt logistique au nord-est de Tombouctou. La nuit du 13 au 14 novembre, un pick-up est surpris dans le désert par les Français à 200 kilomètres à l'ouest de Tessalit, trois djihadistes sont tués, dont El-Hassen Ould Khalill, dit Jouleibib, lieutenant de Belmokhtar et ancien porte-parole des Signataires par le Sang,. Le 10 décembre, l'armée française mène une opération dans les environs d'Araouane, dans le désert au nord de Tombouctou, tue 19 djihadistes et fait huit prisonniers. Les Français se portent ensuite jusqu'à Taoudeni, où il découvrent un camp, mais cette fois les islamistes parviennent à s'enfuir,. Quelques jours plus tard, dans la nuit du 22 au 23 janvier, onze djihadistes sont tués dans un raid des forces spéciales près du village de Kondaoui, non loin d'Araouane.
Très affaiblis, les djihadistes continuent cependant de mener des attaques. À Tombouctou, le 28 septembre 2013, quatre kamikazes conduisant un véhicule piégé se font exploser devant une caserne, tuant deux civils et blessant six militaires,. L'attentat est revendiqué le lendemain par AQMI,. Le 10 octobre, le MUJAO tire cinq obus sur la ville de Gao, quelques civils et deux soldats maliens sont blessés, dont un mortellement,,,,. Le lendemain, un petit pont est dynamité à Bentia,. Le 23 octobre, des kamikazes islamistes attaquent la garnison tchadienne à Tessalit, deux soldats tchadiens et cinq jihadistes sont tués. Le soir du 30 novembre, sept djihadistes sont repérés par des soldats français à Ménaka, près d'un camp où 500 à 700 soldats nigériens et 24 soldats français sont présents. L'un d'eux se fait exploser sans faire de victimes et les autres prennent la fuite,,. Le 14 décembre, deux Casques bleus sénégalais sont tués par un kamikaze à Kidal,.

#### Mutinerie des bérets vert à Kati
Des troubles éclatent aussi à Kati où d'ancien putschistes bérets vert manifestent leur colère contre Amadou Haya Sanogo, promu général de corps d'armée le 14 août. Le 30 septembre et le 1er octobre, une trentaine de mutins réclament à leur tour des grades et des primes et tirent plusieurs coups de feu. Un lieutenant-colonel proche de Sanogo est blessé et retenu prisonnier pendant plusieurs heures,,. Le 4 octobre, l'armée malienne reprend le contrôle du camp de Kati, une vingtaine de mutins sont arrêtés dont le capitaine Amadou Konaré et le colonel Youssouf Traoré,. Quatre militaires maliens trouvent la mort dans ces événements. Plusieurs autres sont portés disparus, dont le colonel Youssouf Traoré, ancien numéro quatre des putschistes, dont le corps est retrouvé près de Kati quelques semaines plus tard,,. Le 27 novembre, le général Amadou Haya Sanogo, accusé de meurtre contre des prisonniers bérets rouges après le coup d'état de 2012, est arrêté à Kati.

#### Conflit communautaire entre Peuls et Touaregs imghad dans la région de Gao
La région de Gao est également secouée par des conflits communautaires. À la fin du mois de novembre 2013, dans les environs de Tin-Hama et Djebok, des violences opposent les Touaregs imghad du général loyaliste El Hadj Ag Gamou à des Peuls insurgés accusés par les Imghad de faire partie du MUJAO. La nuit du 18 au 19 novembre dans le village d'Intakabar, près de Djebok, deux membres de la famille du général Gamou, un vieillard de 70 ans et une petite fille de 3 ans, sont assassinés par des Peuls. Du 18 au 25 novembre, les combats font plusieurs morts chez les Touaregs et 53 tués du côté des Peuls,,. Le 6 février 2014, une trentaine de civils, majoritairement des Touaregs imghad, sont massacrés près de Tamkoutat. Le gouvernement malien et le MNLA accusent le MUJAO d'être responsables de cette tuerie, d'autres témoins évoquent un conflit communautaire entre Touaregs et Peuls. En représailles, le MNLA attaque deux jours plus tard les auteurs présumés du massacre près de la frontière nigérienne, après le combat, le mouvement azawadien déclare que six djihadistes et un de ses combattants ont été tués.

### 2014

#### Opérations contre les djihadistes entre janvier et mai
Le 20 février, les 600 à 700 mineurs des mines de sel de Taoudeni sont chassés des lieux par des hommes armés et s'enfuient vers Tombouctou. Le groupe armé auquel ces derniers appartiennent n'est pas identifié. Accusés par certains, le MAA et le MNLA démentent et accusent les djihadistes. Cependant quelques mois plus tard, le MAA affirmera contrôler les mines de Taoudeni.
En février, des habitants signalent de nombreux mouvements djihadistes au nord du Mali. Des familles abandonnent leurs villages, une dizaine de cadres du MNLA ont également été assassinés par des hommes d'AQMI. Le 20 février, près de Tessalit un hélicoptère français Tigre est la cible de tirs qui blessent légèrement un pilote. Le retour de combattants d'Ansar Dine est également signalé à Abeïbara, où ils distribuent de l'argent à des habitants, et à Boghassa, où ils forcent les villageois qui ne leur sont pas favorable à s'exiler,. Quant à AQMI, des témoignages indiquent son retour dans les environs de l'Adrar Tigharghar, notamment à Telakak, Bakasso et dans la vallée de Dorayat. Le 4 mars, des drones Reaper repèrent un groupe de djihadistes dans la vallée de l'Ametettaï. Les Français engagent des Mirage 2000D et des hélicoptères Tigre qui tuent 11 rebelles salafistes, dont Omar Ould Hamaha.
Le 15 mars 2014, Abou Dardar, un chef djihadiste du MUJAO se rend aux Français qui le remettent aux autorités maliennes. Le 20 mars, le ministre français Jean-Yves Le Drian annonce que 45 djihadistes ont été tués par les Français au Mali depuis décembre 2013, il déclare : « La guerre de libération du Mali est finie, elle a été gagnée ». Pourtant les combats continuent. Le 17 avril, les forces spéciales françaises repèrent et attaquent deux pick-up djihadistes au nord de Tombouctou, tuent une dizaine de combattants et délivrent cinq humanitaires maliens pris en otages par le MUJAO depuis le 8 février,. Selon RFI, une trentaine de rebelles islamistes auraient été tués par les Français dans les trois premières semaines du mois d'avril, dont Abou Bakr Al-Nasr, le chef de Al-Mourabitoune,. Dans la nuit du 24 au 25 avril, un important chef d'Ansar Dine, Haroune Ag Saïd, dit Abou Jamal est tué au nord de Kidal par les forces spéciales française,.
Le 29 et le 30 avril 2014, un affrontement oppose des combattants du MNLA et d'Al-Mourabitoune qui se seraient rencontrés par hasard près de Bourem. Selon le MNLA, le combat fait quatre morts dans ses rangs contre sept tués et neuf prisonniers chez les djihadistes,.
La nuit du 6 au 7 mai, un légionnaire français est tué et deux autres blessés lorsque leur véhicule est touché par l'explosion d'un engin explosif improvisé lors d'une opération dans l'Adrar Tigharghar,.

#### Batailles à Kidal entre l'armée malienne et les rebelles touaregs, formation de la CMA et de la Plateforme
Le 17 mai 2014, la visite du Premier ministre malien Moussa Mara à Kidal est retardée par des affrontements entre l'armée malienne et les rebelles du MNLA, du HCUA et du MAA. Les rebelles prennent l'avantage et s'emparent du gouvernorat après des combats qui font plusieurs dizaines de morts. La MINUSMA et les Français de l'opération Serval interviennent et parviennent à obtenir un accord de cessez-le-feu entre l'armée malienne et les rebelles,. Le 19 mai, les groupes armés appellent à l'apaisement et « la relance du processus de paix », mais le 18 à Gao, le Premier ministre Moussa Mara déclare que « La république du Mali est dorénavant en guerre ».
Quatre jours plus tard, sans en avertir la France et la MINUSMA, l'armée malienne lance une offensive sur Kidal avec près de 2 000 hommes. Mais en quelques heures, les groupes armés du nord repoussent l'attaque malienne et s'emparent du camp malien. Les forces gouvernementales sont mises en déroute et se replient sur Gao, en laissent au moins 50 morts et un même nombre de prisonniers. Le même jour, les rebelles occupent sans combattre Ménaka, Andéramboukane et Anéfis,,.
Le 22 mai, des négociations sont organisées à Kidal avec la médiation de Mohamed Ould Abdel Aziz, président de la Mauritanie et de l'Union africaine. Un accord de cessez-le-feu est conclu entre le gouvernement malien et les groupes armés du nord en vue de revenir à l'accord préliminaire de Ouagadougou. Les rebelles conservent toutefois leurs positions à Kidal et Ménaka,.
Après la chute de Kidal et la reprise d'Anéfis par les rebelles, des groupes armés loyalistes s'organisent et forment un rassemblement appelé la Plateforme des mouvements du 14 juin 2014 d'Alger, comprenant le Groupe autodéfense touareg Imghad et alliés (GATIA), l'aile loyaliste du Mouvement arabe de l'Azawad (MAA), la Coordination des Mouvements et Front patriotique de résistance (CM-FPR) et le Mouvement populaire pour le salut de l'Azawad (MPSA). Ils s'opposent alors aux rebelles regroupés sous la Coordination des mouvements de l'Azawad (CMA) qui comprend le Mouvement national pour la libération de l'Azawad (MNLA), le Haut Conseil pour l'unité de l'Azawad (HCUA), une aile du Mouvement arabe de l'Azawad (MAA) et la Coalition du peuple pour l'Azawad (CPA).
Le 24 mai, une première escarmouche éclate entre les deux branches du MAA et fait sept morts à Tabankort, dans la région de Gao,,,,. Quelques jours plus tard, un nouveau combat éclate à Tabankort, le 2 juillet, entre le MNLA et la faction loyaliste du MAA. Le 11 juillet, les combats reprennent à Tabankort mais aussi à Anéfis que les loyalistes tentent de prendre sans succès, les affrontements font plusieurs dizaines de morts. Du 19 au 22 juillet la bataille s'engage à nouveau entre les groupes armés dans les environs de Tabankort, au sud-est d'Anéfis, faisant encore des dizaines de victimes.
Finalement, le 16 juillet, les négociations s'ouvrent à Alger entre le gouvernement malien, les loyalistes de la Plateforme et les rebelles de la CMA,,,.

#### Fin de l'opérationServalet début de l'opérationBarkhane
Le soir du 9 juin, un Mirage 2000D de l'armée française de retour d'une mission au Mali s'écrase accidentellement au Niger à cause d'un problème technique alors qu'il regagnait sa base à Niamey. Les deux pilotes parviennent cependant à s'éjecter.
Le 11 juin, quatre militaires tchadiens de l'ONU sont tués lors par un attentat à la voiture piégée à Aguel'hoc.
Le 13 juillet 2014, le ministre français de la Défense Jean-Yves Le Drian annonce la fin de l'opération Serval et la mise en place dans les jours suivants de l'opération Barkhane. Celle-ci prévoit le déploiement de 3 000 soldats dans l'ensemble du Sahel et du Sahara afin de mener des opérations de « contre-terrorisme »,.
Le 14 juillet en fin d'après-midi, un pick-up piégé conduit par un kamikaze attaque une patrouille blindée française près d'Almoustarat, entre Bourem et Anéfis. Sept soldats français sont blessés dans l'explosion, dont un mortellement et deux autres grièvement,.
Le 1er août 2014, la France lance l'Opération Barkhane qui n'est plus basée au Mali mais qui vise à lutter contre les groupes armés djihadistes salafistes dans toute la région du Sahel,.

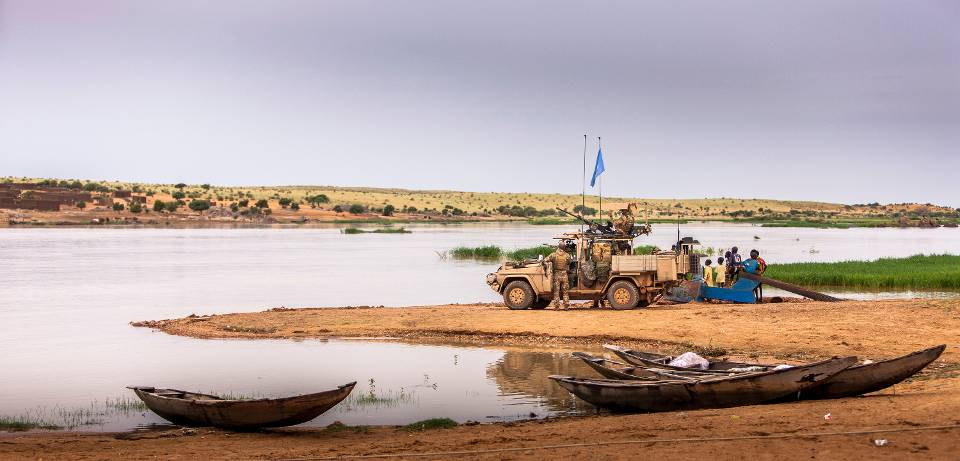
Des soldats néerlandais de la MINUSMA au Mali, le 11 septembre 2014.

Le 25 juin 2014, le Conseil de sécurité des Nations unies prolonge jusqu'au 30 juin 2015, le mandat de la mission de l'ONU au Mali (Minusma) en lui assignant comme priorités de faciliter un règlement politique et d'étendre sa présence dans le nord du pays. Le 30 juin, un véhicule de la MINUSMA saute sur une mine entre Goundam et Tombouctou. Sept Casques bleus du contingent Burkinakè sont blessés, dont trois grièvement et un mortellement.
Le 9 août, une escarmouche a lieu à Lerneb, près de la frontière mauritanienne, opposant les deux branches du MAA,

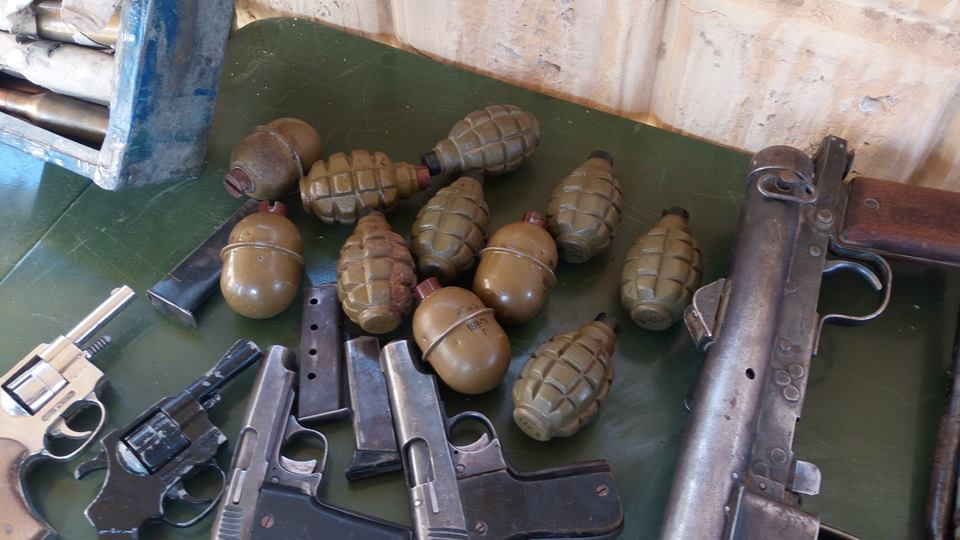
Armes saisies le 8 septembre 2016 à Tombouctou par les gendarmes maliens après un signalement de la population.

Le 16 août, à Ber, deux soldats burkinabè sont tués et quatre autres blessés par l'explosion d'un pick-up conduit par deux kamikazes,,,. Le 18 août, deux soldats maliens sont tués accidentellement à Tessalit par l'effondrement d'un mur. Le 2 septembre, quatre soldats tchadiens sont tués et quinze blessés, dont six grièvement, par l'explosion d'une mine entre Aguel'hoc et Kidal. D'autres attaques suivent ; le 14 septembre, un véhicule saute sur une mine près d'Aguel'hoc, un soldat tchadien est tué et quatre autres sont blessés<. Puis le 18 septembre, cinq soldats tchadiens sont tués et trois blessés entre Aguel'hoc et Tessalit par un engin explosif. Deux civils maliens sont également tués presque au même endroit la nuit du 18 au 19.
Le 16 septembre, cinq Touaregs sont enlevés à Zouéra, au nord de Tombouctou par des hommes d'AQMI. Quatre des otages sont par la suite relâchés mais le cinquième, accusé par les djihadistes d'être un informateur de l'armée française, est retrouvé décapité le 23 septembre à Zouéra,,,.
Le 3 octobre, deux djihadistes équipés de lance-roquettes RPG-7, tendent une embuscade à un convoi de la MINUSMA près d'Indelimane entre Ansongo et Ménaka. Neuf Casques bleus nigériens sont tués dans l'attaque et deux véhicules sont détruits, ainsi qu'une citerne,,,. Le 7 octobre, des islamistes tirent quatre ou cinq roquettes sur le camp de la MINUSMA à Kidal, un Casque bleu sénégalais est tué et un autre blessé.

#### Recrudescence des affrontements entre loyalistes et rebelles et échec des pourparlers d'Alger
Le 16 octobre, des Imghad du GATIA attaquent des Imghad du MNLA à N'Tillit, l'affrontement fait au moins sept morts et les loyalistes s'emparent de la commune,. Le 26 octobre, les forces rebelles du MNLA, HCUA et MAA s'emparent de la localité d'In Afarak ou In Farah, près d'In Khalil, les miliciens loyalistes prennent la fuite sans combattre,.
La nuit du 28 au 29 octobre, les Français attaquent un campement d'une trentaine de djihadistes dans la vallée de l'Ametettaï, près de l'Adrar Tigharghar, au moins 20 djihadistes sont tués, ainsi qu'un soldat français,.
Le 2 novembre, deux soldats maliens sont tués et quatre autres blessés par un engin explosif près d'Almoustarat, au nord de Gao. Le même jour à Boulekessi, un accrochage entre l'armée malienne et le HCUA fait au moins un mort chez les rebelles tandis que plusieurs autres sont faits prisonniers, ainsi que des civils,,,,,. Le 20 novembre, les corps de deux Touaregs proches du HCUA sont retrouvés égorgés près de Kidal,<. Le 22 novembre, selon l'armée malienne, des combattants islamistes enlèvent 12 enfants entre Kidal et Aguel'hoc afin d'en faire des enfants-soldats et deux d'entre eux sont tués en essayant de s'échapper. Le 25 novembre, un véhicule de l'armée malienne saute sur une mine entre Gao et Bourem, faisant deux morts et cinq blessés, dont un mortellement,. Le 30, un homme du MNLA est tué dans une embuscade au nord de Kidal.
La nuit 10 au 11 décembre 2014, l'armée française attaque un groupe de djihadistes dans la région de Gao. Ces derniers perdent une dizaine d'hommes dont Ahmed al-Tilemsi, un des principaux chefs d'Al-Mourabitoune.
Le 26 décembre, des hommes du GATIA et du MAA loyaliste prennent le contrôle de la ville de Bamba. Trois jours plus tard ils attaquent un véhicule du MAA rebelle, les loyalistes revendiquent 5 ou 6 morts et 2 prisonniers chez les rebelles contre aucune perte dans leurs rangs, le MAA rebelle parle quant à lui d'un mort et un disparu parmi ses hommes,,,. Le 2 janvier, les forces du MAA loyaliste et du GATIA arrivent en vue de la ville de Ber, tenue par le MAA rebelle et le MNLA. Les deux camps se font face et tiennent leurs positions. Mais la MINUSMA menace d'ouvrir le feu si les loyalistes décident de lancer l'assaut, ces derniers prennent la menace au sérieux et se replient.

### 2015

#### Premières attaques dans le Centre

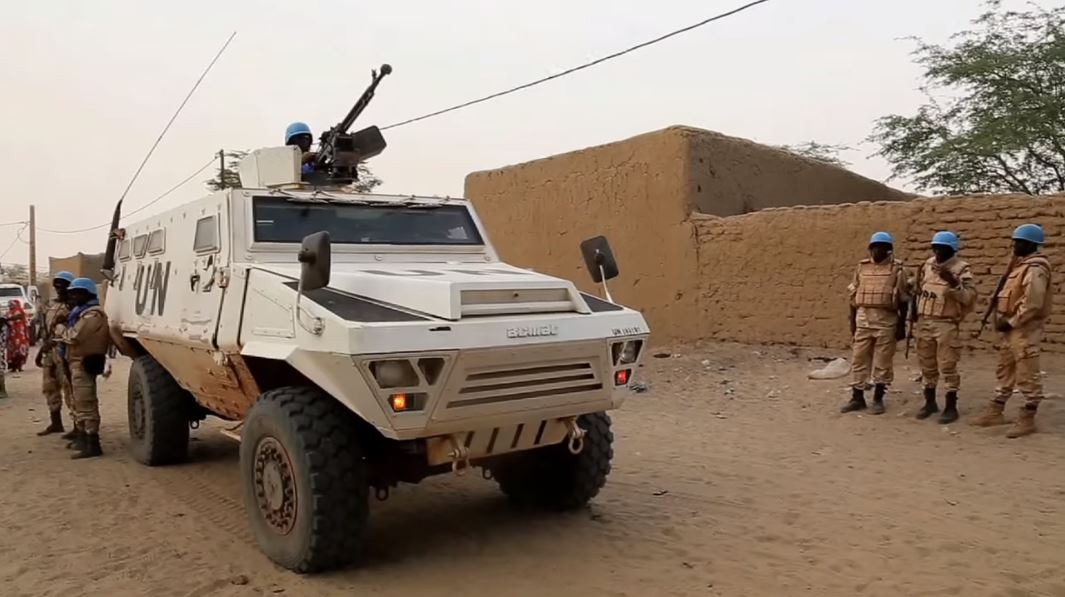
Des casques bleus burkinabés dans le Cercle de Goundam, en avril 2015.

À partir du début de l'année 2015, la menace s'étend dans la région de Mopti et le delta intérieur du fleuve Niger (zone communément appelée le Macina) devient un foyer d'insécurité, notamment les cercles de Ténenkou, Djenné, Bankass et Douentza.
Le 5 janvier, la ville de Nampala est attaquée et prise pendant quelques heures par les djihadistes, onze militaires maliens sont tués, les autres prennent la fuite,. Puis la nuit du 6 au 7 janvier, des djihadistes attaquent la localité de Djoura, dans la région de Mopti, ils incendient la mairie, tuent un civil, puis se replient. Le 16 janvier, ils attaquent Ténenkou mais ils sont repoussés après un combat qui fait une dizaine de morts,,.

Si en 2012, des Peuls du Hayré et du Seeno, à l'est de Mopti, avaient rejoint le Mouvement pour l'unicité et le jihad en Afrique de l'Ouest (Mujao) dans le seul but de se défendre face aux Dogons et aux Touaregs, avec qui les conflits se multipliaient, les attaques de 2015 sont les premières attaques jihadistes à proprement parler dans le Centre, qui allaient augurer et accélérer la spirale de violence les années suivantes.

#### Attaques djihadistes dans le Nord
Plus au nord, à Kidal, la base de la MINUSMA est attaquée le 17 janvier par un camion-suicide et des djihadistes armés mais les Casques bleus Tchadiens repoussent l'attaque, quelques assaillants sont tués, un militaire tchadien est tué et un autre blessé,,. Le 25 janvier, trois soldats maliens sont tués lors d'un échange de tirs avec des hommes armés entre Tombouctou et Goundam. Le 26, à Bamako, le général malien Mohamed Abderrahmane Ould Meydou échappe à une tentative d'assassinat commise par deux hommes d'Al-Mourabitoune, il est cependant blessé par les tirs,. Le 14 février, deux soldats maliens sont tués et six blessés dans une attaque dans le Cercle de Youwarou, contre six morts pour les insurgés.
Du 26 février au 26 mars, 770 soldats français ratissent à nouveau l'Adrar Tigharghar. Le 2 mars, ils ont un accrochage avec un groupe de huit à dix djihadistes. Quatre sont tués, les autres parviennent à s'enfuir. Des stocks d'obus et de munitions sont saisis et détruits,.
Le 7 mars à Gao, deux jeunes Arabes suspectés d'être des poseurs de bombes sont surpris par des habitants et lynchés à mort par la foule qui brûle ensuite leurs corps. Le 8 mars, des tirs de roquettes et d'obus de mortier à Kidal, tuent un Casque bleu tchadien et deux enfants. Le 17 mars, un hélicoptère Apache néerlandais s'écrase accidentellement au nord de Gao, les deux pilotes sont tués,. Le 19, un véhicule malien saute sur une mine près de Diabaly, deux soldats sont tués et cinq blessés. Le même jour, à la foire de Tichift, au nord de Tombouctou, des hommes d'AQMI tuent puis décapitent publiquement un Touareg accusé d'être informateur au service des Français,. Le 28 mars, cinq rebelles de la CMA un nombre inconnu de djihadistes d'Al-Mourabitoune sont tués dans un combat à Inazol, au sud-ouest de Ménaka. Le 30 mars, un employé du CICR est tué dans une attaque d'Al-Mourabitoune au nord de Gao,.
Le matin du 6 avril 2015, les forces spéciales françaises mènent une opération dans la région de Tessalit : deux djihadistes sont tués, deux autres faits prisonniers et l'otage néerlandais Sjaak Rijke, enlevé par AQMI à Tombouctou en 2011, est délivré,,,. Le 12 avril, deux soldats maliens sont tués par une mine à Diabaly. Le 15, un attentat-suicide à Ansongo tue trois civils et fait 16 blessés, dont neuf Casques bleus nigériens. Le 17 et le 20, des djihadistes assassinent trois chauffeurs civils de la MINUSMA près de Gao,. Le 21, des hommes d'AQMI attaquent un poste du MNLA à Talabit, à 40 kilomètres d'Aguel'hoc, les rebelles ont deux tués et trois blessés tandis que les djihadistes se replient sans avoir eu de pertes,. Le 30 avril, à Gao, un minibus saute sur une mine, trois civils sont tués et 28 blessés.
Quatre djihadistes sont tués par les Français la nuit du 18 au 19 mai 2015 dans la région de Kidal. Parmi eux deux chefs : Hamada Ag Hama, dit « Abdelkrim al-Targui », chef d'une katiba d'AQMI et Ibrahim Ag Inawalen, dit « Bana », un chef d'Ansar Dine,.

#### Attentats à Bamako
Le 7 mars, à Bamako, un commando de deux hommes ouvre le feu dans bar-restaurant-boîte de nuit, tuant cinq personnes, dont trois Maliens, un Français et un Belge, et faisant huit blessés. L'attaque est revendiquée par Al-Mourabitoune,,. Le 1er avril, l'armée malienne affirme avoir tué trois « bandits armés » près de la frontière avec le Burkina Faso,,.
La nuit du 25 au 26 mai, pour la première fois à Bamako, la MINUSMA est la cible d'une attaque meurtrière ; des hommes d'Ansar Dine ouvrent le feu sur des Casques bleus bangladais, l'un d'eux est tué, un autre blessé,.

#### Premières allégeances de djihadistes à l'État islamique
Le 13 mai 2015, une des deux composantes d'Al-Mourabitoune, celle du MUJAO, annonce prêter allégeance à l'État islamique dans un communiqué signé de l'émir Adnane Abou Walid al-Sahraoui,,. Mais deux jours plus tard, Mokhtar Belmokhtar dément l'allégeance d'Al-Mourabitoune à l'EI et déclare que le communiqué d'Al-Sahraoui « n'émane pas du Conseil de la Choura ».

#### Prise de contrôle de Ménaka par la Plateforme, représailles de la CMA et signature de l'accord d'Alger
Le 16 et le 17 janvier, des escarmouches opposent loyalistes et rebelles à Tabankort, les échanges de tirs ne font cependant pas de victimes,. Les rebelles maintiennent leurs forces près de la localité et demandent à la MINUSMA de se retirer, ce qu'elle refuse. Le 20 janvier, un hélicoptère néerlandais de la MINUSMA intervient et ouvre le feu sur un véhicule du MNLA qui transportait des armes lourdes près de Tabankort : au moins onze rebelles sont tués et une vingtaine blessés,,. La MINUSMA déclare dans un communiqué avoir été « contrainte de recourir à la force en réponse à des tirs directs à l'arme lourde sur ses Casques bleus » et précise avoir procédé à des tirs de sommation[réf. souhaitée]. De son côté la coordination des Mouvements de l'Azawad accuse les forces de l'ONU d'« absence de neutralité », déclare « suspendre toute collaboration sur le plan sécuritaire » mais affirme demeurer « attachée au respect du cessez-le-feu ». Le 24 janvier, la MINUSMA et les rebelles concluent un accord pour l'établissement d'une zone temporaire de sécurité près d'Anéfis et d'Almoustarat. Cet accord est dénoncé par au moins un millier d'habitants de Gao qui manifestent violemment contre la MINUSMA le 27, des Casques bleus rwandais ouvrent le feu, tuent trois manifestants et en blessent quatre autres,,,,. Le 28, la MINUSMA annonce retirer son projet de sécurisation à Tabankort[réf. souhaitée]. Le même jour, les loyalistes attaquent une position rebelle près de Tabrichat, les combats font une dizaine de morts. Des kamikazes auraient notamment pris part à l'attaque aux côtés des loyalistes,,.
Le 19 février, le gouvernement malien et les rebelles de la coordination des Mouvements de l'Azawad valident un nouveau document de cessation des hostilités alors que les négociations pour un accord de paix se poursuivent à Alger. Le 1er mars, un accord de médiation est proposé par l'Algérie, le document est paraphé par le gouvernement malien et les groupes loyalistes mais les représentants de la CMA hésitent et demandent un délai avant de parapher le texte en raison de l'hostilité d'une large partie de la base des mouvements rebelles à un texte qui ne prévoit ni autonomie ni fédéralisme pour le nord du Mali,,,,,,,,,. Finalement, le 10 avril, la CMA annonce qu'elle refuse de parapher l'accord en l'état,.
Les heurts reprennent fin avril entre les rebelles de la CMA et les forces gouvernementales. Le 27 avril, le GATIA et le MAA loyaliste prennent le contrôle de la ville de Ménaka. Peu nombreuses, les forces du MNLA se replient presque sans combattre, laissant au moins cinq prisonniers,,,,,. Les rebelles ne tardent pas à mener plusieurs attaques en représailles. Le matin du 29 avril, à Goundam, deux gardes nationaux maliens et un enfant sont tués dans une attaque commise par des hommes du MNLA et du HCUA. Dans l'après-midi, les rebelles touaregs assaillent ensuite Léré. Les Maliens reçoivent des renforts et repoussent les assaillants après des combats ayant fait au moins une vingtaine de morts de part et d'autre,. Le 30 avril, une cinquantaine de combattants de la CMA font un raid sur Bintagoungou, des pillages sont commis, une personne tuée et huit membres du GATIA sont capturés,,. Le 2 mai, les hommes de la CMA prennent Diré avant d'en être chassés par une contre-attaque de l'armée malienne, les rebelles auraient laissé deux tués et cinq prisonniers,. Le 5 mai, Ténenkou est attaquée a son tour, mais là encore les rebelles sont repoussés, laissant 10 morts selon l'armée malienne. Cependant le 11 mai, neuf soldats maliens sont tués dans une embuscade rebelle près de Tin Telout, entre Goundam et Tombouctou. Malgré ces combats, la Coordination des mouvements de l'Azawad paraphe l'accord d'Alger le 14 mai, mais refuse de signer le texte.
Le 15 mai à Bamako, l'accord de paix est signé par le gouvernement malien et les groupes loyalistes ainsi que plusieurs États et organisations au nom de la médiation internationale : l'Algérie, le Burkina Faso, la Mauritanie, le Niger, le Nigeria, le Tchad, l'Union africaine, l'ONU, la Cédéao, l'OCI, l'Union européenne et la France, mais sans la présence des représentants de la CMA,,,,.
Les violences se poursuivent entre les loyalistes et la CMA. Le 18 mai, le MAA rebelle tue trois soldats maliens à Bambara Maoudé,,. Le 21, la ville de Tin-Hama est attaquée par le MNLA, 3 à 16 civils sont tués. L'armée malienne et les rebelles s'accusent mutuellement d'être responsables de leur exécution,,,,,. Le Haut-Commissariat des Nations unies aux droits de l'homme attribuera cependant au GATIA la responsabilité de la tuerie à Tin Hama et l'exécution de six personnes dans un rapport publié en décembre 2015,. Le 22 mai, les rebelles s'emparent de Tessit, capturent 19 soldats maliens, puis se retirent du village le lendemain,,. Le 23, les combattants de la CMA relâchent 10 prisonniers de Ganda Koy et les remettent à la MINUSMA à Ber,. Le 26 mai, une importante manifestation a lieu à Bamako pour soutenir les accords de paix.
L'accord de paix est finalement signé par la Coordination des mouvements de l'Azawad le 20 juin à Bamako après trois ans et demi de conflit et plus d'une année de négociations,,.

#### «Pactes d'honneurs» entre la CMA et la Plateforme
Le 20 juillet, des combats ont lieu Talataye et In Delimane, près d'Ansongo selon la CMA qui affirme avoir eu deux tués dans ses rangs contre 12 morts et 15 blessés chez les milices pro-gouvernementales qu'elle accuse également de la mort de trois civils.
Le 15 août, des accrochages opposent la CMA et les mouvements de la Plateforme au sud de Kidal, pour la première fois depuis la signature de l'accord d'Alger,. Le 17, le GATIA viole le cessez-le-feu en attaquant les forces de la CMA à Anéfis et en s'emparant de la ville,. Cependant, à la suite des pressions de la médiation internationale, de la MINUSMA et même du gouvernement malien, les loyalistes commencent à se retirer le 5 septembre, et le 18 la CMA reprend le contrôle d'Anéfis,,.*
Un nouvel affrontement entre loyalistes et rebelles éclate le 17 septembre à Inafarak, près d'In Khalil,. Cependant dans les semaines qui suivent une phase de « décrispation » est observée, un échange de prisonniers a lieu début octobre, le Mali libère 30 rebelles et la CMA 16 militaires maliens. Le 16 octobre, après trois semaines de discussions, la Plateforme et la CMA scellent la paix lors de « pactes d'honneur »,.

#### Attaques djihadistes de juin à décembre
À partir de juin 2015, les djihadistes se signalent pour la première fois à l'extrême sud du Mali, près de la frontière avec la Côte d'Ivoire. La première attaque a lieu le 10 juin à Misséni, les assaillants tuent un gendarme, incendient des véhicules et hissent leur drapeau noir dans le camp militaire avant de disparaître. Le 28 juin, une nouvelle attaque a lieu près de la frontière ivoirienne, des hommes armés se réclamant de la branche sud d'Ansar Dine prennent pendant quelques heures le contrôle de la ville de Fakola sans rencontrer de résistance, avant de se replier,,. Le 16 juillet, l'armée malienne attaque et démantèle un camp djihadiste dans la forêt de Sama, près de Fakola. Une vingtaine d'islamistes sont tués ou capturés,,,,.
Des affrontements ont également lieu dans le centre du Mali, le 16 juin cinq combattants de la Force de libération du Macina sont tués et un soldat malien blessé près de Mopti. Le 27 juin, une attaque djihadiste est repoussée par l'armée malienne à Nara, trois soldats maliens et neuf islamistes sont tués.
Le 2 juillet, AQMI tend une embuscade à Takoumbaout, entre Goundam et Tombouctou, à un convoi de Casques bleus du Burkina Faso, ces derniers laissent six morts et cinq blessés,,,. Le 1er août, deux soldats maliens sont tués et quatre blessés dans une embuscade près de Toulé, entre Nampala et Diabaly. Le 3, un groupe de djihadistes attaque Gourma-Rharous et tue onze gardes nationaux,. Le 7, un petit commando djihadiste fait un incursion à Sévaré et tue cinq contractuels de la MINUSMA, quatre soldats maliens et quatre assaillants sont également tués dans les affrontements qui suivent.
Le 9 août, 10 à 12 civils sont tués par des hommes armés dans le village de Gaberi, près de Gourma-Rharous,,.
Le 1er septembre, un check-point de l'armée malienne est attaqué près de Tombouctou, deux soldats sont tués, un blessé et un porté disparu. Le 20, une dizaine d'hommes de la Force de libération du Macina entrent à Bi et tuent deux policiers et deux civils. Le 13 octobre, entre Gao et Gossi, des djihadistes attaquent un convoi de sous-traitants de l'ONU, six civils sont tués. Le 27 octobre, l'armée malienne commence une opération anti-djihadiste baptisée Seno, et quadrille les environs des communes de Mopti, Koro et Bandiagara dans le pays Dogon. Douze djihadistes présumés sont arrêtés le premier jour. Le soir du 28, un affrontement éclate dans la forêt de Tiébanda, à une trentaine de kilomètres du Burkina Faso, sept djihadistes sont tués et dix blessés par l'armée malienne qui affirme n'avoir eu aucune perte,.

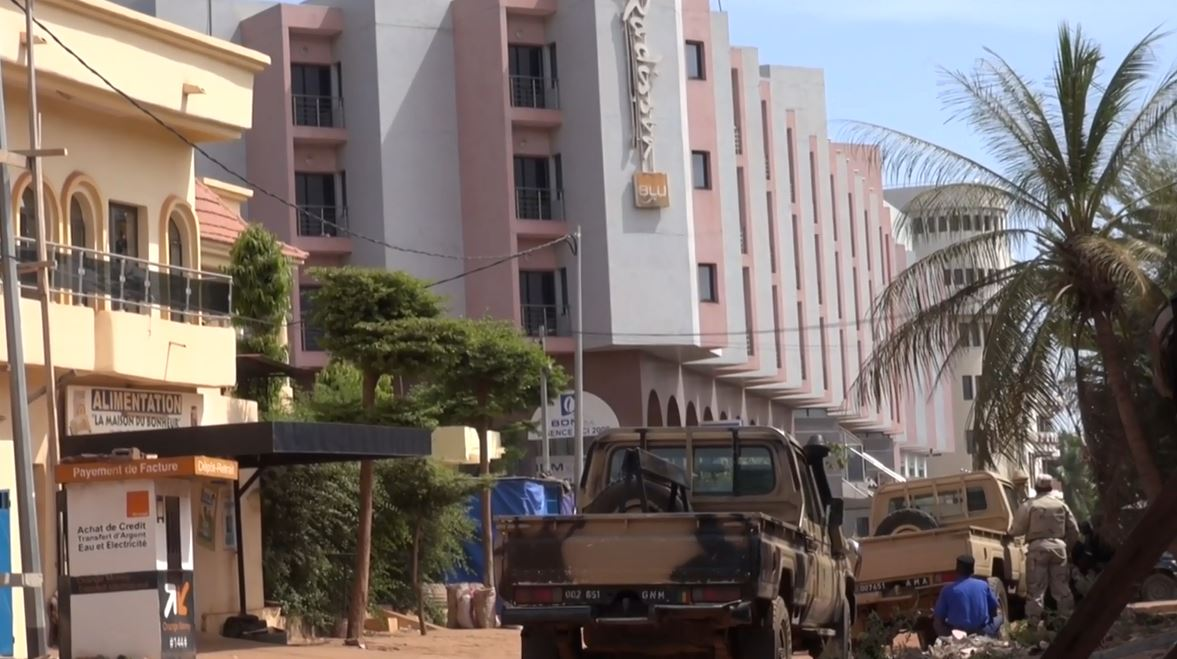
Vue du Radisson Blu de Bamako lors de l'attaque du 20 novembre.

En octobre, AQMI assassine deux Touaregs accusés d'« espionnage » pour le compte des Français,. Le 20 novembre, deux hommes d'Al-Mourabitoune pénètrent dans l'hôtel Radisson Blu de Bamako et massacrent 20 personnes, principalement des clients étrangers, avant d'être abattus par les forces françaises et maliennes. Le 28 novembre, le camp de la MINUSMA à Kidal est frappé par des tirs de mortiers revendiqués par Ansar Dine, deux Casques bleus guinéens sont tués, ainsi qu'un civil contractuel, et 14 à 20 personnes blessées,,.
Le 4 décembre, Abdelmalek Droukdel annonce officiellement le ralliement à Al-Qaïda au Maghreb islamique d'Al-Mourabitoune et de son émir Mokhtar Belmokhtar,.
Le 13 décembre, des militaires maliens sont attaqués par des djihadistes d'Ansar Dine à Niono, un d'entre eux est tué, un autre blessé, deux sont portés disparus et un véhicule est emporté,,. Le 17 décembre à Tombouctou, trois personnes, dont un animateur, sont assassinées par un homme armé devant la radio Tahanite,.
En décembre 2015, plusieurs centaines de réfugiés syriens sont signalés dans le nord du Mali. Après être arrivés en Mauritanie par avion, ces derniers cherchent alors à gagner l'Algérie en passant par le Mali qui ne réclame pas de visa. La plupart franchissent la frontière à Bassikounou en passant par le camp de réfugiés de M'bera, puis ils gagnent la ville de Ber, pour ensuite se rendre à In Khalil,,,.
La nuit du 19 au 20, l'armée française attaque un groupe de combattants près de Ménaka. Selon l'armée française, une dizaine de djihadistes du groupe Al-Mourabitoune sont tués,. Cependant le 22 décembre, le MAA loyaliste, de la Plateforme pro-Bamako, affirme que l'attaque française a été menée en réalité contre ses forces à In Araben et que douze de ses hommes ont été tués. L'armée française dément,,,,,,.
Le 19 décembre, le MNLA mène un raid du côté de Boghassa dans lequel quatre djihadistes sont tués et quatre autres faits prisonniers. En représailles, le 24 décembre, Ansar Dine prend d'assaut le poste du MNLA à Talahandak, tue une dizaine de combattants et délivre les prisonniers, puis tend une embuscade le lendemain à des forces envoyées en renfort. Au total, 21 combattants du MNLA et 15 hommes d'Ansar Dine auraient été tués dans ces combats,,.

#### Opérations maliennes
À la fin de l'année 2015, l'armée malienne, en riposte aux attaques djihadistes dans le Centre, lance pour trois mois l'opération Seno (sable, terre, terroir en langue peule) en pays Dogon avec des soldats de l'armée, des gendarmes et des éléments de la Garde nationale. Cette opération est une des plus importantes de l'armée malienne depuis 2013.
Dans le cadre de cette opération, l'armée malienne a commencé à s'appuyer pour servir d'éclaireurs à des membres de la confrérie traditionnelle des chasseurs, ouvrant la voie à une spirale de violences intercommunautaires. Ainsi, un an plus tard, le chef de la confrérie, Théodore Soumbounou, est assassiné par des djihadistes peuls, ce qui suscitera en réaction la création de la milice dogon Dan Na Ambassagou.

### 2016

#### Guérilla des djihadistes

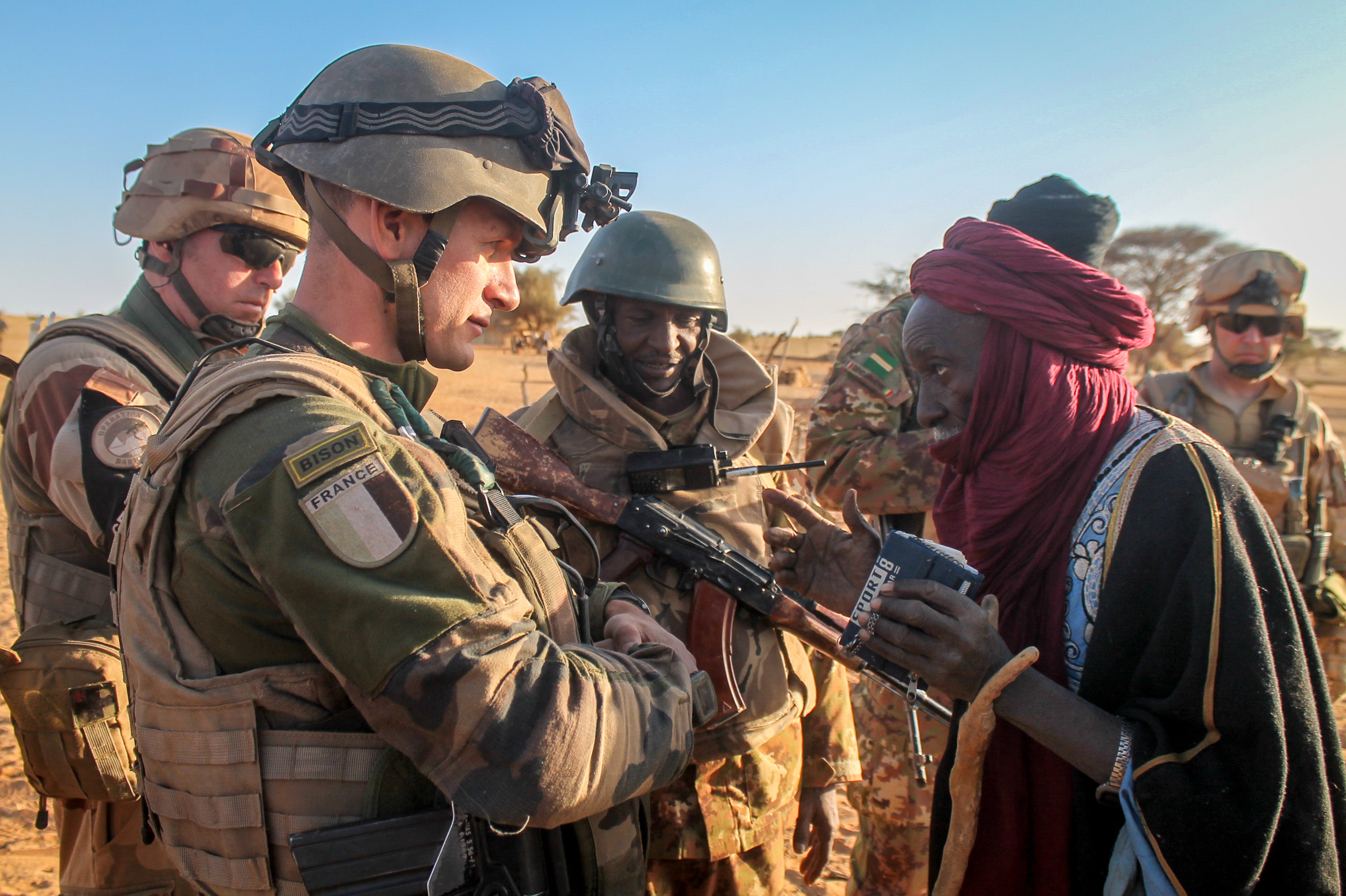
Des militaires français du régiment d'infanterie et des militaires maliens, le 17 mars 2016.

Le 15 janvier 2016, une embuscade près de Goundam contre un convoi de vivres fait deux morts et trois blessés parmi les soldats maliens, quatre assaillants sont tués et trois autres blessés et capturés. Un paramilitaire est également tué le même jour par des djihadistes dans une autre attaque à Dioura,. La CMA accuse l'armée malienne d'avoir en représailles assassiné six personnes dans le village de Zenzene et près du camp militaire de Goundam. Trois gendarmes sont tués la nuit du 19 au 20 janvier dans une embuscade près de Mopti. Quatre soldats maliens sont tués le 28 janvier, un par balles près de Tombouctou et trois autres par l'explosion d'une mine près de Douentza. Le 5 février, un petit groupe de combattants d'AQMI attaque un camp de policiers de la MINUSMA, à l'ancien l'hôtel La Palmeraie à Tombouctou, quatre assaillants sont tués, dont un kamikaze, tandis que l'armée malienne déplore un officier tué et trois soldats blessés,,. Le 9 février, l'explosion d'une mine à Mondoro dans la région de Mopti fait trois morts et deux blessés dans les rangs de l'armée malienne,. Non loin de là, le 11 février, un douanier et deux civils sont tués à Hombori par trois hommes armés. Le matin du 12 février, une pluie de roquettes s'abat sur le camp de la MINUSMA à Kidal et un véhicule conduit par un kamikaze mauritanien se fait exploser, sept soldats guinéens sont tués, dont une femme, et 35 autres Casques bleus sont blessés, l'attaque est revendiquée par Ansar Dine,,,,,,,,. Le même jour, une embuscade revendiquée par AQMI entre Tombouctou et Goundam coûte la vie à trois soldats maliens et fait deux blessés,.
Le 25 février et le 12 mars, à Kidal et Tessalit des incidents éclatent au sein de l'armée tchadienne et font quatre morts. Les soldats se plaignent de leurs difficiles conditions de vie, certains n'ayant pas été relevés du front malien depuis 2013.
Le soir du 21 mars, au moins deux djihadistes attaquent l'hôtel de l'EUTM Mali à Bamako, après quelques minutes de fusillades avec des soldats tchèques, un des assaillants est tué et l'autre prend la fuite après avoir été blessé. L'attaque est revendiquée le lendemain par AQMI,,,,. Le 28 mars, deux soldats maliens sont tués par un engin explosif à Bambara Maoudé. Pendant le mois de mars, les armées française et malienne mène une opération baptisée « Ossau » dans la région de Gao dans laquelle une dizaine d'insurgés sont « neutralisés »,,. Le 29 mars, Souleymane Keïta, chef d'Ansar Dine dans le sud du Mali, est arrêté près de Sokolo par les forces spéciales des services de renseignements maliens. Cinq autres djihadistes sont arrêtés par les Maliens le 7 avril près de la frontière mauritanienne. Le 12 avril, trois soldats français sont tués ou mortellement blessés par l'explosion d'une mine près de Tessalit,,. Le 13 avril, des djihadistes attaquent la localité de Boni ; un assaillant est tué et cinq autres sont arrêtés selon des militaires maliens, Ansar Dine revendique l'attaque et affirme avoir tué cinq soldats maliens. Le 23 avril, deux soldats maliens sont tués dans une embuscade entre Goundam et Acharane.
Le 18 avril, des femmes et des jeunes manifestent à l'aéroport de Kidal contre les forces étrangères en dénonçant des arrestations « arbitraires », deux manifestants sont tués par des tirs venus des Casques bleus,,,,,.
Le mois de mai 2016 est particulièrement meurtrier. Le 11 mai, des soldats maliens tombent dans une embuscade entre Hombori et Gossi, deux militaires sont tués dont le colonel Salif Baba Daou, chef adjoint de la région militaire de Gao,. La nuit du 13 au 14 mai, un médecin militaire malien est assassiné à Gao. Le 18 mai, cinq Casques bleus tchadiens sont tués et trois blessés, dont un mortellement, dans une embuscade tendue près d'Aguel'hoc par des hommes d'Ansar Dine,,. Le soir du 21 mai, des hommes armés à bord de deux véhicules attaquent un groupe de soldats maliens près de Goundam, ils leur tuent un homme et font quatre blessés. Le 27 mai, cinq soldats maliens sont tués et quatre blessés par l'explosion d'une mine, suivie d'une embuscade, entre Ansongo et Indelimane,. Le 29 mai, cinq Casques bleus togolais sont tués, et un autre grièvement blessé, dans une embuscade entre Ténenkou et Sévaré,,,. La nuit du 31 mai au 1er juin, une attaque menée par quatre djihadistes de la katiba Al-Mourabitoune d'AQMI vise le camp de la MINUSMA et le service de lutte antimines à Gao, trois assaillants, un Casque bleu chinois et un employé contractuel français sont tués, tandis que 11 travailleurs civils de la MINUSMA, quatre Casques bleus et deux gardes de sécurité maliens sont blessés,,,. Fin mai, l'armée française mène des opérations dans les régions de Kidal et Gao,. Dans un communiqué publié le 4 juin, AQMI reconnait la mort de quatre de ses hommes dans des combats contre les Français. Le 29 juin, quatre militaires maliens sont tués dans une embuscade tendue par AQMI entre Goundam et Tombouctou. La nuit du 30 juin au 1er juillet, deux gendarmes sont tués à Ménaka par deux hommes armés,. Le 9 juillet, deux soldats maliens sont tués lors d'un combat à Dinangourou, ainsi qu'un chef d'AQMI, le Mauritanien El Arbi Ould Dah, dit Aboubakar Al-Chinguetti,.
Le 12 juillet, malgré l'interdiction plusieurs centaines de jeunes manifestent contre la création d'autorités intérimaires prévu par l'Accord d'Alger. Les forces de sécurité maliennes tirent à balles réelles, faisant quatre morts et 31 blessés,,,,,.
Le 19 juillet, les djihadistes d'Ansar Dine et des rebelles peuls de l'ANSIPRJ attaquent la ville Nampala. La garnison malienne est mise en déroute, 17 soldats sont tués, 37 blessés et six sont portés disparus. Les assaillants incendient le camp militaire et des bâtiments publics avant de se replier,.
Le 21 juillet, quatre hommes de la CMA sont tués par des djihadistes dans l'attaque d'un camp à une trentaine de kilomètres au nord de Ber,.
Le 31 juillet, deux soldats maliens sont tués et trois blessés par l'explosion d'une mine près de Gossi. Le 7 août, un véhicule tchadien saute sur une mine entre Aguel'hoc et Anéfif, faisant un mort et quatre blessés parmi les Casques bleus. Les 7 et 8 août, deux embuscades sont menées par Ansar Dine contre l'armée malienne à Diafarabé et Dia, où cinq soldats et un djihadiste sont tués,. Le 2 septembre, les djihadistes prennent pendant quelques heures le contrôle de la ville de Boni,. Après cette attaque, le ministre malien de la Défense, Tiéman Hubert Coulibaly, est limogé. Puis, le 6 septembre, l'armée malienne lance une offensive dans le centre du pays. Mais, le 9 septembre, trois gardes nationaux sont tués et deux blessés près de Boni dans une embuscade revendiquée par l'ANSIPRJ. Le 3 octobre, deux Casques bleus sont tués à Aguel'hoc par des tirs de mortier. Le 13 octobre, une embuscade d'Ansar Dine à N'Goma Coura, entre Nampala et Diabaly, fait quatre morts et sept blessés dans les rangs des soldats maliens,. Le 4 novembre, un soldat français est mortellement blessé près d'Abeïbara par l'explosion d'une mine revendiquée par Ansar Dine,. Le 6 novembre, un Casque bleu togolais est tué et sept autres soldats sont blessés dans une embuscade à Bambara Maoudé. La nuit du 6 au 7 novembre, des hommes armés s'emparent de Banamba et libèrent 21 détenus de la prison,,,. Le 16 novembre, trois hommes du GATIA sont tués dans une embuscade tendue par des hommes d'Ansar Dine à Tisawached, près de la frontière algérienne dans la région de Kidal. Le 20 novembre, cinq soldats maliens sont tués dans une embuscade près de Douentza. La nuit du 5 au 6 décembre, la prison de Niono est attaquée à son tour par huit hommes d'Ansar Dine qui tuent un gardien et délivrent et 93 détenus,,. En décembre, un nouveau groupe djihadiste, Ansarul Islam, apparaît dans la région frontalière du Mali et du Burkina Faso.

#### Troubles communautaires et insurrections peules dans le centre du Mali
Des troubles communautaires secouent également la région de Mopti avec l'émergence du Front de libération du Macina, un groupe mystérieux à dominante peule,. L'association « Kawral poulakou » (« L'Union des Peuls ») accuse l'armée malienne d'avoir tué environ 15 civils peuls pendant le mois d'avril 2016,,. Cette association, regroupant responsables gouvernementaux, élus locaux, chefs religieux, associations et notables, avait affirmé le 8 mars 2016, être parvenue au cours de plusieurs semaines de négociations et d'une « campagne de sensibilisation », à convaincre 200 jeunes hommes de quitter les rangs des djihadistes. Il s'agirait selon eux essentiellement de membres du Front de libération du Macina dans la région de Mopti,,.
Le 1er mai, des affrontements communautaires éclatent dans le centre du Mali, opposant Peuls et Bambaras dans les localités de Koroguiri, Djoura et Maléimana, dans le Cercle de Ténenkou, et faisant 30 à 60 morts. Les miliciens bambaras affirment avoir affronté des djihadistes liés au Front de libération du Macina, tandis que les Peuls dénoncent des amalgames. Le calme revient au bout de quelques jours,,,,,.
Des affrontements communautaires opposent également des Peuls de Ganda Izo à des Touaregs imghad du GATIA. Le 14 mai, un incident entre les deux groupes à Ndaki, dans la commune de Gossi, fait trois morts,. La nuit du 11 au 12 juin, de nouveaux combats ont lieu à Gandamia et dans le village de Tiofol Ngoradji. Le 12 juin, des responsables des deux groupes se rencontrent à Bamako pour faire la paix,,.
Le 25 juin, 18 civils sont tués et 44 blessés dans des affrontements entre Bambaras et Markas dans le cercle de Djenné. Entre le 26 août et le 3 septembre, six autres civils sont tués dans des combats entre Bambaras et Peuls dans la région de Mopti.
Le 21 juin, une milice d'autodéfense peule est fondée : l'Alliance nationale pour la sauvegarde de l'identité peule et la restauration de la justice (ANSIPRJ), qui tout en s'opposant au djihadisme et à l'indépendantisme affirme que son « premier ennemi sur le terrain est l'armée malienne ». Quelques mois plus tard, en novembre, elle annonce cependant déposer les armes et s'inscrire dans le processus de paix,. Un autre groupe peul, le Mouvement pour la défense de la patrie (MDP), est formé en juin, mais il intègre quant à lui la Plateforme des mouvements du 14 juin 2014 d'Alger,.

#### Rupture des «pactes d'honneur»
Les 1er et 2 février 2016, entre plusieurs centaines et un millier d'hommes du GATIA menés par Ag Gamou entrent à Kidal avec le « consentement » de la CMA. Des tensions ont cependant lieu, certains membres de la CMA dénonçant une démonstration de force du GATIA, mais le 6 février un accord est conclu entre les deux factions et le GATIA s'engage à alléger son dispositif militaire à Kidal. Certains combattants se retirent vers Gao ou Ménaka dans les jours qui suivent,,,,,,,,.
Des affrontements éclatent aussi entre deux tribus touarègues, les Daoussahak et les Ibogaletane, à Inékar, à 50 kilomètres à l'ouest de Ménaka, après l'assassinat le 16 février d'un vieux chef. Du 16 au 23 février, les combats font une dizaine de morts,,,. Le 9 mars, les dirigeants des deux communautés annoncent à Bamako un accord de cessation des hostilités.
En juin, la situation se dégrade à Kidal entre les Touaregs imghad du GATIA et les Ifoghas du HCUA en lutte d'influence pour la gestion administrative et sécuritaire de la ville. Le 21 juillet, les combats éclatent entre les deux groupes, faisant plusieurs dizaines de morts. Le GATIA se retire de la ville le 22,,. Le 30 juillet, le GATIA et la CMA s'affrontent à nouveau à Edjerère, à 65 kilomètres au nord-est de Kidal, faisant de nouvelles victimes dans les deux camps,,,. Les combats reprennent au même endroit les 9 et 10 août,,,. Le 16 septembre, un nouvel accrochage à Intachdayte, à 85 kilomètres au nord-est de Kidal, fait une dizaine de morts,. Après avoir échoué à prendre Kidal, le GATIA cherche alors à isoler la ville en prenant d'autres localités de la région et en coupant les axes routiers, il prend ainsi sans rencontrer de résistance le contrôle de In Khalil et Inekabawatane,,,,. Le 21 septembre la médiation internationale exige la fin des affrontements et menace les belligérants de sanctions,,,. Mais en décembre, des escarmouches entre la CMA et la Plateforme sont encore signalées. À cette période, les relations entre l'armée française et les groupes de la CMA se tendent également.
En septembre 2016, une partie de forces de la CMA font scission dans la région de Ménaka et fondent le Mouvement pour le salut de l'Azawad (MSA), qui sans vouloir rompre avec la CMA, se montre plus conciliant avec le GATIA,,. En octobre, un autre groupe, le Congrès pour la justice dans l'Azawad (CJA), est fondé pour représenter la tribu touarègue des Kel Ansar, il ne se déclare pas en guerre contre le gouvernement malien et affirme vouloir intégrer le processus de paix.

### 2017

#### Formation du Groupe de soutien à l'islam et aux musulmans et poursuite des attaques djihadistes

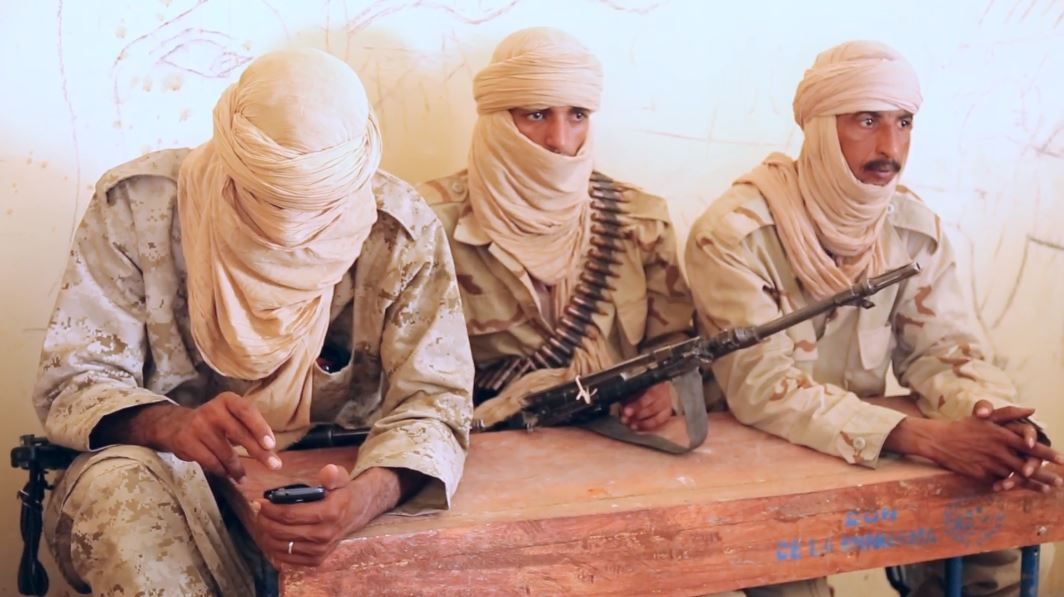
Des rebelles de la CMA à Ber, lors d'une réunion avec des représentants de l'ONU, en janvier 2017.

En janvier 2017, les attaques se succèdent, faisant plus de 100 morts. Le 11 janvier 2017, cinq soldats maliens sont tués par l'explosion d'une mine entre Ségou et Mopti. Le 18 janvier, un kamikaze se fait exploser dans un camp militaire à Gao, au milieu de combattants des groupes armés de la CMA et de la Plateforme, qui s'étaient réunis pour mener des patrouilles mixtes dans le cadre Mécanisme opérationnel de coordination (MOC), convenu lors de l'accord d'Alger. Revendiqué par AQMI, l'attentat fait 54 à 77 morts et une centaine de blessés, soit le bilan de plus lourd de l'histoire du Mali,. Le même jour de l'attentat de Gao, trois soldats maliens sont tués à Goundam et le maire de Boni est assassiné,,. Le 21 janvier, le GATIA affirme qu'un de ses détachements a été attaqué par la CMA près de Tin-Essako et que 14 de ses hommes ont été tués,,,. La CMA dément et affirme n'avoir mené aucune attaque. Le 22 janvier, trois soldats maliens sont tués par l'explosion d'une mine entre Gossi et Gao. Le 23 janvier un Casque bleu tchadien est tué par des tirs de mortier à Aguel'hoc,. Le 28 janvier, le maire de Mondoro est assassiné à son tour. Le 2 février, un gendarme et un civil sont tués à Ténenkou. Le 4 février, une patrouille de l'armée malienne est attaquée à Ménaka, quatre soldats sont tués et huit blessés. La nuit du 4 au 5 février, une attaque à Madina Coura, près de Mopti, fait quatre morts parmi les gendarmes. Dans la nuit du 19 au 20 février, près de Boghassa, quatre djihadistes sont tués par les Français et six tonnes de munitions et d'explosifs sont récupérées,.

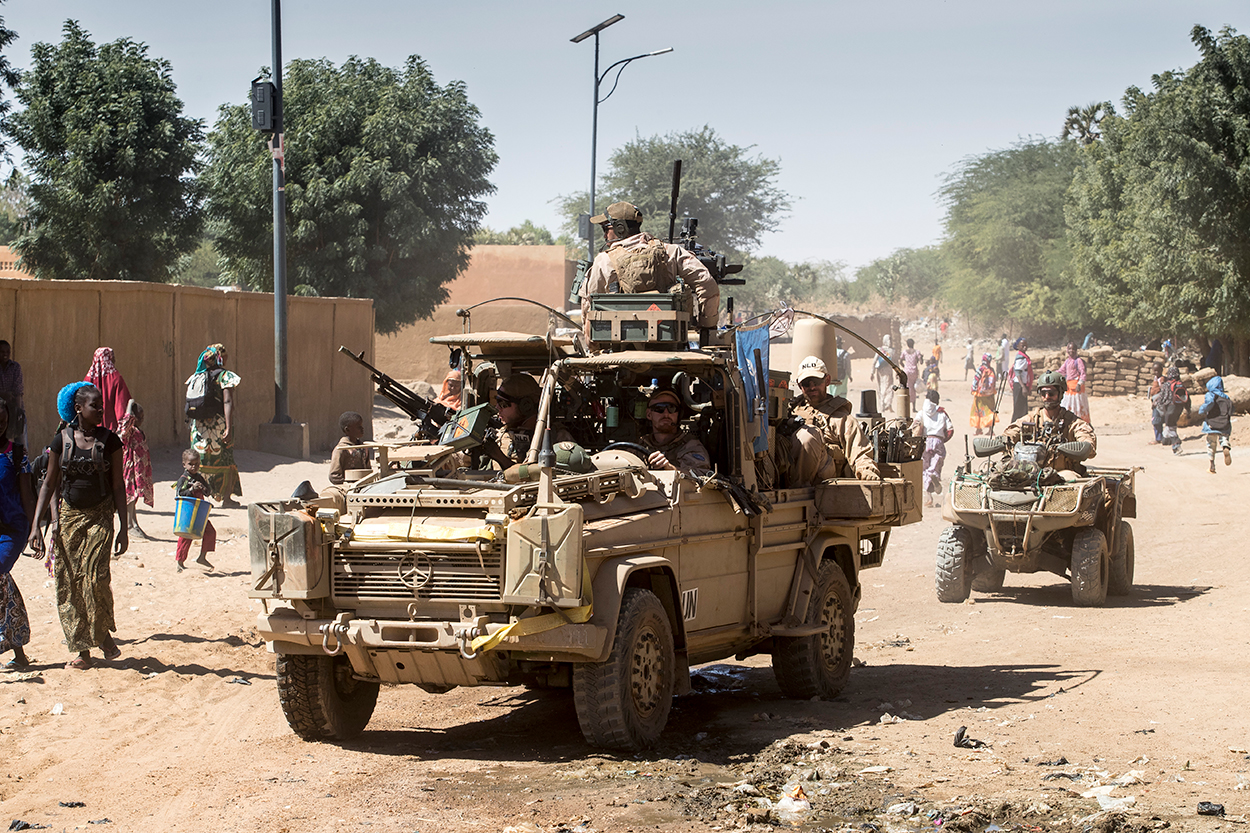
Casques bleus néerlandais à Gao le 30 janvier 2017.

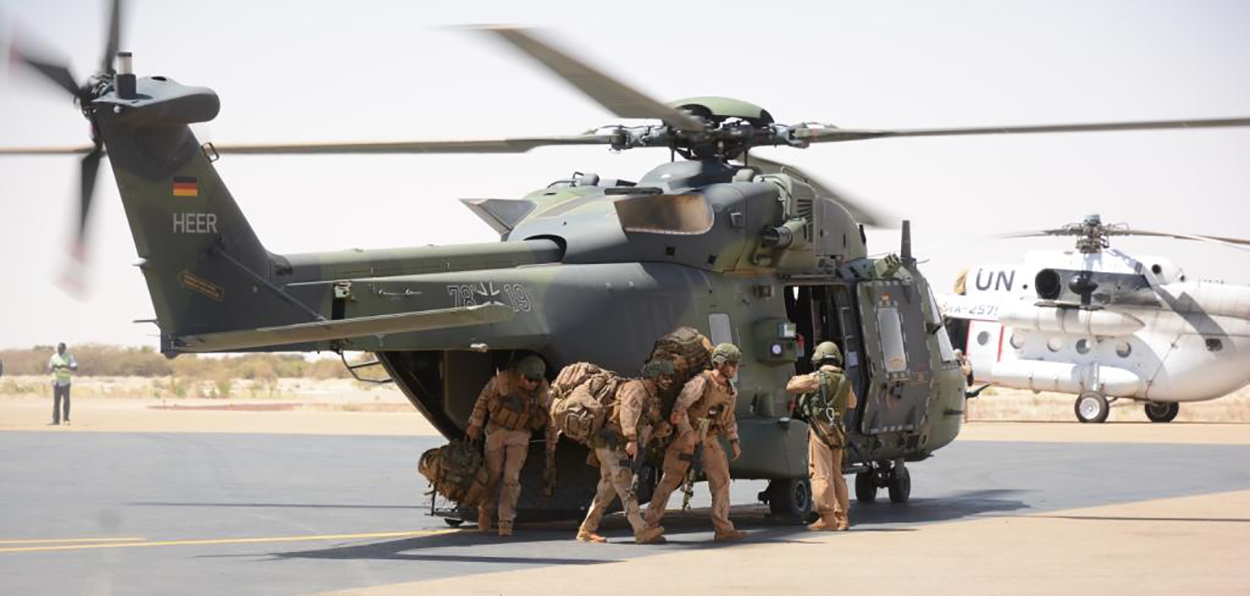
Un hélicoptère allemand NH90 à Tombouctou en mars 2017.

Le 1er mars 2017, Ansar Dine, AQMI au Sahara, la katiba Al-Mourabitoune et la katiba Macina annoncent leur union au sein d'une seule structure ; le Groupe de soutien à l'islam et aux musulmans (GSIM) — ou Jamaat Nosrat al-Islam wal-Mouslimine (JNIM) — sous la direction de Iyad Ag Ghali,. Le 5 mars 2017, les djihadistes du Groupe de soutien à l'islam et aux musulmans tuent onze militaires maliens dans une attaque à Boulkessi, près de la frontière avec le Burkina Faso,. La nuit du 25 au 26 mars, au moins deux ou trois soldats sont tués dans une attaque djihadiste à Almoustarat,. Le 29 mars, le Groupe de soutien à l'islam et aux musulmans attaque une nouvelle fois Boulkessi et tue deux gendarmes et un civil,.
Entre le 27 mars et le 10 avril, une opération baptisée « Panga » est menée par 1 300 soldats maliens, burkinabés et français dans la forêt de Foulsaré, aussi appelée forêt de Fhero, à la frontière entre le Mali et le Burkina Faso. Le 5 avril, un soldat français est tué dans un accrochage avec des hommes du GSIM,,,,,,. En douze jours de fouilles, deux djihadistes sont tués, huit faits prisonniers, et entre plusieurs dizaines et 200 suspects sont arrêtés,,.
Le 7 avril, une attaque djihadiste contre le MAA loyaliste fait deux morts et six blessés à Anéfis. Le 8 avril, le quartier-général du CJA est attaqué à son tour à Gargando, quatre combattants touaregs et un civil trouvent la mort.

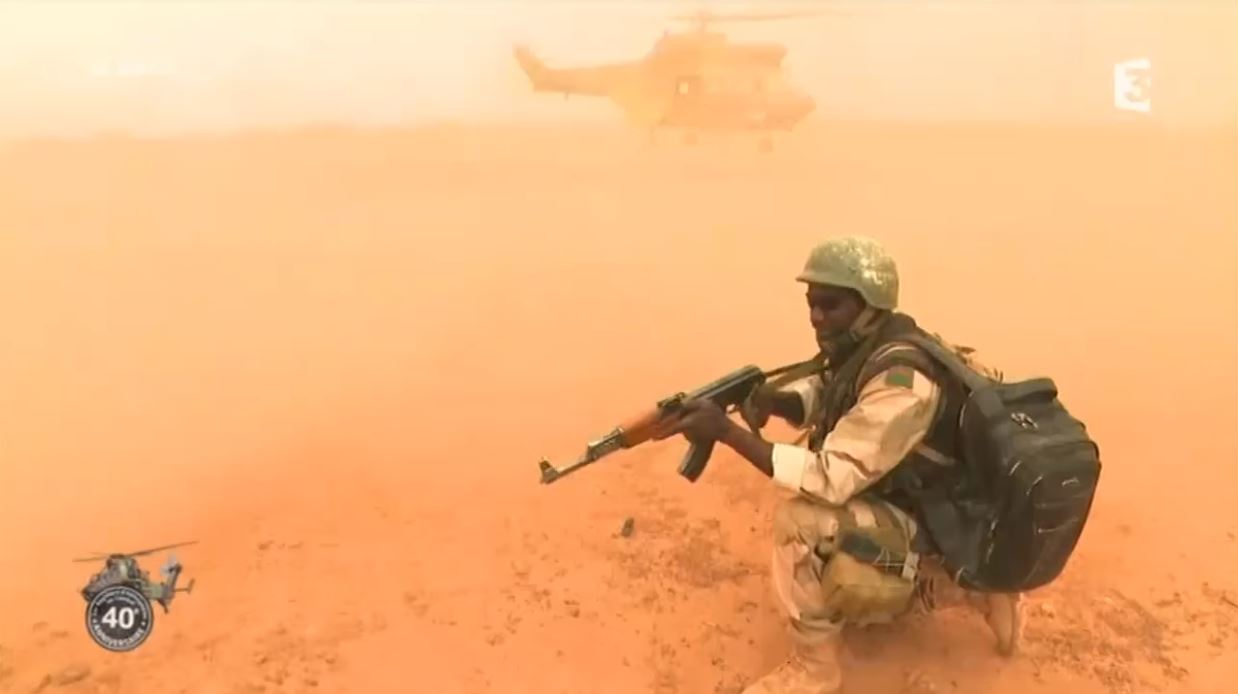
Soldat malien déposé par un hélicoptère français Puma lors d'une opération au nord-est de Gao, en juin 2017.

Le 18 avril, le Groupe de soutien à l'islam et aux musulmans attaque Gourma-Rharous. Les djihadistes tuent cinq militaires, s'emparent de pick-up et de matériel militaire, puis ils se replient. Mais ils sont interceptés peu après par les troupes françaises qui leur tuent une dizaine d'hommes. Les 29 et 30 avril, l'armée française mène une nouvelle opération, baptisée « Bayard », dans la forêt de Fouslaré au cours de laquelle une vingtaine djihadistes sont mis hors combat. Le 2 mai, un convoi de l'armée malienne tombe dans une embuscade entre Nampala et Dogofry, neuf soldats sont tués et cinq blessés. Le 7 mai, sept militaires maliens sont tués et 17 autres blessés par un véhicule piégé et des tirs de roquettes dans le village d'Almoustrat,. Le 3 mai, un Casque bleu libérien est tué par des obus tirés contre le camp militaire à Tombouctou. Le 23 mai, deux Casques bleus tchadiens sont tués dans une embuscade lors d'une patrouille près d'Aguel'hoc. Dans la nuit du 30 au 31 mai, l'armée française mène une attaque dans la forêt de Serma et tue une vingtaine de djihadistes,.
Le 31 mai 2017, six soldats sont tués et plusieurs véhicules enlevés par l'État islamique dans une attaque à Abala, au Niger. Les assaillants se replient ensuite au Mali, mais ils y sont attaqués par l'armée malienne, l'armée française et les miliciens touaregs du GATIA et du MSA : quinze d'entre-eux sont tués,. En réponse Adnane Abou Walid al-Sahraoui, le chef de l'EI au Sahel, accuse dans une missive les Touaregs imghad et daoussahak d'être les complices de la France et du Niger, et menace particulièrement les chefs du MSA et du GATIA : Moussa Ag Acharatoumane et El Hadj Ag Gamou.
Le 1er juin, un convoi de l'armée malienne tombe dans une nouvelle embuscade entre Diabaly et Nampala, près du village de Tikerefinadji : trois soldats sont tués et trois blessés selon le ministère de la Défense, tandis que le Groupe de soutien à l'islam et aux musulmans revendique l'attaque, affirmant avoir tué neuf militaires contre deux morts dans ses rangs,. Le 8 juin, quatre Casques bleus guinéens sont tués dans une embuscade à Kidal,,,. Le 16 juin, un militaire malien est tué par une mine près d'Ansongo. Le 17 juin, au moins cinq soldats maliens sont tués, huit blessés, et plusieurs autres portés disparus dans une attaque à Bintagoungou,. Dans la nuit du 17 au 18 juin, un soldat français est tué accidentellement dans la région d'Almoustarat. Le 18 juin, un centre de villégiature est attaqué près de Bamako : trois civils, deux militaires et quatre terroristes sont tués dans cet attentat revendiqué par le Groupe de soutien à l'islam et aux musulmans.
Le 4 juillet, une centaine de djihadistes occupent la ville de Dialloubé. Dans la nuit du 8 au 9 juillet, les forces maliennes repoussent l'attaque d'une dizaine hommes armés à moto contre les postes de gendarmerie, de police et de douane à Bénéna. Le 9 juillet, huit militaires maliens sont tués, dont certains victimes d'exécutions sommaires, lors d'une embuscade contre un convoi à Inkadogotane, à une soixantaine de kilomètres au sud de Ménaka. Le lendemain, les troupes françaises et maliennes mènent une attaque contre deux véhicules repérés au nord de Gao : une douzaine de djihadistes sont abattus et un autre est capturé. Le 25 juillet, au moins quatre civils touaregs de la tribu des Imghads, dont un enfant, sont assassinés à Intessikite, à une quarantaine de kilomètres de la ville de Ménaka, par des hommes suspectés de faire partie de l'État islamique dans le Grand Sahara. Le 26 juillet, un hélicoptère Tigre s'écrase accidentellement près de Tabankort, au nord de Gao, entraînant la mort des deux Casques bleus allemands présents à l'intérieur.
Le 14 août, un camp est attaqué à Douentza : un soldat malien et un Casque bleu togolais sont tués, ainsi que deux assaillants,. Le même jour, une autre attaque est menée contre la MINUSMA à Tombouctou : cinq gardes et un gendarme maliens, un agent civil contractuel de la MINUSMA et six djihadistes sont tués,,.
Le 8 septembre, deux djihadistes sont tués par des soldats français à Ndaki, dans la région de Gao. Le 14 septembre, deux gardes nationaux maliens sont abattus, un troisième blessé et un quatrième porté disparu dans une embuscade près de Ménaka. Le 20 septembre, un garde national est tué dans une embuscade entre Ansongo et Ménaka, tandis qu'à Kidal une dizaine d'obus s'abattent sur le camp de la MINUSMA et des Casques bleus se retrouvent pris sous le feu d'hommes armés. Le 24 septembre, trois Casques bleus bangladais sont tués et cinq blessés par l'explosion d'un engin explosif sur la route entre Gao et Anéfif,.
À l'automne 2017, des combats ont également lieu dans la région de Ménaka entre le MSA et un groupe non-identifié. Le 25 septembre, un poste du MSA est attaqué à Tamalate, au sud-est de Ménaka : le groupe touareg déplore deux tués et revendique la mort de cinq assaillants, plus des prisonniers,,. Le 4 octobre, une nouvelle attaque est menée à Tankademi : le MSA compte deux morts et deux blessés et affirme avoir abattu une quinzaine d'assaillants,.
Dans la nuit du 23 au 24 octobre, l'armée française mène un raid contre un groupe de djihadistes à Tin Biden, près d'Abeïbara : elle revendique la mort de quinze djihadistes, mais le Groupe de soutien à l'islam et aux musulmans publie peu après un communiqué dans lequel il affirme que seulement trois de ses hommes sont morts, mais que onze soldats maliens retenus prisonniers ont été tués par les bombardements français ; ce que l'armée française dément à son tour,.

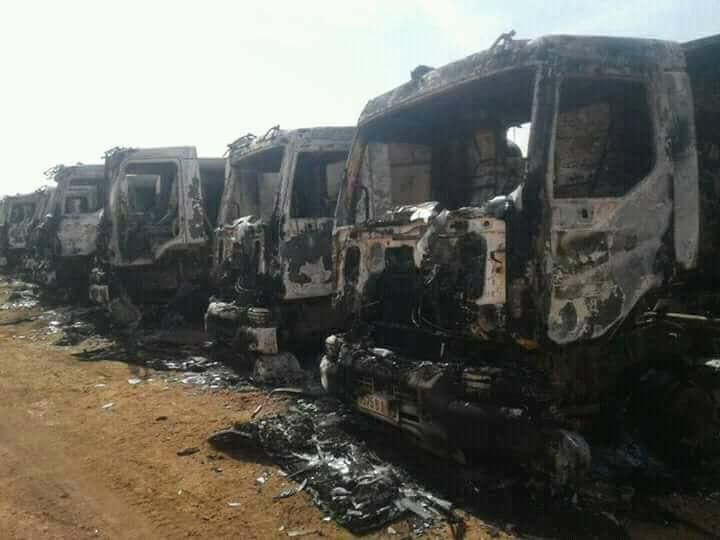
Camions détruits à Soumpi le 25 octobre 2017.

Deux soldats maliens sont tués et un blessé dans une attaque contre le village de Soumpi, près de Niafunké, dans la nuit du 24 au 25 octobre. Plusieurs camions de la société Sogea-Satom, destinés à la construction d'une route entre Tombouctou et Niono, sont détruits dans l'attaque. Le 26 octobre, quatre soldats tchadiens sont tués ou mortellement blessés par des mines près d'Aguel'hoc,. Le 31 octobre, cinq soldats maliens sont tués par l'explosion d'une mine près de Ténenkou.
Le 1er novembre, le G5 Sahel lance sa première opération militaire — baptisée Hawbi — plusieurs centaines de soldats maliens, burkinabés, nigériens et français effectuent une démonstration de force dans la région de N'Tillit,,,.
Le 6 novembre, plusieurs attaques sont menées par le Groupe de soutien à l'islam et aux musulmans : quatre transporteurs civils de la MINUSMA, deux djihadistes et un garde national malien sont tués dans une embuscade près de Konna ; quatre civils sont tués par l'explosion d'une mine près de Gao ; un garde national et un gendarme sont tués à Gossi ; et un notable de la localité de Fatoma est assassiné, deux jours après la visite d'une délégation gouvernementale conduite par le Premier ministre,. Le 24 novembre, trois Casques bleus nigériens et un soldat malien trouvent la mort dans une embuscade à Indelimane, entre Ansongo et Ménaka, tandis qu'un Casque bleu burkinabé est tué près de Douentza,. Le 15 décembre, quatre attaques sont menées contre la MINUSMA en pleine ville de Kidal ; elles sont repoussées mais un Casque bleu guinéen est mortellement touché,. Le 21 décembre, l'armée malienne annonce avoir repoussé une attaque près de Niono et abattu cinq assaillants contre la perte d'un homme dans ses rangs. Le 28 décembre, trois soldats maliens sont tués par l'explosion d'une mine dans la zone de Boulikessi, près de la frontière avec le Burkina Faso.

#### Mise en place des patrouilles mixtes et des autorités intérimaires
Retardées à plusieurs reprises, des mesures prévues par l'Accord d'Alger commencent à être appliquées. Les premières patrouilles mixtes du Mécanisme opérationnel de coordination (MOC) — regroupant anciens rebelles, miliciens loyalistes et soldats maliens — ont lieu à Gao le 23 février 2017. Début mars, après un an et demi de tractations, les « autorités intérimaires » commencent à être mises en place à Ménaka, Gao, Tombouctou et Kidal,. Cependant certains groupes armés ne sont pas satisfaits et estiment ne pas être représentés. Ainsi à Gao, les hommes de Ganda Izo prennent le contrôle de l'assemblée pendant trois jours,. Puis à Tombouctou, des forces du CJA et du MAA encerclent la ville à partir du 3 mars pour s'opposer à la mise en place des autorités intérimaires tant que des représentants de leur mouvement n'y sont pas intégrés ; des échanges de tirs ont lieu le 6 mars, faisant quelques morts,,,,,,,,. Les autorités intérimaires sont finalement installées à Kidal, Gao et Ménaka, mais la situation reste incertaine pendant plusieurs semaines à Tombouctou et Taoudeni. Le 20 avril, le CJA annonce avoir obtenu un accord et retire ses troupes de Tombouctou,. Les autorités intérimaires sont alors installées dans les cinq régions du Nord,,. Elles sont chargées de veiller à la tenue des élections régionales et communales de juillet, de fournir aux habitants les services sociaux de base et d'assurer le retour des déplacés et des réfugiés.

#### Conflit entre le CMA et le GATIA
Le 2 mai, des combats éclatent à Banguel, près de Gourma-Rharous, entre les hommes du GATIA et ceux de Ganda Koy, faisant un mort chez les premiers, quatre chez les seconds.
Début juin, de nouvelles violences éclatent dans la région de Kidal entre Touaregs idnanes de la CMA et Touaregs imghads du GATIA, faisant environ 10 à 30 morts,,,,. Des exécutions sommaires sont commises,. Le 6 juillet, un nouvel affrontement entre des hommes de la CMA et du GATIA fait au moins trois morts au sud d'Aguel'hoc,. Le 11 juillet, la CMA s'empare d'Anéfis,,,,. Le 26 juillet, elle prend d'assaut le village de Takellote au sud de Kidal et chasse le GATIA qui perd plusieurs dizaines d'hommes et l'une de ses plus importantes positions dans la région,,,. Le 27 juillet, le GATIA abandonne Inafarak, près d'In Khalil, et se replie vers la région de Gao Le 29 juillet, les troupes de la CMA poussent plus au sud et entrent dans la ville de Ménaka, sans rencontrer de résistance de la part du MSA et de l'armée malienne qui restent sur place, ni du GATIA qui bat en retraite,,,. Une trêve est finalement conclue le 22 août entre la CMA et le GATIA. Le 23 août, un gouverneur représentant l'État malien revient à Kidal pour la première fois depuis mai 2014. Le 20 septembre, un accord de cessez-le-feu est signé entre la CMA et la Plateforme,. Cependant en octobre, un rapport de l'ONU déplore que « presque aucun progrès n'a été fait dans l'application de l'accord de paix » au cours de l'année,.

#### Affrontements intercommunautaires dans le centre du Mali
En février et mars 2017, des affrontements intercommunautaires reprennent entre chasseurs dozos et éleveurs peuls. Selon Human Rights Watch, le 11 février, un commerçant bambara est assassiné par deux combattants peuls dans le village de Diawaribougou, près de Macina. Une centaine de chasseurs dozos bambaras mènent alors des actions de représailles contre les Peuls qui font au moins 20 à 30 morts, dont des enfants, certaines victimes sont brûlées vives,,. Puis le 18 février, neuf commerçants bozos et bambaras sont exécutés par des Peuls. Vers le 20 février, trois éleveurs peuls sont tués par des dozos. Le 21 février, dix dozos sont tués et treize blessés dans une embuscade près de Diabaly. Le 22 mars, des affrontements entre chasseurs dozos et éleveurs peuls près de Diabaly font encore au moins huit morts et treize blessés.
Le 16 juin, de violents affrontements éclatent entre Peuls et Dogons dans les environs de la localité de Dioungani. À la date du 20 juin, les combats auraient fait au moins 32 morts.

### 2018

#### Difficultés dans l'application de l'accord de paix
Le 25 janvier 2018, le Conseil de sécurité des Nations unies hausse le ton contre l'État malien et critique sa lenteur dans la mise en œuvre de l'accord de paix d'Alger ; il menace alors pour la première fois Bamako de sanctions en cas de nouveau retard,. Le 24 janvier, le Secrétaire général des Nations unies António Guterres rend public un rapport dans lequel il juge la situation « extrêmement préoccupante […] en particulier dans les régions de Mopti et de Ségou, où il y a eu davantage d'actes terroristes que dans l'ensemble des cinq régions du nord. […] C'est là, dorénavant, que se joue l'avenir du Mali. Il faut sécuriser cette zone dans les prochains mois ».
Au cours de l'année 2018, les troupes françaises de la force Barkhane reçoivent quelques renforts venus d'Europe. Ainsi en juillet 2018, le Royaume-Uni déploie au Mali trois hélicoptères CH-47 Chinook et 90 hommes de la Royal Air Force. Puis en août 2018, une cinquantaine de soldats estoniens sont déployés à leur tour à Gao,,.
Pendant ce temps, les attaques djihadistes se poursuivent sans faiblir,,. Les combats ont lieu principalement dans deux zones : à l'est dans la région de Ménaka, et au centre dans les régions de Mopti, Tombouctou et Gao.

#### Flambée de violence dans la région de Ménaka
En 2018, une flambée de violence a lieu au sud de Ménaka et dans le Liptako, aussi appelée la zone des trois frontières, sur les limites du Mali, du Niger, et du Burkina Faso,. Les affrontements dans cette région opposent principalement des milices touarègues du MSA et du GATIA, parfois appuyés par les forces maliennes et françaises, aux djihadistes de l'État islamique dans le Grand Sahara.
Le 6 janvier, un poste du GATIA est attaqué à Andéramboukane : trois à quatre combattants touaregs sont tués et un blessé par au moins huit hommes armés probablement affiliés à l'État islamique dans le Grand Sahara ou au HCUA,. Le 11 janvier, un convoi français est attaqué par un kamikaze au volant d'un véhicule piégé entre Indelimane et Ménaka : trois soldats sont blessés. Le 28 janvier, cinq soldats maliens sont tués dans une attaque contre le camp militaire de Ménaka,. Les 2 et 3 février, des violences ont lieu à Inwelane, dans la commune de Talataye où quatre civils sont assassinés par des djihadistes, tandis qu'au moins trois combattants de l'État islamique dans le Grand Sahara et un homme du MSA sont tués dans des combats,,,,,. Après cette tuerie, le MSA et le GATIA lancent une offensive contre l'État islamique,. À cette période, l'armée française, l'armée malienne, le MSA et le GATIA commencent également à coopérer et à mener des opérations communes contre les djihadistes. Le 17 février, des affrontements opposent le GATIA et le MSA à des hommes armés à Intameda, à l'ouest de Ménaka : les premiers revendiquent la mort d'une dizaine de « bandits » contre deux blessés dans leurs rangs,,. Le même jour, à une centaine de kilomètres à l'est de Gao, des notables d'un village sont assassinés par des hommes de l'État islamique dans le Grand Sahara ; des hélicoptères français mènent ensuite un raid au cours duquel une dizaine de djihadistes sont tués,,,. Le 21 février, un blindé français saute sur une mine entre Gao et Ménaka : deux soldats sont tués et un autre est blessé. Le lendemain, l'armée française débute des opérations près de la frontière nigérienne en coopération avec des combattants touaregs du GATIA et du MSA ; au moins six djihadistes de l'État islamique sont faits prisonniers la première journée,,. Adnane Abou Walid al-Sahraoui est ciblé, mais il parvient de peu à s'échapper. La zone est ratissée jusqu'au 25 février. Du 9 au 13 mars, l'armée française, l'armée malienne et les Touaregs mènent deux autres opérations dans la région, l'une au sud d'Indelimane et l'autre au sud de Ménaka : selon l'armée française trois campements logistiques sont découverts et une dizaine de djihadistes sont « neutralisés »,,. Le 15 mars, l'armée française affirme que 60 djihadistes ont été tués ou faits prisonniers en un mois,,. Le 28 mars, une nouvelle opération est lancée par l'armée française, l'armée malienne, le MSA et le GATIA,,. Le 1er avril, ces forces tombent dans une embuscade tendue par une soixantaine de combattants de l'État islamique dans le Grand Sahara et du Groupe de soutien à l'islam et aux musulmans près d'Akabar. L'attaque est repoussée et une trentaine de djihadistes trouvent la mort lors des combats.
Les violences ont cependant un caractère en partie communautaire, le MSA et le GATIA étant principalement composés de Touaregs, tandis que les combattants de l'État islamique dans le Grand Sahara sont en majorité des Peuls. Plusieurs responsables peuls, dont le chef de la milice Ganda Izo, accusent alors le MSA et le GATIA d'exactions contre les membres de leur communauté,. En avril 2018, la MINUSMA accuse les mouvements armés d'avoir exécuté sommairement 95 personnes dans la région de Ménaka et de s'être rendus coupables de pillages et de déplacements forcés,,. Le 18 avril, 16 nomades touaregs sont massacrés par des Peuls dans le village de Tchigin Bawel. Cependant à la même période, le commandant en chef de la force Barkhane, le général Bruno Guibert, déclare que les violences et les attaques ont fortement diminué dans la région de Ménaka. Mais quelques jours plus tard, les 26 et 27 avril, des djihadistes de l'État islamique dans le Grand Sahara attaquent deux campements touaregs près d'Andéramboukane et massacrent 47 civils. Le 1er mai, deux autres massacres sont commis près de Ménaka dans les villages de Tindinbawén et Taylalene selon les GATIA et le MSA, qui affirment que 17 civils ont été tués et que certaines personnes sont mortes brûlées vives dans leurs maisons,. De leur côté, les communautés peules, et particulièrement celles de la région de Tillabéri, au Niger, dénoncent des amalgames et des règlements de comptes et accusent également le GATIA et le MSA d'attaques ayant causé la mort de dizaines de civils entre fin mars et fin avril. Le 18 mai, 17 civils peuls sont tués, dont onze dans une mosquée, lors d'une attaque menée par des hommes armés dans le hameau d'Aghay, dans la région de Tillabéri au Niger,. Le 26 mai, une attaque menée par de présumés membres de l'État islamique dans le Grand Sahara contre un poste du MSA à Talataye fait une vingtaine de morts parmi les combattants et les civils. Du 1er au 3 juin, des combats entre la coalition MSA-GATIA et l'État islamique ont lieu près de Ménaka, faisant trois morts chez les premiers et six chez les seconds,. Le 1er juillet, quatre combattants du MSA sont tués et trois blessés à Talataye après que leur véhicule ait sauté sur une mine. Le 15 juillet, environ 12 à 14 habitants du village d'Injagalane, près de Ménaka, sont tués par balles par des hommes suspectés d'être affiliés à l'État islamique dans le Grand Sahara,. De leur côté, le GATIA et le MSA affirment avoir affronté l'État islamique dans le Grand Sahara, près de Tamkoutat le 9 juillet, Inghalamane le 11 et Tintihidjrene le 18 ; les deux groupes déclarent que ces trois combats ont fait six morts dans leurs rangs contre 18 du côté des djihadistes,. Le 26 août, Mohamed Ag Almouner, dit « Tinka », un chef de l'État islamique dans le Grand Sahara, est tué par les Français dans la région de Ménaka,. Le 18 septembre, deux membres du MSA sont tués et trois blessés par l'explosion d'une mine à Tidinbawen, à une cinquantaine de kilomètres au sud d'Indelimane. Le 25 septembre, 27 civils touaregs de la fraction des Ibogolitans ou des Idourfan sont exécutés sommairement par des hommes armés près d'Inekar, à 45 kilomètres à l'ouest de Ménaka,,,. Les 28 et 29 septembre, 22 à 25 civils touaregs de la communauté idarfan sont encore massacrés par des hommes armés dans le village d'Amalaou-laou, près d'Ansongo,,,. Dans la nuit du 11 au 12 décembre, à Tinabaw et Tabangout-Tissalatatene, au sud de Ménaka, 43 à 47 civils touaregs sont encore massacrés par des hommes armés suspectés de faire partie de l'État islamique dans le Grand Sahara,. Le 19 décembre, une nouvelle attaque de l'État islamique contre des civils suivie d'un accrochage avec les hommes du MSA fait une vingtaine de morts à Abanguilou, près d'Andéramboukane. Le même jour, dans la soirée, six djihadistes à motos sont tués par une frappe aérienne française près de la frontière avec le Niger. Le soir du 15 janvier 2019 une attaque contre des civils touaregs et des combattants du MSA à Taghatert et Inekar-ouest, près de Ménaka, fait au moins 37 morts.

#### Opérations dans la région de Kidal
Le 14 février, au nord de la région de Kidal, les Français attaquent un groupe de djihadistes dans l'oued d'Inaghalawass, entre Boghassa et Tin Zaouatine : 23 sont tués ou faits prisonniers, dont les chefs Abou Hassan al-Ansari et Malick Ag Wanasnat,.
Le 5 avril, deux Casques bleus tchadiens sont tués et dix blessés par des tirs de mortiers contre le camp de la MINUSMA à Kidal,,.

#### Attaques djihadistes dans le centre du Mali
Le 25 janvier, un véhicule civil saute sur une mine près de la ville de Boni et ses 24 occupants, dont des femmes et des enfants, sont tués. Le même jour, la ville de Youwarou est attaquée : sept djihadistes et deux soldats maliens trouvent la mort dans l'affrontement. Le 27 janvier, les djihadistes s'emparent du camp militaire de Soumpi et abattent 14 soldats maliens. À Gossi, deux gardes nationaux sont abattus dans la nuit du 4 au 5 février. Le 9 février, cinq civils sont tués et 18 blessés par l'explosion d'un mine au passage d'un véhicule entre Déra et Konna. Le 27 février, six soldats maliens sont tués par l'explosion d'un engin explosif à Dioura, près de Karéri. Le 28, quatre Casques bleus bangladais sont tués à leur tour par l'explosion d'une mine entre Boni et Douentza,. Le 8 mars, une trentaine de djihadistes détruisent le chantier de construction d'un barrage, près de Djenné. Le même jour, l'armée malienne s'empare d'une base djihadiste à Dialloubé : environ dix combattants sont tués ou faits prisonniers et quatre soldats maliens sont tués par l'explosion d'une mine,. Le 28 mars, deux djihadistes sont tués dans une attaque contre un hôtel à Bandiagara. Le 29 mars, un véhicule du GSIM est intercepté par les Français près du village de Tékroumé, au nord de Tombouctou : deux djihadistes sont tués, dont un chef, Saïd Dagdag dit Abdourahmane al-Maghrebi, et un autre est fait prisonnier,. Le 6 avril, un Casque bleu nigérien est tué par balles à Gao. Le 7 avril, cinq djihadistes sont abattus par les Français au nord de Tombouctou.
Le 14 avril, le Groupe de soutien à l'islam et aux musulmans attaque le camp de la MINUSMA à Tombouctou avec trois véhicules kamikazes. L'assaut est cependant repoussés par les Casques bleus et les soldats français, qui abattent au moins quinze djihadistes.
Le 20 avril, l'armée malienne mène une opération dans la forêt de Tina, près de Ténenkou, et revendique la mort de quinze djihadistes. Le 19 mai, environ 12 civils sont tués par l'armée malienne à Boulikessi, près de la frontière avec le Burkina Faso,,,. Le 9 juin, une attaque djihadiste est repoussée à Boni : trois soldats maliens et une dizaine d'assaillants sont tués. Le même jour, trois soldats maliens sont tués et trois blessés dans une embuscade à Kadial, au nord-ouest de Mopti. Le 12 juin, l'armée malienne déclare avoir « neutralisé » dix terroristes à Karakindé, dans la région de Mopti.

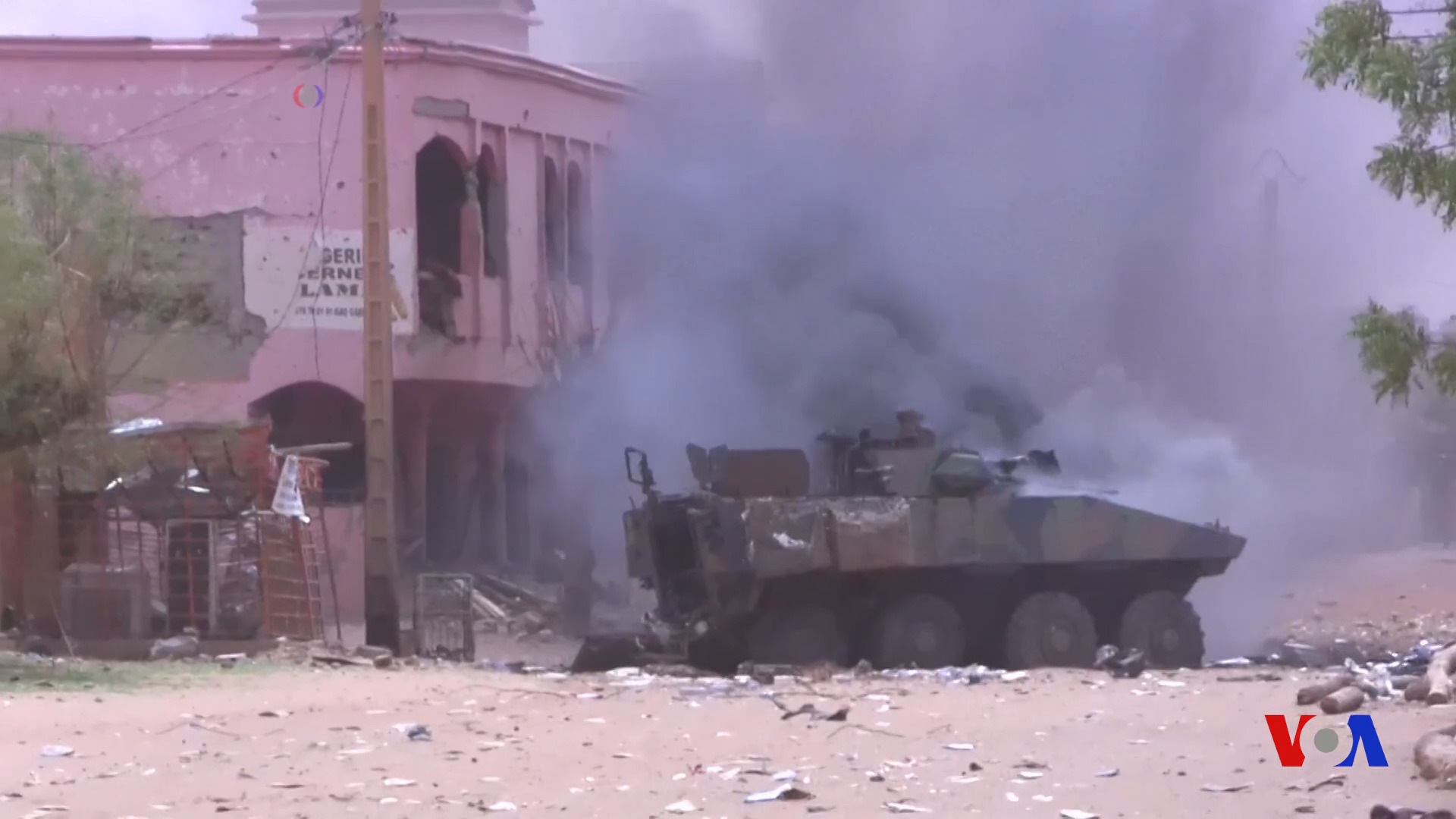
Un VBCI en feu après un attentat djihadiste à Gao le 1er juillet 2018.

Le 22 juin, une quinzaine de djihadistes sont tués par les troupes françaises et maliennes à Inabelbel, au sud-est de Tombouctou. Le 29 juin, le quartier-général du G5 Sahel à Sévaré est attaqué par un commando de six djihadistes : deux des assaillants sont tués, dont un kamikaze au volant d'un véhicule piégé, ainsi que deux soldats et un civil,. Le 1er juillet, un attentat kamikaze contre une patrouille franco-malienne à Gao provoque la mort de quatre civils, tandis que quatre soldats français et 23 autres civils sont également blessés,. Ces deux attaques sont revendiquées par le Groupe de soutien à l'islam et aux musulmans,.
Le 11 juillet, deux soldats maliens sont tués dans une embuscade près de Hombori. Le 22 juillet, un militaire malien et onze djihadistes sont tués dans un combat dans la forêt de Soumouni, entre Ténenkou et Macina. Le 31 juillet, un convoi malien tombe dans une embuscade entre Dogofry et Nampala : quatre soldats et huit djihadistes trouvent la mort lors de l'affrontement. Le 5 août, trois hommes du MNLA et du MAA trouvent la mort dans une attaque à Ber. Le 26 septembre, sept soldats maliens et un chauffeur civil sont tués par l'explosion d'engins explosifs improvisés entre Bambara Maoudé et Douentza. Dans la nuit du 10 au 11 octobre, trois soldats maliens sont encore tués et quatre autres blessés par une mine entre Dioungani et Koro. Le 27 octobre, deux Casques bleus burkinabés sont tués et cinq blessés dans une attaque à Ber. Le 13 novembre, deux membres du GATIA sont tués à Hombori. Le 14 novembre, au moins deux soldats maliens trouvent la mort dans une autre attaque à Diabaly
À la fin de l'année, les troupes françaises de la force Barkhane infligent plusieurs coups importants aux djihadistes. Le 16 octobre, les forces françaises et maliennes s'emparent d'un campement après un accrochage contre une cinquantaine d'hommes dans la région de Ndaki, à environ 200 kilomètres au sud-ouest de Gao,. Les Maliens comptent deux soldats blessés et un djihadiste est retrouvé mort, cependant l'armée française estime avoir infligé des pertes plus importantes et jugent que des morts et des blessés ont probablement été emportés par les insurgés au cours de la nuit,. Dans la nuit du 11 au 12 novembre, les Français tuent sept djihadistes dans la région du Gourma, entre Tombouctou et Gao, dont Al-Mansour Ag Alkassim, le chef d'une katiba du Groupe de soutien à l'islam et aux musulmans,,. Enfin dans la nuit du 22 au 23 novembre, après plusieurs mois de préparation, les forces françaises mènent une attaque contre un camp du Groupe de soutien à l'islam et aux musulmans près de Farimaké et tuent plus de 30 djihadistes. Les gouvernements maliens et français annoncent alors la mort d'Amadou Koufa, le chef de la katiba Macina. Mais le 28 février 2019, Amadou Koufa apparaît dans une vidéo réalisée par le Groupe de soutien à l'islam et aux musulmans ensuite diffusée et dément l'annonce de sa mort.

#### Affrontements communautaires dans le centre du Mali
Début mars 2018, une nouvelle vague de violences communautaires éclate au centre du Mali, dans les cercles de Koro et Bankass : des affrontements entre Peuls et Dogons y font des dizaines de morts en quelques jours. Le 17 mars, des délégués des deux communautés se retrouvent à Bamako et s'engagent à faire la paix.
Pour autant les violences continuent,. En mai 2018, deux groupes armés d'autodéfense sont formés : l'Alliance pour le salut au Sahel (ASS), Peul, et Dan Na Ambassagou, Dogon,. La région n'est pas concernée par l'Accord d'Alger et les Casques bleus y sont peu présents. Libération rapporte en août 2018 que d'après un observateur européen installé à Sévaré, « trois facteurs souterrains ont contribué à l'explosion de la région. « Le réchauffement climatique », qui a perturbé les circuits de transhumance (les Peuls sont majoritairement éleveurs) ; « la démographie », qui a accentué la pression sur la terre (les Dogons sont souvent des cultivateurs) ; et « la prolifération des armes légères » - un fusil-mitrailleur se monnaye à 300 euros au marché noir de Mopti. L'étincelle a été l'arrivée des jihadistes, qui ont miné le système de justice traditionnelle permettant jusque-là de désamorcer les conflits intercommunautaires ».
Le 13 juin, 25 civils peuls sont massacrés par des soldats maliens à Nantaka et Kobaka, près de Mopti,. Le 23 juin, au moins 32 civils peuls, dont des femmes et des enfants, sont massacrés par des chasseurs dozos à Koumaga, un village du Cercle de Djenné,. Le 1er juillet, le village de Bombou, près de Koro, est incendié par des Dogons et au moins 14 Peuls sont tués dans des affrontements et des exécutions sommaires,. Le 7 août, 11 à 14 civils peuls sont enlevés par des chasseurs dogons et tués dans le village de Kunti, près de Sofara. Le 28 août, un nouvel accord de paix est signé dans le cercle de Koro par 34 chefs de villages des communautés Peules et Dogons, mais il est aussitôt rejeté par l'aile militaire de Dan Na Ambassagou et par Tabital Pulaaku,. Le 27 septembre, un cessez-le-feu est signé par Youssouf Toloba, le chef militaire de Dan Na Ambassagou, mais celui-ci rompt l'accord le 21 novembre. Cette rupture du cessez-le-feu est condamnée par David Tembiné, le chef de la branche politique de Dan na Amassagou, mais les combats reprennent. Le 18 novembre, quatre miliciens de Dan na Amassagou sont tués, cinq blessés et 15 autres arrêtés par l'armée malienne à Koroma Tintin, dans le Cercle de Koro,,,. Les 21 et 22 novembre, douze civils peuls sont assassinés par des hommes de Dan na Amassagou dans le village d'Ouonkoro, dans le Cercle de Bankass,.
Selon l'ONU, les violences communautaires dans le centre du Mali font au moins 70 morts de janvier à juin 2018. La Fédération internationale pour les droits humains (FIDH) et l'Association malienne des Droits de l'Homme (ADMH) donnent cependant un bilan plus élevé et affirment qu'environ 500 civils ont été tués dans le centre du Mali entre janvier et août 2018,, dont au moins 287 morts dans les violences intercommunautaires des seuls mois d'avril à juin,. Mais de février à avril, l'armée malienne est également soupçonnée d'avoir effectué des dizaines d'exécutions sommaires dans la région de Mopti et la région de Ségou,,,,. Selon la FIDH et l'ADMH, au moins 67 hommes, tous de l'ethnie peule, ont été exécutés sommairement par des militaires de l'armée malienne entre février et juillet,. Florent Geel, responsable Afrique à la FIDH déclare : « Aujourd'hui, pour l'armée malienne, un bon Peul est un Peul mort, et tout Peul est terroriste ».

### 2019

#### Opérations françaises
Au cours de l'année 2019, les troupes françaises de la force Barkhane poursuivent leurs opérations et remportent quelques succès tactiques dans la région de Mopti et la région de Tombouctou. Entre le 4 et le 9 janvier, une vingtaine de djihadistes sont tués ou faits prisonniers lors d'une opération dans la forêt de Serma, près de la ville de Boni. Le 10 janvier, une quinzaine d'autres sont tués dans des frappes aériennes françaises près de Dialloubé. Le 13 février, les frappes de deux Mirage dans la forêt de Garamoukaw, près du village de Kofel, dans la commune de Dialloubé, infligent à nouveau des pertes,. Le 21 février, les forces françaises interceptent trois véhicules au nord de Tombouctou et tuent onze djihadistes, dont Djamel Okacha, le numéro deux du Groupe de soutien à l'islam et aux musulmans, et Abou Iyadh, le fondateur du groupe djihadiste tunisien Ansar al-Charia,,. Le 23 février, une quinzaine d'hommes de la katiba Macina sont tués par une frappe aérienne française près de Dialloubé. Début avril, estimant que la situation est stabilisée dans la région de Ménaka, l'armée française redéploie une partie de ses forces dans le Gourma, au sud du fleuve Niger, et établit un nouveau camp à Gossi,. Du 25 mars au 11 avril, 700 soldats français et 150 soldats maliens ratissent les forêts de Foulsaré et Serma, tuant ou capturant une trentaine de djihadistes. Un officier français est cependant tué par un engin explosif au cours de l'opération,. Les 13 et 14 juin, 18 djihadistes de État islamique dans le Grand Sahara sont tués et cinq autres faits prisonniers lors d'une attaque française menée dans la forêt d'Azambara, dans le cadre de Opération Aconit,. Le 17 juillet, l'État islamique perd encore une dizaine d'hommes dans une opération française après une embuscade contre l'armée malienne près du village de Fafa, au sud d'Ansongo. Du 1er au 17 novembre, les Français et les forces du G5 Sahel mènent une opération dans les régions de Boulikessi, Déou et Boula, au Mali et au Burkina Faso, où 24 djihadistes sont tués ou faits prisonniers,. Le 25 novembre, lors d'une opération dans la région de Ménaka, un hélicoptère Tigre entre accidentellement en collision avec un hélicoptère Cougar, provoquant la mort de 13 soldats français,,. Dans la nuit du 14 au 15 décembre, des hélicoptères abattent une dizaine d'hommes de l'EI dans la région de Ménaka. Dans la nuit du 20 au 21 décembre, les forces françaises tuent 40 djihadistes lors d'une opération contre un campement de la katiba Macina dans la forêt de Wagadou.

#### Attaques djihadistes
Les attaques djihadistes continuent également de faire des pertes. Le 20 janvier, dix Casques bleus tchadiens sont tués dans une attaque à Aguel'hoc. Des engins explosifs causent aussi la mort de neuf soldats maliens le 1er mars près de Boulikessi, puis de six ou sept autres à Dialloubé et Hombori le 12 mars. Le 17 mars, 26 soldats maliens sont tués dans une attaque de la katiba Macina à Dioura (en). Le 21 avril, au moins onze autres trouvent la mort à Guiré. Le 16 mai, l'armée malienne perd encore quatre hommes dans une embuscade à Diakera, dans la commune de Diafarabé,. Le 21 août, quatre soldats et un civil sont tués dans une embuscade du GSIM près de Nokara, entre Hombori et Boni,,. Le 2 septembre, quatorze passagers d'un autocar sont tués par l'explosion d'une mine près de Douentza. Le GSIM reconnait sa responsabilité deux semaines plus tard et présente ses excuses. Le 26 septembre, sept gardes nationaux maliens sont tués dans une embuscade entre Douentza et Sévaré,.
À l'automne 2019, l'armée malienne subit une série de lourdes défaites. Entre le 30 septembre et le 1er octobre, 40 à 85 soldats maliens sont tués par le Groupe de soutien à l'islam et aux musulmans à Boulikessi. Le 1er novembre, le camp d'Indelimane est pris d'assaut par l'État islamique qui tue au moins 49 militaires maliens. Le 18 novembre, au moins 43 soldats maliens sont encore tués dans une embuscade de l'EI à Tabankort, près de Ménaka. Face à la pression des djihadistes, l'armée malienne abandonne en novembre les postes militaires d'Andéramboukane, d'Indelimane et de Labbézanga, jugés trop isolés,.

#### Conflits communautaires et massacres entre Peuls et Dogons dans le centre du Mali
Tandis que la partie inondée du delta intérieur du fleuve Niger, le cœur du Macina historique, est désormais étroitement contrôlée par les groupes jihadistes, la zone exondée de la région de Mopti, en particulier les quatre cercles (districts) situés au sud et à l'est de la ville de Mopti est devenue la zone la plus disputée entre ceux-ci et les groupes d'autodéfense, concentrant l'essentiel des violences à l'encontre des civils avec 60 % du nombre total de morts pour cause de conflit au Mali.
Les violences communautaires s'aggravent ainsi dans la région de Mopti. Les chasseurs dozos dogons de Dan Na Ambassagou sont suspectés de plusieurs massacres contre les Peuls. Le 1er janvier, au moins 37 civils peuls sont tués dans le village de Koulogon. Le 23 mars, à Ogossagou, près de Bankass, un massacre d'une ampleur sans précédent cause la mort d'au moins 160 civils peuls,,. Les 1er et 2 mai, 18 civils dogons sont tués dans deux attaques près de Mondoro, probablement commises par des djihadistes peuls,,. Dans la nuit du 9 au 10 juin, 35 à 101 civils dogons sont massacrés à Sobane Da, un village de la commune de Sangha,,. Le 17 juin, 41 civils dogons sont tués par des miliciens peuls à Gangafani et Yoro, près de Dinangourou. Le 30 juin et le 1er juillet, les villages de Bidi, Sankoro et Saran, dans la commune de Ouenkoro, sont attaqués par des chasseurs dozos qui tuent au moins 23 civils,,. En juillet et août, plusieurs accords de paix sont signés entre les communautés du centre du Mali.

#### Mouvements sociaux et politiques à Bamako
Dans le Sud, le mécontentement augmente contre le gouvernement et les forces internationales. Le 5 avril, 30 000 à 50 000 personnes manifestent à Bamako à l'appel de l'imam wahhabiste Mahmoud Dicko, président du Haut Conseil islamique malien, et de Mohamed Ould Bouyé Haïdara, dit le chérif de Nioro, pour dénoncer les problèmes sécuritaires et sociaux,,,. Une sorte de coalition informelle est alors formée par certains leaders religieux et une partie de l'opposition. Face à la montée de la contestation issue de l'islam politique, le gouvernement tente alors de s'appuyer sur une autre figure religieuse respectée, Chérif Ousmane Madani Haïdara, chef du mouvement Ansar Eddine et président du Groupement des leaders spirituels musulmans du Mali (GLSM), moins critique à l'égard du pouvoir.

### 2020

#### Affrontements djihadistes et ethniques

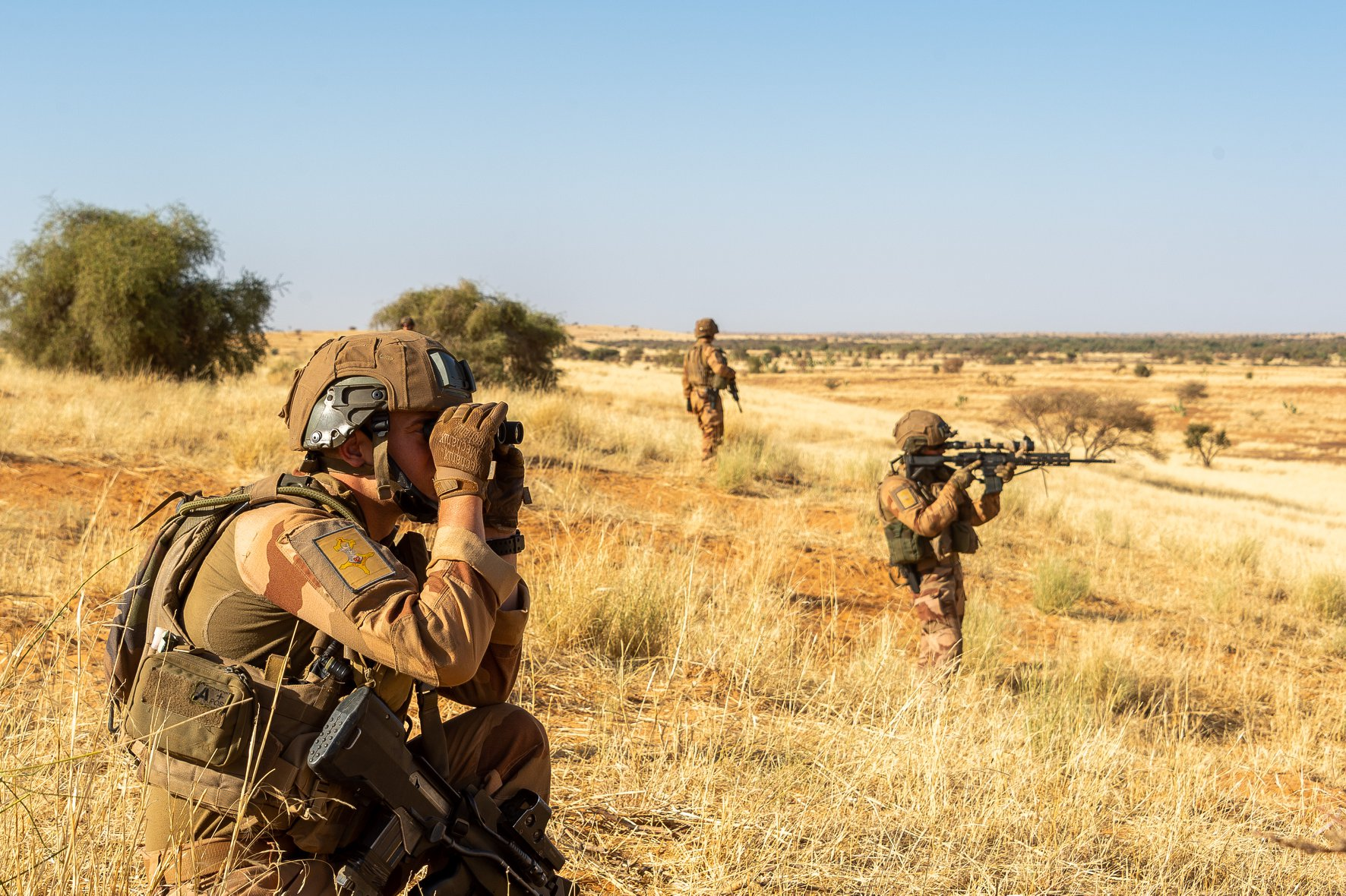
Militaires français au Sahel, le 25 janvier 2020.

En février 2020, le président malien Ibrahim Boubacar Keïta annonce l'ouverture d'un « dialogue » avec les chefs du Groupe de soutien à l'islam et aux musulmans, en vue d'ouvrir d'éventuelles négociations,. Iyad Ag Ghali se déclare prêt à négocier, mais exige préalablement le départ de l'armée française et de la MINUSMA,. La France ne condamne pas l'initiative malienne, mais indique qu'elle poursuit ses opérations.
Au cours du mois de janvier 2020, les forces françaises mènent plusieurs opérations dans la région de Mopti qui mettent hors de combat une cinquantaine de djihadistes,. Début février, une trentaine d'autres insurgés sont neutralisés lors de trois opérations menées dans le Gourma et le Liptako,. Les 9 et 10 février, dans les environs de Nampala, une vingtaine de djihadistes sont neutralisés par des frappes de Mirage 2000D et de drones, et des raids d'hélicoptères,. Le 12 février, un campement est ciblé par des aéronefs près de Gossi et 14 combattants sont tués,,,. Les 16 et 17 février, une trentaine d'homme de la katiba Macina sont mis hors de combat au sud de Mopti par des frappes aériennes, des tirs d'hélicoptères et un assaut héliporté,.
Cependant dans la région de Mopti, les hommes de la katiba Macina tuent sept soldats maliens dans une attaque à Dioungani dans la nuit du 22 au 23 janvier, et 20 gendarmes à Sokolo le 26 janvier. Le 14 février, huit soldats maliens sont tués dans une embuscade à Bintia, une localité de la commune d'Outagouna, dans la région de Gao,. Le 19 mars, dans la région de Gao, 29 soldats maliens sont tués dans une attaque à Tarkint. Le 6 avril, 25 soldats sont tués à Bamba.
Les massacres communautaires se poursuivent également dans le centre du Mali, faisant au moins 580 morts dans le premier semestre de l'année 2020. Ainsi le 14 février, près d'un an après un précédent massacre, au moins 35 villageois peuls d'Ogossagou sont tués par des chasseurs dozos. Le 5 juin, 26 civils peuls sont massacrés par des militaires de l'armée malienne à Binedama, dans la région de Mopti. Le 1er juillet, 31 civils dogons sont massacrés près de Bankass.
Le 13 février, après de longues négociations avec la CMA et conformément à l'Accord d'Alger, l'armée malienne fait son retour à Kidal, six ans après en avoir été chassée par les rebelles touaregs. Escorté par 200 Casques bleus, un détachement de 240 militaires de l'armée « reconstituée » — composé de 80 militaires du Sud, de 80 ex-miliciens de la Plateforme et de 80 ex-rebelles de la CMA — s'établit dans le camp militaire numéro 1,,,.
Le 25 mars 2020, durant la campagne pour les élections législatives, le convoi de Soumaïla Cissé, le principal chef de file de l'opposition, est attaqué par des hommes à moto. Son garde du corps est tué, deux de ses proches sont blessés, Cissé et onze membres de son équipe de campagne sont enlevés. Cinq des otages seront ensuite libérés pour aller annoncer aux autorités maliennes que Cissé était gardé vivant. La piste de djihadistes d'Amadou Koufa, liés à Al-Qaïda, est privilégiée. Durant sa détention, Soumaïla Cissé est réélu au premier tour des législatives, le 29 mars. Il est finalement libéré le 8 octobre 2020 par le Groupe de soutien à l'islam et aux musulmans, en même temps qu'une otage française et deux otages italiens, en échange d'une rançon et de la libération d'environ 200 prisonniers,.
Le 14 mai, l'armée malienne affirme avoir « neutralisé » une trentaine de djihadistes lors d'un combat près de la frontière avec le Burkina Faso.
Le 3 juin, Abdelmalek Droukdel, le chef d'Al-Qaïda au Maghreb islamique, est tué, ainsi que quatre de ses hommes, lors d'une opération héliportée française à Talahandak, à l'est de Tessalit,.
Le 14 juin, une trentaine de militaires maliens sont tués ou portés disparus lors d'une embuscade à Bouka Wéré, près de Diabaly. Le 27 août, quatre soldats sont tués et douze blessés dans une embuscade entre Konna et Douentza et une vingtaine de djihadistes sont « neutralisés » selon l'armée malienne. Le 4 septembre, dix soldats sont tués dans une embuscade à Nara,. Le 13 octobre, au moins douze militaires maliens, treize djihadistes et douze civils sont tués dans des combats à Sokoura et ses environs,.
Les 30 et 31 octobre, les forces françaises lancent une opération près de Boulikessi et tuent entre 50 et 60 combattants d'Ansarul Islam,. Le 6 novembre, une dizaine de djihadistes sont neutralisés près de N'Tillit, dont deux sont faits prisonniers,. Le 10 novembre, un chef du GSIM, Ba Ag Moussa, est abattu avec quatre de ses hommes dans la région de Ménaka. Le 12 novembre, une trentaine de djihadistes sont tués près de Niaki, dans l'est de la région de Mopti. Le 28 décembre, trois soldats du 1er régiment de chasseurs sont tués par l'explosion d'un engin explosif au passage de leur véhicule près d'Hombori.

#### Rupture entre al-Qaïda et l'État islamique
L'année 2020 marque la rupture entre le Groupe de soutien à l'islam et aux musulmans (GSIM), lié à al-Qaïda, et l'État islamique dans le Grand Sahara (EIGS), qui entrent en guerre ouverte après quelques années de coexistence pacifique,. La montée en puissance de l'État islamique au Sahel, la défection en sa faveur de combattants de la katiba Macina dans la région de Mopti et l'annonce de l'ouverture de négociations entre le gouvernement malien et le GSIM provoquent le début des hostilités,. Les premières escarmouches éclatent début janvier à Mondoro, à Dongo et dans le Cercle de Youwarou, dans la région de Mopti, au centre du Mali,. Les affrontements les plus importants ont lieu en mars et avril dans la région de Mopti, où le GSIM mène plusieurs raids nocturnes,. Début avril, plusieurs dizaines de combattants sont tués à Dialloubé. Le 1er juin, des combats ont lieu dans la région de Gao. Le 7 mai, le point de non-retour est atteint lorsqu'Al-Naba, le magazine de propagande de l'État islamique, qualifie Iyad Ag Ghali et Amadou Koufa d'« apostats » et les accuse de trahison pour avoir accepté de négocier avec le gouvernement du Mali. Les combats se succèdent. Le 11 juin, treize hommes du GSIM et sept de l'EIGS sont tués à Détembé, à la frontière du Niger et du Burkina Faso. Le 28 juillet, quatorze hommes de l'EIGS sont tués et quatre capturés par le GSIM près de la ville malienne de Ndaki, non loin de la frontière avec le Burkina Faso. Dans l'ensemble, le GSIM prend l'avantage et demeure la force djihadiste dominante au Mali, mais l'État islamique se maintient dans la zone des trois frontières,.
Après une pause, les combats reprennent en octobre et en décembre dans le Gourma, en particulier à Indelimane, N'Tillit et encore Ndaki, faisant plusieurs dizaines de morts. L'État islamique aurait un temps pris l'avantage, avec notamment l'aide de combattants venus du Nigeria, mais le GSIM aurait ensuite repris le dessus.

#### Violences politiques et coup d'État

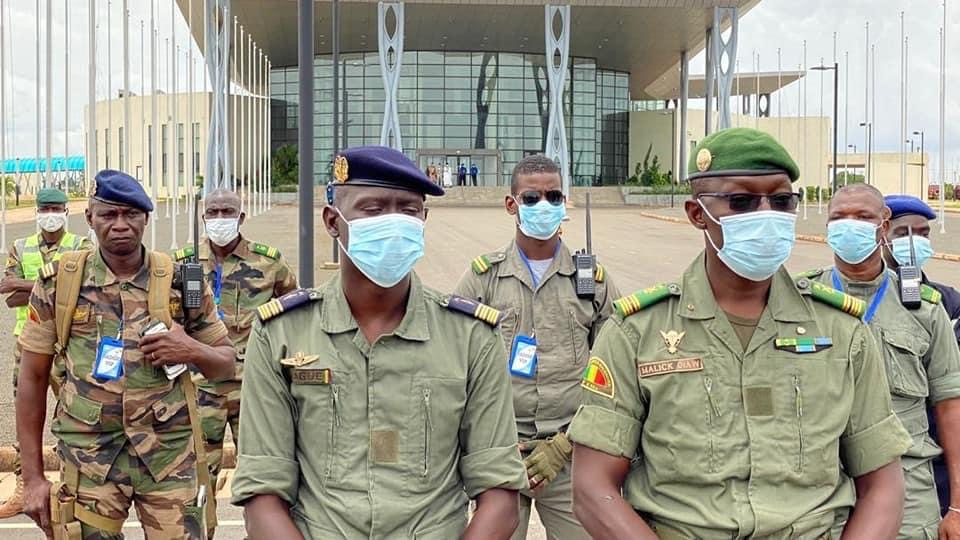
Les officiers Ismaël Wagué et Malick Diaw, membres du Comité national pour le salut du peuple, le 7 septembre 2020.

En relation avec le conflit, la situation économique du Mali est très précaire, ce qui provoque le mécontentement de la partie de la population qui n'est pas exposée directement à la guerre, d'autant plus que le gouvernement est également souvent accusé de mauvaise gestion du pays au-delà même de la situation sécuritaire, à cause de la corruption et des administrations défaillantes,. Après les élections législatives de mars-avril 2020, la Cour Constitutionnelle, accusée de collusion avec le gouvernement, invalide une trentaine de résultats, ce qui fait éclater les colères politiques. Elles se regroupent autour d'une coalition appelée "Mouvement du 5 Juin - Rassemblement des forces patriotiques" (M5-RFP), fédérée par l'imam rigoriste Mahmoud Dicko, un ancien allié du président Ibrahim Boubacar Keïta, et le président du Haut Conseil islamique malien de janvier 2008 à avril 2019, et qui avait déjà organisé de grandes manifestations en avril 2019 qui avaient obtenu le renvoi du premier ministre Soumeylou Boubèye Maïga. Le M5-RFP organise trois manifestations contre le président IBK au cours du mois de juin. Le mercredi 8 juillet, le président se dit ouvert à la formation d'un gouvernement d'union nationale et à la dissolution de l'Assemblée nationale si cela ne provoque pas une crise politique, mais l'opposition rejette la proposition et exige sa démission.
Puis le vendredi 10 juillet, des manifestations sont organisées dans plusieurs villes du pays. À Bamako, la manifestation dégénère en émeute : deux des trois ponts au-dessus du Niger sont occupés puis débloqués par des pick-ups et un véhicule blindé de la police dans la nuit, la télévision nationale interrompt ses programmes car son siège est attaqué, l'Assemblée nationale est évacuée car des manifestants saccagent ses bureaux, des heurts avec la police font au moins 4 morts et plusieurs dizaines de blessés,. Deux leaders du M5-RFP, Issa Kaou Djim et Clément Dembélé, sont arrêtés dans la soirée,. Le lendemain, samedi 11 juillet, les forces de sécurité maliennes arrêtent deux autres leaders, Choguel Maïga et Mountaga Tall, et deux autres théoriciens de l'opposition, Oumara Diarra et Adama Ben Diarra. Elles mènent aussi une descente au siège de la CMAS, une des composantes du M5-RPF, pour y chercher des armes, et saccage ses locaux alors que des militants y tenaient une réunion, ce qui provoque la construction de barricades enflammées, des tirs de gaz lacrymogènes et des courses-poursuites à moto dans le quartier. Quatre manifestants qui jetaient des pierres sur la maison de Manassa Danioko, la présidente de la Cour constitutionnelle, sont tués par les balles de la police, dont deux mineurs. Des affrontements ont également lieu autour de la mosquée où prêche Mahoud Dicko, où ses partisans ont peur qu'il soit lui aussi interpellé par les forces de sécurité, qui ripostent à balles réelles, causant plusieurs blessés graves, dont sept décèderont à l'hôpital. Pour apaiser les tensions, le président Ibrahim Boubacar Keïta accepte de dissoudre la Cour Suprême, une des revendications des manifestants. Le premier ministre Boubou Cissé promet de former "très rapidement" un gouvernement d'ouverture. Le bilan des affrontements de la journée est de 11 morts et 124 blessés. Le 12 juillet, des rassemblements spontanés de centaines de personnes ont lieu dans les rues, des axes importants sont coupés par des pneus enflammés ou des barricades, et un tribunal et des locaux de quartier du parti présidentiel sont saccagés. Il n'y a cependant pas eu de heurts entre les protestataires et la police, et Dicko appelle au calme. La situation s'étant calmée dans le quartier de Badalabougou où se trouve sa mosquée, bien que les tensions restent vives, les funérailles de quatre personnes y sont organisées, qui réunissent des centaines de personnes. Le 13 juillet, les leaders opposants sont relâchés. Karim Keïta, fils du président Ibrahim Boubacar Keïta et l'une des personnalités publiques qui attire la colère des manifestants, démissionne de la présidence de la Commission parlementaire de la Défense.
Le 17 juillet, un rassemblement du M5-RFP en hommage aux victimes des manifestations est annulé, afin de calmer les choses, et remplacé par des cérémonies religieuses dans tout le pays. Parallèlement, depuis les manifestations, une vingtaine d'associations civiles se sont réunies dans la Coalition citoyenne pour le Sahel, avec comme objectif de mettre fin à la crise, qu'elles imputent à un effondrement de l'État malien, qu'elles veulent compenser par un projet entré sur la protection, l'aide, la justice, et l'action politique. Malgré quelques barricades et pneus enflammés sur certaines routes de la périphérie de Bamako le 20 juillet, dans la nuit du 20 au 21, le comité stratégique du M5-RFP annonce une trêve dans la contestation et la désobéissance civile, afin de pouvoir fêter la Tabaski. Le lendemain, une médiation de la Communauté économique des États de l'Afrique de l'Ouest arrive pour servir d'intermédiaire dans les négociations avec le gouvernement malien. Et les présidents de quatre pays d'Afrique de l'Ouest - Mahamadou Issoufou (Niger), Alassane Ouattara (Côte d'Ivoire), Macky Sall (Sénégal) et Nana Akufo-Addo (Ghana) - doivent se rendre le 23 à Bamako pour tenter de trouver une issue à la crise socio-politique.
Le 18 août 2020, des militaires de la base de Kati, d'où le coup d'État de 2012 était parti, se rebellent. À Kati et à Bamako, plusieurs hauts responsables civils et militaires sont arrêtés, dont le président Ibrahim Boubacar Keïta et le Premier ministre Boubou Cissé, parfois avec le soutien de manifestants, le M5-RPF approuvant ces arrestations. Il y a des tirs en l'air mais pas d'affrontement ou de blessés rapportés, bien que le cabinet d'avocat du ministre de la Justice Kassoum Tapo soit incendié par la foule. La Cédéao condamne la mutinerie et ses États ferment leurs frontières avec le Mali et suspendent les flux financiers avec le pays, et l'Organisation des Nations unies prévoit une réunion d'urgence du Conseil de sécurité (dont deux des membres, les États-Unis et la France, ont déjà condamné les événements) le lendemain. Dans la soirée, le président IBK présente sa démission, celle de son gouvernement, et la dissolution de l'Assemblée nationale.

### 2021

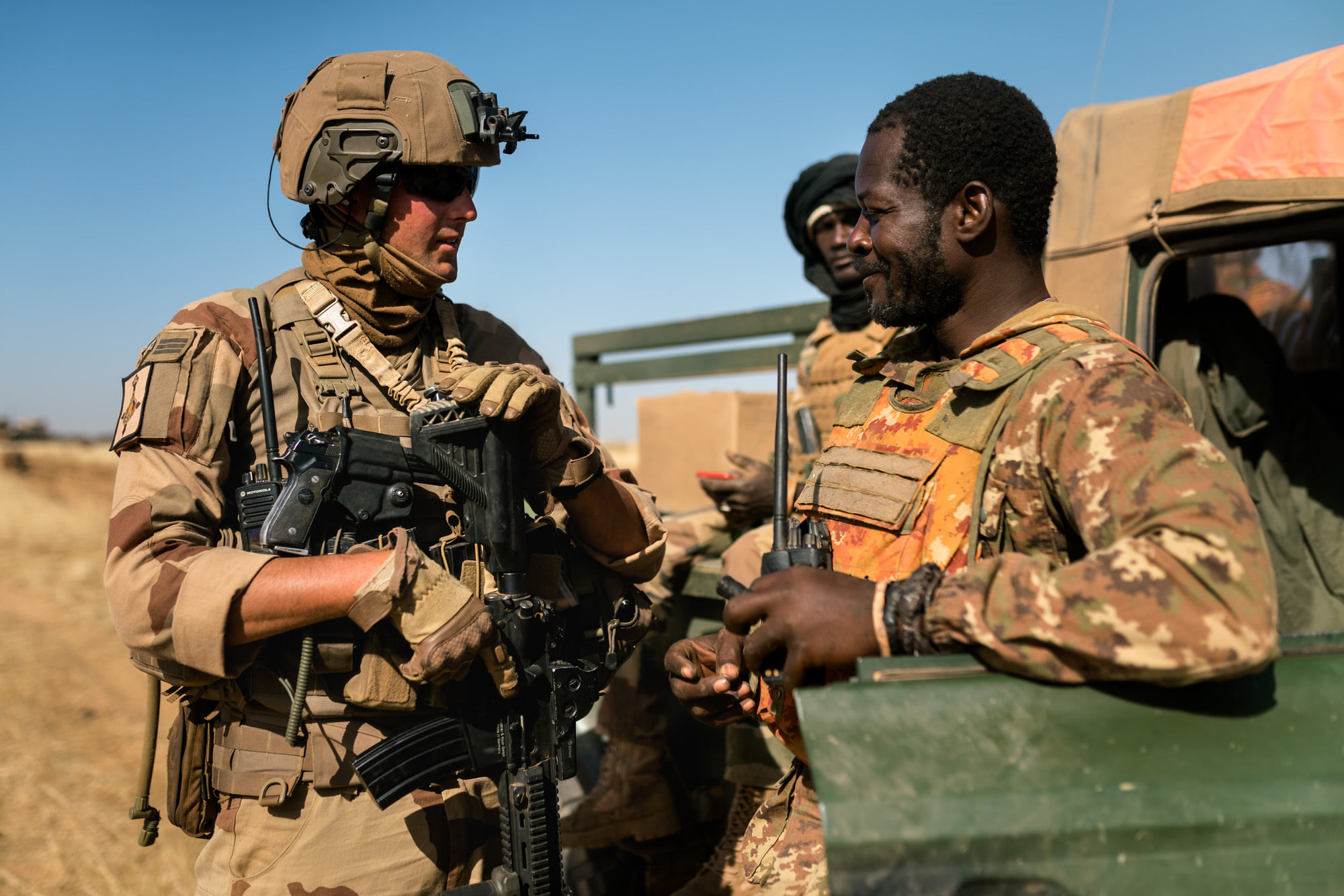
Militaires français et maliens, le 20 février 2021, lors de l'opération Éclipse.

Du 2 au 20 janvier, les forces françaises et maliennes mènent l'opération Éclipse dans le secteur des villes de Boulikessi et de Boni, ainsi que dans les forêts de Foulsaré et de Serma. Selon l'armée malienne, une centaine de djihadistes sont tués et une vingtaine d'autres capturés lors de cette offensive.
En réponse à l'opération Éclipse, le Groupe de soutien à l'islam et aux musulmans attaque Boulikessi et Mondoro le 24 janvier, puis Boni le 3 février, mais il est à chaque fois repoussé par les forces franco-maliennes,. Seize soldats maliens et environ 50 djihadistes sont tués lors de ces combats,.
Le 21 mars, 33 soldats maliens et 20 djihadistes sont tués dans une attaque de l'État islamique contre le camp militaire de Tessit. Le 2 avril, les casques bleus tchadiens repoussent une attaque du GSIM à Aguel'hoc, où les djihadistes laissent une quarantaine de morts. Le 5 mai, les médias publient la prise d'otages d'un journaliste français kidnappé par le Groupe de soutien à l'islam et aux musulmans le 8 avril.

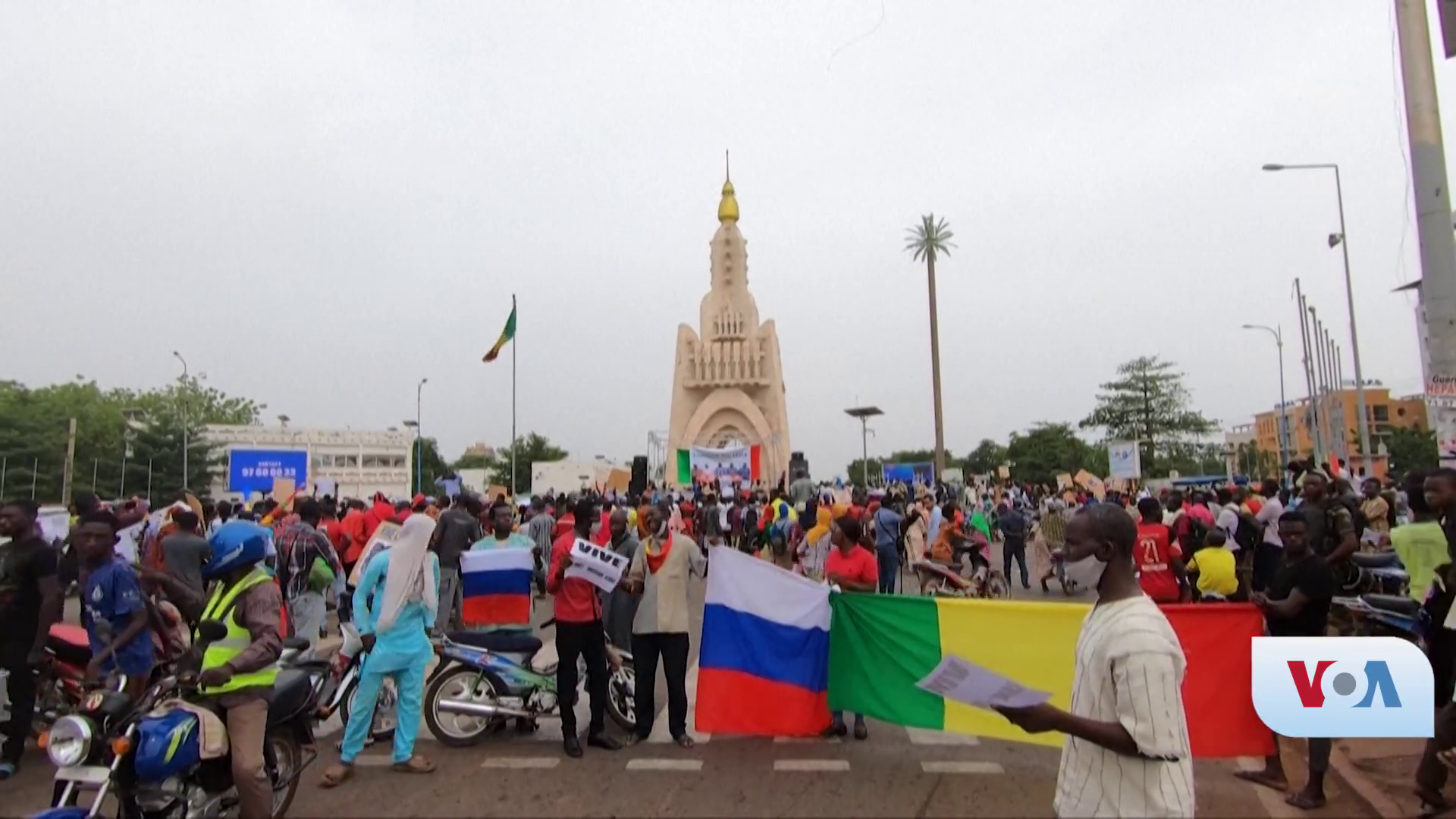
Manifestation à Bamako en soutien du coup d'État, le 30 mai 2021.

Le 24 mai 2021, le président de transition Bah N'Daw et le premier ministre de transition Moctar Ouane sont interpellés et conduits sous escorte militaire à Kati. Le 25 mai 2021, le colonel Assimi Goïta démet N'Daw et Ouane de leurs fonctions.
Le 3 juin, la France suspend sa coopération militaire avec l'armée malienne,.
Dans le centre du Mali, la katiba Macina poursuit ses attaques. Le 19 août, 15 soldats maliens sont tués dans une embuscade à Nokara, près de Boni. Le 12 septembre, au moins cinq militaires maliens et trois djihadistes sont tués lors d'un combat entre Manidjè et Kolongo, dans le cercle de Macina,. Le 6 octobre, 16 soldats maliens et 15 djihadistes sont tués lors de combats à Bodio, entre Koro et Bandiagara,.
Le 16 septembre 2021, le président de la République française Emmanuel Macron et la ministre des Armées Florence Parly annoncent la mort d'Adnane Abou Walid al-Sahraoui, le chef de l'État islamique dans le Grand Sahara. Celui-ci avait été tué le 17 août avec une dizaine de ses hommes lors du combat de Dangarous, à l'est du Mali,.
Le 28 septembre, cinq gendarmes et quatre djihadistes sont tués lors d'une attaque contre un convoi minier entre Sébabougou et Kwala, dans la région de Kayes, jusqu'alors épargnée par le conflit,,.

### 2022

#### Retrait de l'armée française du Mali

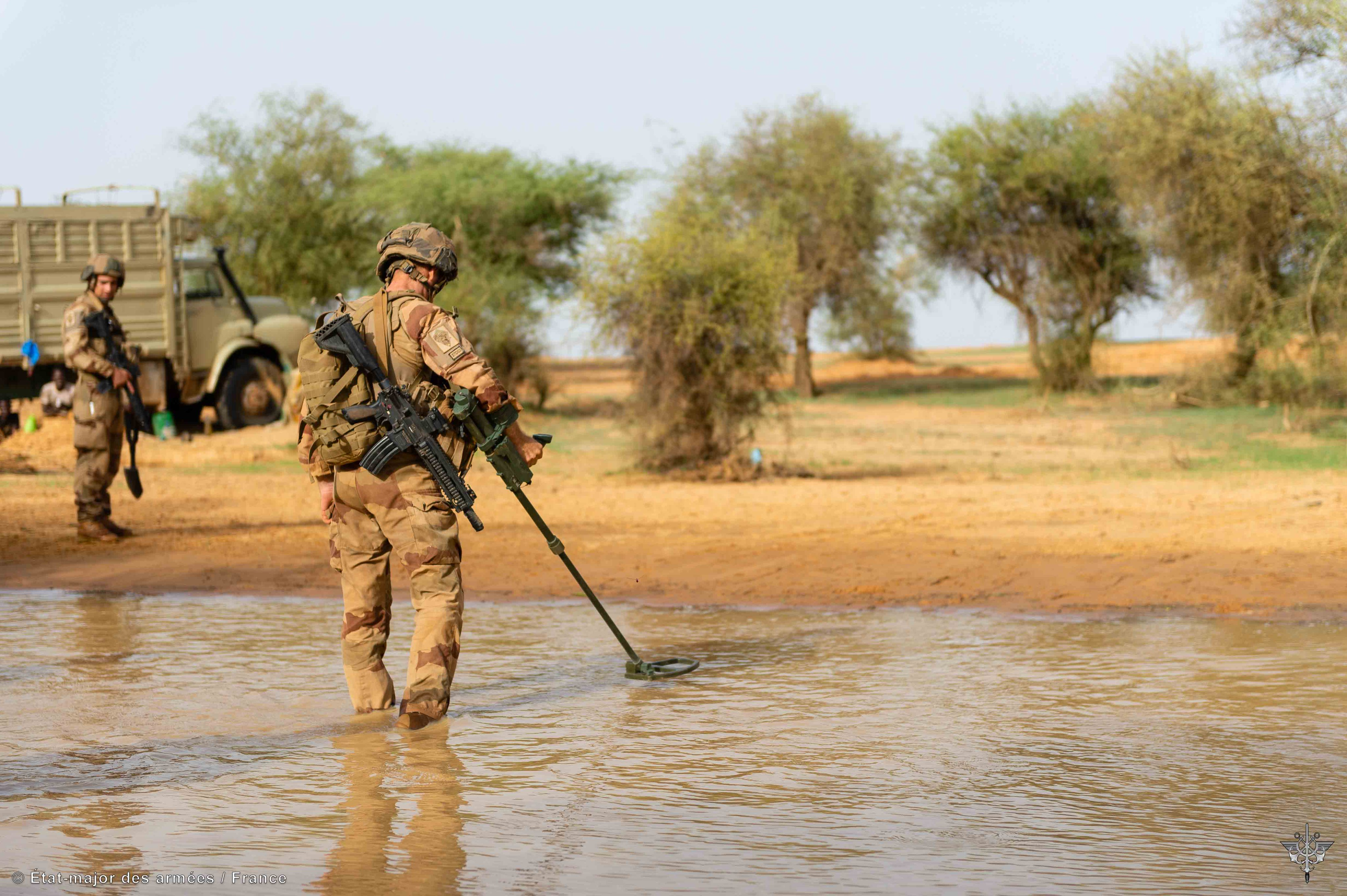
Sapeur de l'armée française au Sahel, en juillet 2022.

Dans les premiers jours de janvier 2022, après plusieurs mois de rumeurs et de tractations, plusieurs centaines de mercenaires russes du Groupe Wagner sont déployés au Mali,,,,. Ce déploiement entraîne de vives protestations de la part de la France, des États-Unis et de la Coordination des mouvements de l'Azawad. Le Mali demande également une révision de ses accords de défense avec la France,. De son côté, la CEDEAO adopte le 9 janvier de lourdes sanctions contre la junte malienne. Le 17 février, la France, les pays européens engagés dans la Task Force Takuba et le Canada annoncent officiellement leur décision de retirer leurs forces du Mali. Le président français Emmanuel Macron déclare à cette occasion : « Nous ne pouvons rester engagés militairement aux côtés d'autorités de fait dont nous ne partageons ni la stratégie ni les objectifs cachés ». Le 2 mai, la junte indique qu'elle rompt ses accords de défense avec la France et l'Union européenne. Le 15 août 2022, l'armée française achève son retrait total du Mali.

#### Intervention des mercenaires russes du Groupe Wagner
Rapidement, les mercenaires russes du Groupe Wagner se signalent par des exactions. Dans la nuit du 1er au 2 mars, au moins 35 civils peuls sont massacrés par l'armée malienne et le Groupe Wagner. Le 5 mars, 33 civils, dont 29 Mauritaniens et 4 Maliens, sont massacrés par des soldats maliens et des mercenaires russes à Robinet El Ataye, dans la région de Ségou. Entre le 27 et le 31 mars, l'armée malienne et le Groupe Wagner assiègent le village de Moura, dans la région de Mopti, et massacrent 200 à 600 personnes. D'après Amnesty International, 150 à 500 civils auraient été massacrés,. Le 19 avril, en représailles à l'explosion d'un engin explosif, des militaires maliens et des mercenaires russes ouvrent le feu sur un marché à Hombori et abattent au moins 50 civils.
Le 4 mars, le camp militaire de Mondoro est attaqué par des djihadistes du GSIM et au moins 27 soldats maliens sont tués.
De son côté, l'État islamique dans le Grand Sahara attaque les 8 et 9 mars les localités de Tamalat et Insinane, près de Ménaka, tenues par le MSA. Les affrontements font de nombreux morts, et au moins 300 à 500 civils touaregs sont massacrés par les djihadistes au cours du mois de mars. Le 12 mars, la ville d'Andéramboukane est prise par l'État islamique. Le 4 juin, les Touaregs du MSA et du GATIA, lancent une contre-attaque pour reprendre la ville, mais ils tombent le lendemain dans une embuscade et battent en retraite en laissant des dizaines de morts. Le 6 septembre, l'État islamique s'empare de la ville de Talataye, après des combats contre le Groupe de soutien à l'islam et aux musulmans.
Le 18 juin 2022, au moins 132 à 180 civils accusés d'avoir aidé l'armée malienne sont massacrés à Diallassagou par des djihadistes de la katiba Macina.
Le 22 juillet, une attaque suicide a lieu dans la base militaire de Kati, cœur de l'armée malienne et résidence du colonel Assimi Goïta, faisant au moins un mort dans l'armée malienne.
Le 7 août, l'État islamique prend d'assaut la base militaire de Tessit, tuant 42 soldats maliens.

#### Affaire des otages ivoiriens
Le 10 juillet 2022, 49 militaires ivoiriens sont arrêtés par la junte malienne qui les accuse d'être des « mercenaires » et de tentative de coup d'État. La Côte d'Ivoire proteste et déclare que ces militaires étaient en mission pour l'ONU, dans le cadre d'opérations de soutien logistique à la MINUSMA. La MINSUMA reconnaît des « dysfonctionnements » dans l'arrivée des soldats ivoiriens au Mali, mais n'en considère par moins leur placement en détention comme totalement injustifié. La Cédéao réclame leur libération. En septembre, la junte relâche trois femmes militaires ivoiriennes. Le 30 décembre, les 46 militaires ivoiriens toujours détenus sont déclarés coupables d'« attentat et complot contre le gouvernement » et condamnés à des peines de 20 ans de réclusion criminelle. Les trois femmes militaires libérées en septembre sont quant à elles condamnées à la peine de mort par contumace. Le colonel Assimi Goïta accorde finalement sa grâce le 6 janvier 2023 aux miliaires ivoiriens, qui sont libérés le lendemain.

### 2023

#### Attaques des djihadistes et raids du Groupe Wagner
Le 10 janvier, 14 soldats maliens et mercenaires du Groupe Wagner sont tués dans des embusacades du GSIM autour de Diafarabé et Koumara.
Le 3 février, les Forces armées maliennes et des mercenaires Wagner arrêtent 13 personnes Peuls au marché du village de Sagala. Les corps des personnes arrêtées sont retrouvées 3 semaines plus tard.
Le 20 avril, le gouvernement malien annonce la mort dans une embuscade d'Oumar Traore, chef de cabinet du colonel Goïta. Au moins deux autres personnes ont été tués, et deux prises en otage. Le Groupe de soutien à l’islam et aux musulmans revendique l'embuscade. Le GSIM revendique également une autre embuscade qui aurait tué 7 soldats maliens et 3 militants entre Sokolo et Farabougou. Le 22 avril, une attaque à la voiture piégée sur l'aéroport de Sévaré, qui héberge des troupes malienne et de Wagner, tue 10 civils et en blesse 61 autres. Les troupes de la MINUSMA doivent ouvrir le feu sur des assaillants. L'armée malienne annonce avoir neutralisée 28 attaquants.
Le 4 mai, des mercenaires Wagner abattent 13 personnes et en capturent 4 dans le village de Gogoro. Le 21 mai, les Forces armées maliennes et des mercenaires Wagner procèdent à une opération de sécurité dans le village de Mamba. Deux personnes sont tuées et 20 arrêtées. Le corps de douze des personnes arrêtées sont retrouvés plus tard. Les victimes sont Peuls.
Le 26 juillet, un affrontement oppose le Groupe de soutien à l'islam et aux musulmans et l'État islamique dans le Grand Sahara près de Boulikessi, au Mali. L'État islamique revendique la mort de 40 combattants d'al-Qaïda et reconnaît 14 tués dans ses rangs.
Le 3 août, un convoi de l'armée malienne tombe dans une embuscade djihadiste dans la région de Ménaka. L'État islamique dans le Grand Sahara revendique l'attaque, ainsi que la mort de 16 militaires.
Début août, le Groupe de soutien à l'islam et aux musulmans commence à imposer un blocus à la ville de Tombouctou,. Le 7 septembre, les djihadistes attaquent un camp militaire de l'armée malienne à Bamba et tirent des roquettes sur le bateau Tombouctou sur le fleuve Niger, près de Gourma-Rharous. Ces attaques font plus d'une centaine de morts.
Le 23 septembre, un avion Il-76 s'écrase à Gao, alors qu'il transportait des militaires maliens et des mercenaires russes. Le bilan matériel et humain serait lourd, mais la junte garde le silence sur l'accident et ne communique aucun bilan. Des sources locales évoquent 140 morts,.
Le 27 mars, le GSIM prend d'assaut le camp militaire d'Acharane, à 35 km au sud de Tombouctou,.

#### Retrait de la MINUSMA
Le 16 juin 2023, le ministre malien des Affaires étrangères, Abdoulaye Diop, demande devant le Conseil de sécurité des Nations unies le « retrait sans délai » de la mission des Nations unies dans son pays,. La demande est formulée un mois après la publication d'un rapport du Haut-Commissariat des Nations unies aux droits de l'homme ayant accusé les Forces armées maliennes d'être responsables du massacre de Moura en 2022. Le 30 juin, le Conseil de sécurité met un terme à la MINUSMA. Le retrait des casques bleus débute le 1er juillet et doit se poursuivre jusqu'au 31 décembre.

#### Conflit entre la junte et la CMA
Les tensions s'accroissent également entre la junte malienne et la CMA. La nuit du 4 au 5 août 2023, un poste de la CMA est attaqué à Foïta, près de Léré. La CMA affirme déplorer la mort de deux de ses combattants et accuse l'armée malienne et le Groupe Wagner d'être responsable de l'attaque. La junte malienne n'adresse aucune réponse. Dans les jours qui suivent, les représentants de la CMA quittent Bamako. Les 11 et 12 août, deux combats ont lieu près de Ber, impliquant l'armée malienne, le Groupe Wagner, le Groupe de soutien à l'islam et aux musulmans et la CMA. Les militaires maliens et les mercenaires russes investissent le camp militaire de Ber, qui est évacué par les casques bleus.
L'escalade se poursuit le semaines suivantes. Le 8 septembre, le GATIA dénonce le bombardement de l'une de ses bases par un hélicoptère de l'armée malienne à Afawlawlaw, près de Gao. Le lendemain, la CMA revendique la destruction d'un avion Soukhoï Su-25 de l'armée malienne à Tinaouke, au nord de Gao. L'armée malienne reconnait la perte de l'appareil mais évoque des « problèmes techniques ». Dans la foulée, le Cadre stratégique permanent (CSP) accuse la junte et le Groupe Wagner de « multiples ruptures du cessez-le-feu » et annonce « toutes les mesures de légitimes défense contre les forces de la junte sur l'ensemble du territoire de l'Azawad ». Le 12 septembre, la CMA se déclare « en temps de guerre » avec la junte. Ces déclarations ne font cependant pas consensus parmi les groupes signataires : ainsi, le Mouvement pour le salut de l'Azawad (MSA) annonce qu'il se retire du CSP le 25 septembre. La junte n'adresse quant à elle aucune réponse aux déclarations du CSP et de la CMA.
En septembre, les rebelles lancent une série de raids contre les camps militaires maliens. Ils attaquent ainsi Bourem le 12 septembre, Léré le 17 septembre, Dioura (en) le 28 septembre, Bamba le 1er octobre et Taoussa le 4 octobre. Plusieurs de ces camps militaires sont pris et pillés par les rebelles, qui raflent armes, munitions et véhicules.
Le 2 octobre, une colonne de 800 hommes de l'armée malienne et du Groupe Wagner sort de la ville de Gao se porte en direction du nord, vers la région de Kidal. Le 7 octobre, elle s'empare de la ville d'Anéfis après des combats contre la CMA. Le 14 novembre, la ville de Kidal est prise à son tour par les forces russo-maliennes. Le 20 décembre, l'armée malienne reprend possession d'Aguel'hoc, sans rencontrer de résistance.

#### Attaques djihadistes à la fin de l'année
Face aux djihadistes, l'armée malienne subit plusieurs défaites à la fin de l'année. Le 24 novembre, le GSIM s'empare du camp de Niafunké et tue environ 50 soldats maliens. Le 3 décembre, l'État islamique dans le Grand Sahara prend le camp de Labbezanga, où l'armée perd 30 à 40 hommes. Le 12 décembre, la katiba Macina tue au moins 40 soldats et chasseurs dozos lors d'une attaque dans le village de Farabougou, dans la région de Ségou. Le 20 décembre, le camp de Dinangourou est pillé par le GSIM qui revendique la mort de dizaines de soldats maliens.

### 2024
Le 28 février, le GSIM mène un raid sur le camp de Kwala, près de Mourdiah. Le 26 mai, il attaque directement la ville de Mourdiah, mais les djihadistes sont cette fois repoussés et laissent au moins une trentaine de morts, qui sont mutilés.
En juin 2024, les Forces armées maliennes et le Groupe Wagner mènent une opération dans les environs d'Abeïbara et massacrent au moins 60 à 70 civils touaregs.
Le 25 juillet, les forces russo-maliennes atteignent la petite ville de Tinzawatène, mais elles sont repoussées par le CSP-DPA après trois jours de combats et laissent des dizaines de morts ou de prisonniers sur le terrain.
Le 15 août, 15 gardes nationaux et gendarmes sont tués dans une embuscade du GSIM près de Diallassagou.
Le 17 septembre 2024, le GSIM revendique des attaques contre l’école de gendarmerie et l’aéroport de Bamako qui font près d'une centaine de tués.
Le 30 novembre 2024, le CSP annonce sa dissolution pour former un nouveau groupe, le Front de libération de l'Azawad (FLA).
Le 1er décembre, sept membres responsables du Front de Libération de l’Azawad (FLA) sont tuées, dans des frappes de drone de l'armée malienne, parmi eux Fahad Ag Almahmoud. un dissident du Groupe d’auto-défense des Imghads et alliés (Gatia), dont les alliés (Gatia) soutiennent la junte malienne.

### 2025
Le 7 février, 34 orpailleurs et plusieurs militaires sont tués dans une embuscade entre Gao et Ansongo.
À Diafarabé en mai 2025, 26 civils peuls sont égorgés par des militaires. Puis les cadavres sont découpés et les parties des corps sont dispersées.
Au printemps 2025, le GSIM lance une série d'attaque au Mali. Le 23 mai, il prend le camp militaire de Dioura (en) et tue 41 militaires maliens. Le 1er juin, le camp de Boulikessi est pris à son tour et au moins 100 soldats maliens y trouvent la mort. Le 2 juin, au moins 30 à 60 militaires sont tués lors d'une opération suicide à Tombouctou. Le 4 juin, l'État islamique dans le Grand Sahara s'empare également du camp de Tessit, tuant au moins 40 soldats maliens.
Le 6 juin 2025, le Groupe Wagner annonce son retrait du Mali. L'Africa Corps devient alors la seule force russe présente dans le pays. Le 13 juin, celui-ci subit une première défaite à Anoumalane, entre Aguel'hoc et Anéfis, contre les rebelles du Front de libération de l'Azawad qui revendiquent la mort de plusieurs dizaines de soldats russo-maliens,.

## Bilan humain

### Pertes maliennes
Selon Marc-André Boisvert, chercheur au Centre FrancoPaix de l'université du Québec à Montréal, 1 832 soldats maliens ont été tués entre 2013 et 2020.
En février 2022, le journal Libération indique que les pertes de l'armée malienne sont estimées par les spécialistes entre 1 500 et 2 000 tués depuis 2012.

### Pertes françaises
Au total, de 2013 à août 2022, 59 soldats français ont été tués ou mortellement blessés au cours des opérations Serval et Barkhane.

### Pertes tchadiennes
En octobre 2014, les pertes de l'armée tchadiennes s'élèvent à 54 tués et 107 blessés. Au sein de la MINUSMA, les Tchadiens déplorent 80 morts entre avril 2013 et décembre 2023.

### Pertes djihadistes
En février 2022, le site d'informations Mediapart affirme avoir calculé qu'au moins 2 800 djihadistes ont été tués au Sahel par les troupes françaises depuis 2013, dont 600 dans les premiers mois de l'Opération Serval et 2 223 depuis le début de l'année 2014. Ces bilan ne prennent pas en compte les pertes infligées par les armées sahéliennes. Héni Nsaibia, chercheur pour l’ONG Armed Conflict Location and Event Data project (Acled), estime quant à lui que « si l'on ajoute au calcul ce qui est annoncé par le Niger, le Burkina Faso et le Mali, ce sont des chiffres stupéfiants : entre 4 000 et 5 000 tués, à minima ».

### Pertes de la MINUSMA
Au total, la Mission multidimensionnelle intégrée des Nations unies pour la stabilisation au Mali déplore la mort de 311 casques bleus entre 2013 et 2023, dont 80 Tchadiens, 27 Burkinabés, 27 Guinéens, 26 Togolais, 25 Nigériens, 18 Bangladais, 17 Égyptiens, 17 Maliens, 16 Sénégalais, 8 Ivoiriens, 7 Nigerians, 6 Cambodgiens, 5 Néerlandais, 4 Béninois, 4 Jordaniens, 4 Srilankais, 2 Allemands, 2 Burundais, 2 Français, 2 Tunisiens, 1 Américain, 1 Camerounais, 1 Chinois, 1 Espagnol, 1 Éthiopien, 1 Gambien, 1 Haïtien, 1 Liberien, 1 Philippin, 1 Salvadorien, 1 Serbe et 1 Zambien.

### Autres pertes
Un militaire portugais de la Mission de formation de l'Union européenne au Mali est tué lors du conflit.
Un militaire américain des forces spéciales est assassiné à Bamako en 2017.

### Bilan global
Armed Conflict Location and Event Data project (Acled), un projet de l'université du Sussex,, recense au moins 7 104 morts, dont 2 514 civils, entre 2012 et 2019.
Entre le Coup d'État de mai 2021 et octobre 2023, Acled recense au moins 5 000 morts au Mali. Il fait également état de 1 600 civils tués au Mali entre janvier et juin 2022.

## Situation des droits de l'homme

### Au nord du Mali
L'organisation non gouvernementale Médecins du monde annonce le 6 février 2012 la suspension temporaire de « ses activités sanitaires et nutritionnelles dans le nord du Mali », alertant sur « la dégradation sécuritaire au Mali (qui) risque de priver les populations d'une aide indispensable ». Le 5 avril, Amnesty International publie un communiqué que les régions du nord sont « au bord d'un désastre humanitaire majeur », précisant que « toute la nourriture et les médicaments stockés par les grandes agences humanitaires ont été pillés et la plupart des travailleurs humanitaires ont fui » avec comme conséquence des populations qui « font face à un risque imminent de graves pénuries alimentaire et médicale qui pourraient entraîner de nouvelles pertes humaines ». Amnesty International relate « dans les villes de Gao et de Ménaka, des femmes et des jeunes filles ont été enlevées de chez elles et auraient été violées ».
L'Agence France-Presse relate des témoignages d'habitants et d'organisations non gouvernementales faisant état d'enlèvements et de viols de femmes, de saccages et de pillages d'édifices publics et privés à Gao et Tombouctou.
Le 8 avril, Maliki Alhusseini Maiga, président du Collectif des ressortissants du Nord-Mali (Coren) dénonce lors d'une conférence de presse tenue à Bamako les exactions des rebelles dans le nord du pays : « Aujourd'hui, nous faisons face à un désastre humanitaire parce que notre pays est occupé par des terroristes et des extrémistes islamistes qui ont tué des centaines de nos frères à Gao, Kidal et Tombouctou […] Ils ont violé nos sœurs, ont brûlé les bâtiments administratifs. Ils ont détruit nos villes et ils terrorisent la population ». Il demande la mise en place d'un corridor humanitaire afin de secourir les maliens bloqués dans la région.
Entre mars 2012 et mai 2013, le Haut commissariat des Nations unies pour les réfugiés a recensé au moins 2 785 cas de violences sexuelles dans le nord du Mali (viols, mariages forcés et commerce sexuel). En novembre 2014, 80 victimes de violences sexuelles portent plainte.
Le 30 novembre 2013, Amnesty International publie un rapport de 47 pages sur les exactions commises de la guerre du Mali,.
Le 22 février 2025, Le mouvement indépendantiste touareg accuse les soldats maliens et les mercenaires du groupe Wagner d'avoir tué au moins 24 civils.

### Populations déplacées et réfugiées
Le 18 avril 2012, l'OCHA estime qu'il y a eu « plus de 268 000 déplacés à la suite de la crise au nord du Mali, dont plus de 161 000 réfugiés au Niger, au Burkina Faso, en Mauritanie et en Algérie ».
Le 15 août 2012, le Bureau des Nations unies pour la coordination des Affaires humanitaires (Ocha) publie un rapport faisant état au 10 août de 261 624 réfugiés maliens enregistrés dans les pays voisins et 174 000 déplacés à l'intérieur du territoire malien.
Le 15 janvier 2013, l'ONU estime à près de 150 000 le nombre de Maliens réfugiés dans les pays voisins, et à 230 000 le nombre de personnes déplacées dans le pays. On compte 54 100 réfugiés en Mauritanie, 50 000 au Niger, 38 800 au Burkina Faso, et 1 500 en Algérie.
Selon l'ONU, 480 000 déplacés rentrent chez eux entre janvier 2013 et janvier 2016, mais 200 000 demeurent encore dans les camps de réfugiés.

### Les prisonniers de guerre
De janvier à début avril 2013, 200 personnes, djihadistes ou suspects, sont emprisonnés sur Bamako. Selon les données des organisations internationales de défense des droits de l'homme et des organismes humanitaires, une quarantaine sont cependant signalés comme introuvables. Sur les prisonniers recensés, âgés de 20 à 76 ans, 80 % sont des Songhaïs ou des Peuls, les autres sont des Touaregs, des Arabes et quelques étrangers, dont quatre Nigérians suspectés d'être de Boko Haram. Dans un accord signé le 8 mars, le gouvernement malien s'engage à éviter « tout acte de torture » ainsi que l'application de la peine de mort contre les jihadistes.
Lors de la bataille de Tigharghâr, les Français capturent au moins 13 jihadistes,,. Considérés comme des terroristes par la France, ils ne bénéficient pas du statut de prisonnier de guerre régi par les Conventions de Genève. Deux prisonniers, de nationalité française, sont extradés vers la France,. Officiellement, la France remet seize prisonniers au Mali, dont six mineurs. Ces derniers sont placés dans un centre de rééducation, et assistés par l'Unicef et le Comité international de la Croix-Rouge. Certains prisonniers sont cependant torturés selon Human Rights Watch, deux touaregs meurent dans la nuit 6 au 7 avril, à la suite de blessures dues à leur mauvais traitement.
Selon la gendarmerie malienne, à la date du 24 avril 2013, 340 jihadistes ou suspects ont été faits prisonniers dans le nord du Mali et transférés à Bamako,.
Le 2 octobre, le gouvernement malien libère 23 hommes du MNLA capturés entre mars et août 2013.

### Crimes de guerre
Le 17 juillet 2024, l'armée malienne annonce l'ouverture d'une enquête après la diffusion d'une vidéo montrant un soldat en uniforme malien découpant un cadavre avec une machette et déclarant qu'il va manger le foie de la victime. Le ministre de la Défense déclare que cet acte est incompatible avec les valeurs militaires du Mali,,.

### Documentaires
- Serval, quand l'armée filme sa guerre, réalisé par Jean-Christophe Notin et Martin Blanchard, ECPAD et Kuiv productions, 2013. Diffusé dans le magazine Envoyé spécial, le 17 octobre 2013.
- La France en guerre, réalisé par Jean-Christophe Notin et Martin Blanchard, 2015. Diffusé dans le magazine Infrarouge, le 20 octobre 2015.
- Serval, une brigade au combat, réalisé par le Ministère de la Défense, 2015. (Consulter sur youtube)
- Salafistes, réalisé par Lemine Ould Mohamed Salem et François Margolin, 2016.
- La guerre du désert : Les islamistes dans le Sahara, 2015. (« Vidéo en ligne »(Archive.org • Wikiwix • Archive.is • Google • Que faire ?))
- Mali : les secrets d'une guerre, Cellule de crise, 2016. (« Consulter sur youtube »(Archive.org • Wikiwix • Archive.is • Google • Que faire ?))
- [vidéo] François Rihouay, Vidéo : Tombouctou, la "perle du désert" ternie par les fous de Dieu, France 24, 9 septembre 2016.

### Dans la culture
- Timbuktu (ou Chagrin des oiseaux), film franco-mauritanien sorti en 2014 et réalisé par Abderrahmane Sissako. Le film traite de l'occupation djihadiste à Tombouctou en 2012.
- Mali, ô Mali, roman d'Erik Orsenna, qui met en scène madame Bâ, « Jeanne d'Arc africaine » venue sauver son pays de la ruine et des islamistes radicaux, avant que l'opération Serval ne soit lancée.
- La série télévisée française Sentinelles prend pour cadre l'Opération Barkhane durant la guerre du Mali.

### Cartographie
- Carte des attaques au Mali, The Long War Journal.

### Articles
- Joseph Brunet-Jailly, Le Mali sous tutelle de la "communauté internationale" : une impasse !, Mediapart, 18 juillet 2016.
- Yvan Guichaoua, Crise au Sahel : « Pourquoi le Niger s'en sort mieux que le Mali », Le Monde, 11 août 2017.
- Pascal Priestley, Au Mali, la spirale inquiétante des tueries inter-communautaires, TV5monde, 28 juin 2018.

### Reportages vidéos
- Mali, la poudrière sahélienne, reportage d'Arte en 2012.
- Sahel Le désert de tous les dangers, émission d'Enquête exclusive en 2012.
- Mali : Au nom de la charia, émission d'Envoyé spécial, fin 2012.
- Mali : l'enlisement ou la paix Reportages de Pascal Priestley, Guillaume Gouet et François-Xavier Freland à Tombouctou, Gao, Bamako et dans la région de Mopti, réalisés pour TV5monde en février 2013.
- Les orphelins du Sahara 1- Le retour, reportage d'Al Jazeera en 2013.
- Les orphelins du Sahara 2- La rébellion, reportage d'Al Jazeera en 2013.
- Les orphelins du Sahara 3- L'exil, reportage d'Al Jazeera en 2013.
- 100 jours de guerre au Sahel : 5 reportages| Quel est le bilan au Mali et en Azawad ?, émission d'Un œil sur la planète, avril 2013.
- Des nouvelles du Mali (première diffusion dans Le Dessous des cartes, Arte, en avril 2015)